# Motorrad
Ein Motorrad ist üblicherweise ein einspuriges Kraftfahrzeug mit zwei Rädern und einem oder zwei Sitzplätzen. In Deutschland zählen Motorräder zur Kategorie Kraftrad (Kurzform: Krad), in der Schweiz lautet die entsprechende Bezeichnung Motorrad, soweit es sich nicht um Motorfahrräder, d. h. Mofas, handelt (Art. 14 VTS). Eine in Deutschland historische Bezeichnung ist Motorfahrrad.

## Technikgeschichte

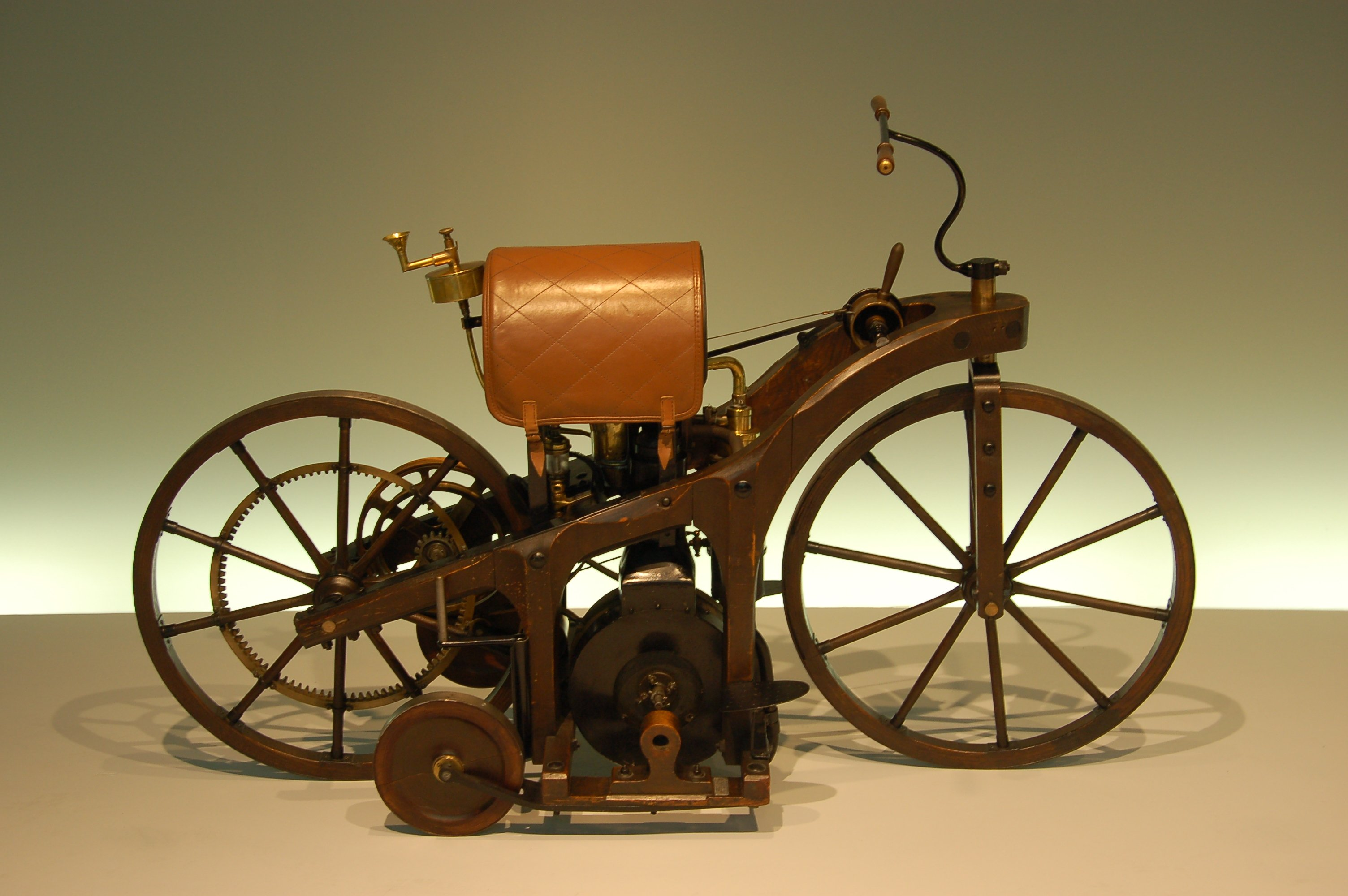
Reitwagen von Daimler (1885)

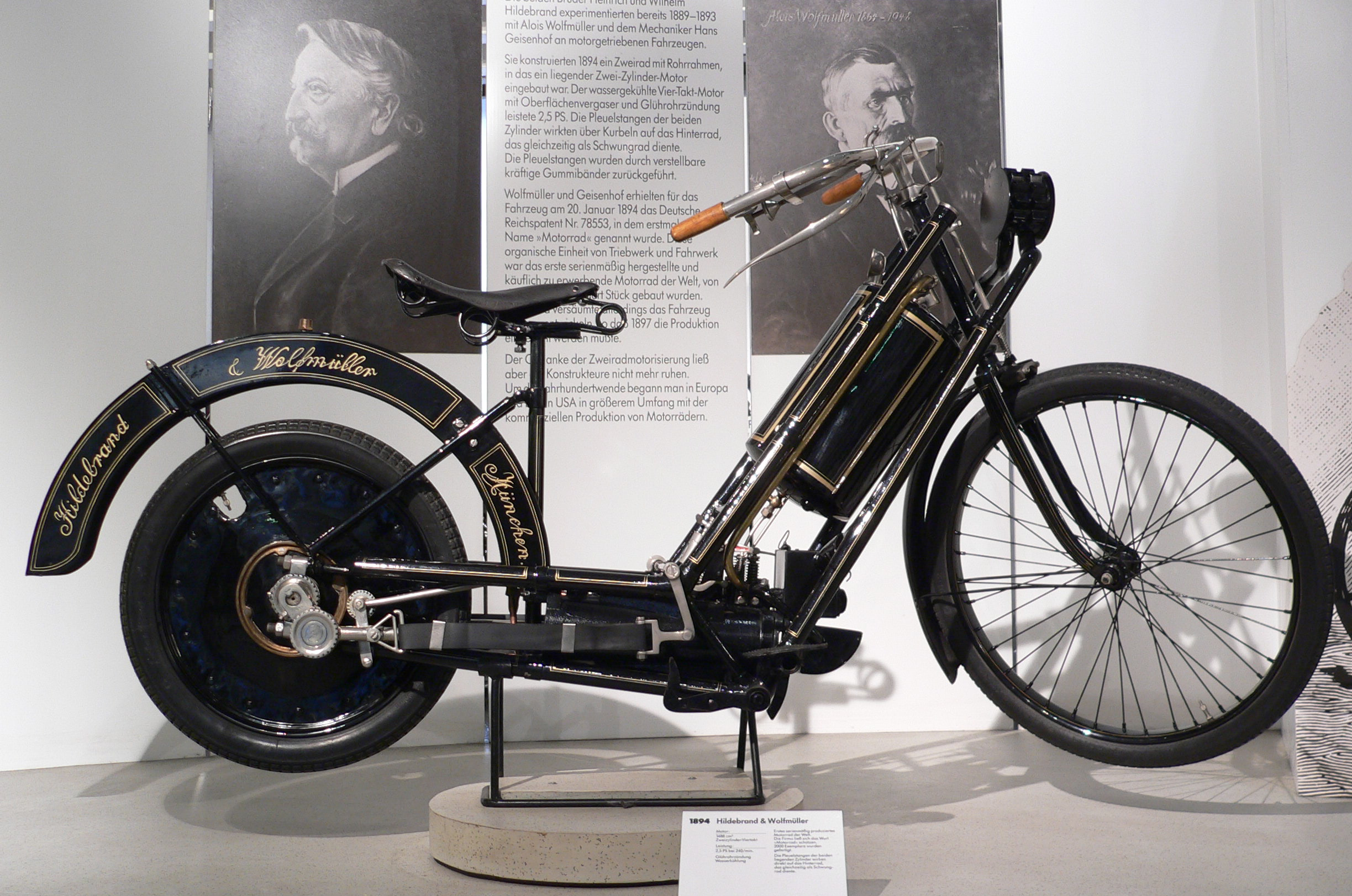
Erstes Serien-Motorrad von Hildebrand und Wolfmüller (1894)

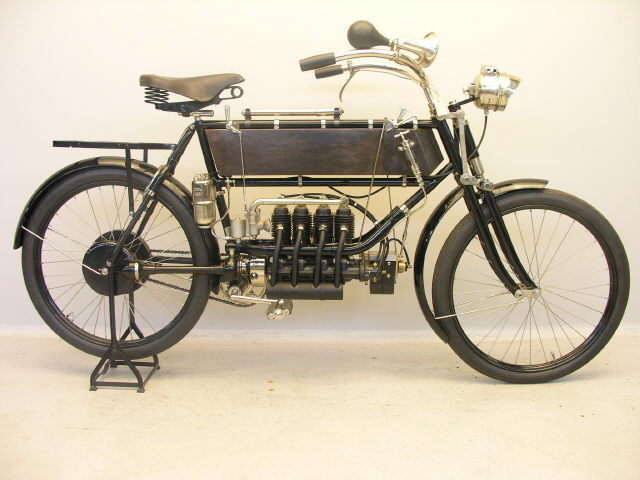
FN-Vierzylinder mit Kardanwelle (1905)

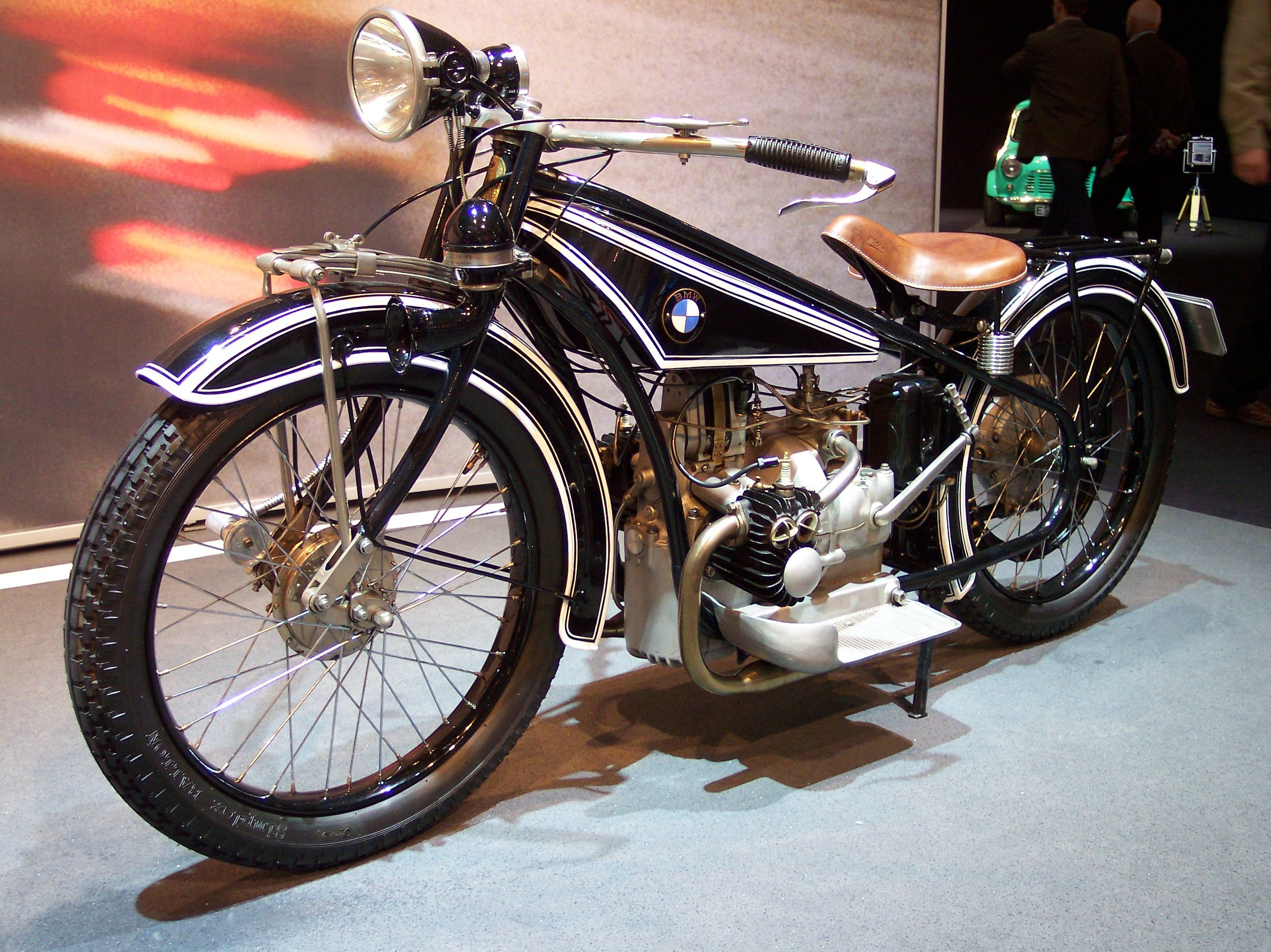
BMW R 32 (1923)

Die Geschichte des Motorrads ist zunächst die Geschichte des Fahrrads. Sie begann 1817 mit der „Laufmaschine“ von Karl Drais. In den 1860er-Jahren wurde die Tretkurbel erfunden. Pierre Michaux entwickelte 1869 das Dampfrad, das als Vorläufer des Motorrads gilt; Dampfräder wurden bis in die 1890er-Jahre in den USA hergestellt.
Gottlieb Daimler und Wilhelm Maybach konstruierten 1885 den Reitwagen, einen Versuchsträger für den schnelllaufenden mit Benzin betriebenen Ottomotor. Dieses Fahrzeug gilt – trotz seiner seitlichen, nicht federnden Stützräder – als erstes Motorrad. Das erste Motorrad mit Benzinmotor, das sich tatsächlich wie ein Motorrad fahren ließ und auch in Serie produziert wurde, ist die Hildebrand & Wolfmüller von 1894. Dieser Hersteller verwendete erstmals das Wort „Motorrad“ und ließ es patentrechtlich schützen. 1897 ging das De-Dion-Bouton-Motordreirad in Produktion, das erfolgreichste Motorfahrzeug vor der Jahrhundertwende. Im gleichen Jahr entwickelten die Gebrüder Werner in Frankreich ein Motorrad mit Frontantrieb. Mit der technischen Innovation des Spritzdüsenvergasers, einem Patent von Wilhelm Maybach von 1893, und der Magnetzündung, einem Patent von Robert Bosch von 1901, wurde das Motorrad wesentlich einfacher benutzbar.

### 1900 bis 1918
Die Entwicklung der Motorradtechnik wurde bis zum Ersten Weltkrieg nur von europäischen und amerikanischen Herstellern geprägt: 1902 stellte Griffon ein Motorrad mit V-Motor her. 1904 baute FN erste Motorräder mit Vierzylindermotor und Kardanwelle, Indian führte den Gasdrehgriff ein. 1905 erschienen die ersten Motorräder mit gefederter Vorderradaufhängung, ab 1909 gab es von Scott Zweitaktmotoren und Kickstarter. 1913 entwickelte Adalberto Garelli den Doppelkolbenmotor, eine besondere Bauform des Zweitaktmotors. 1914 bot Indian serienmäßig einen elektrischen Starter und eine elektrische Beleuchtung an.
Auch das Militär interessierte sich für das Motorrad. Bereits im Burenkrieg, später im Balkankrieg wurden Motorräder als Transportmittel eingesetzt. In größerer Zahl kam das Motorrad im Ersten Weltkrieg zum Einsatz. Wanderer und NSU waren die Hauptlieferanten für das kaiserliche Militär; Triumph, Douglas und Phelon & Moore waren auf britischer, Indian sowie Harley-Davidson auf amerikanischer Seite. Der Haupteinsatz war die Nachrichtenübermittlung durch Meldefahrer sowie Krankentransporte mit Beiwagen. Das erste Unternehmen, das in den USA Motorräder im industriellen Maßstab herstellte, war Indian – von 1913 bis 1917 der größte Motorradhersteller der Welt.

### 1918 bis 1945
In der Zeit nach dem Ersten Weltkrieg entwickelte sich Harley-Davidson zum größten Motorradhersteller der Welt; in Deutschland begannen zahlreiche Unternehmen mit der Motorradproduktion; darunter bekannte Namen wie DKW (1922) und BMW (1923). In den 1920er Jahren begann auch die außermilitärische Verbreitung von Motorrädern mit Beiwagen. 1928 wurde DKW, das ausschließlich auf den Zweitaktmotor setzte, nach Stückzahlen größter Motorradhersteller der Welt. Der Zweitaktboom sorgte dafür, dass bereits 1932 in Deutschland mehr Kleinkrafträder als Motorräder zugelassen waren. 1932 führte DKW die Umkehrspülung beim Zweitakt-Ottomotor ein. Gilera verwendete 1934 erstmals einen quer eingebauten Vierzylinder-Viertaktmotor in der Rennmaschine „Rondine“. 1935 stellte BMW die Teleskopgabel vor, im selben Jahr begann der japanische Hersteller Koto Trading Company, eine Tochterfirma von Sankyo, die Harley-Davidson Flathead in Lizenz nachzubauen. Koto Trading war damit der erste japanische Motorradhersteller. Honda (1948), Suzuki (1952), Yamaha (1954) und Kawasaki (1961) bauten erst nach dem Zweiten Weltkrieg Motorräder.
1920 stellte Ernest Walker in Daytona auf einer Indian mit 167,67 km/h den ersten von der FICM anerkannten Geschwindigkeitsweltrekord auf. Bis 1937 wurde der Geschwindigkeitsrekord unter anderem durch Motoraufladung auf über 279,5 km/h (durch Ernst Jakob Henne) gesteigert. Auch Zweitaktmotoren erhielten über die Kolbenladepumpe eine Leistungssteigerung, so unter anderem bei DKW (z. B. DKW ULD 250).
Im Zweiten Weltkrieg wurde das Motorrad umfangreich eingesetzt. Alle kriegführenden Nationen stellten ihre Produktion auf militärische Zweiräder um. Die amerikanische Motorradindustrie, vertreten durch Harley-Davidson und Indian, produzierte über 300.000 Motorräder, die britische Industrie 425.000 Motorräder für die Alliierten. Auf deutscher Seite wurden spezielle Beiwagenmotorräder mit angetriebenem Seitenwagenrad wie die Zündapp KS 750 und die BMW R 75 entwickelt.

### 1945 bis 1969

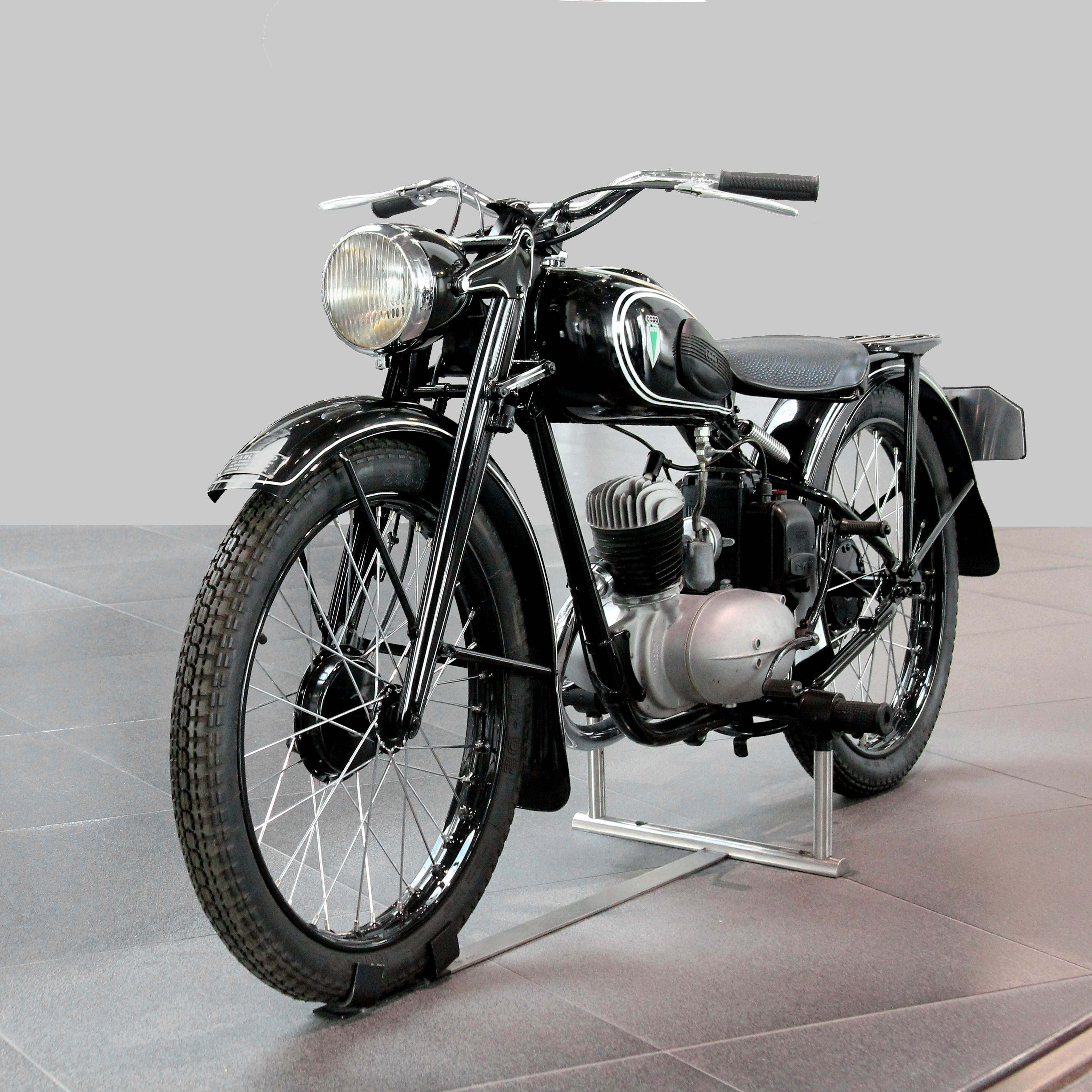
Das meistkopierte Motorrad der Welt: eine DKW RT 125, 1939–1965; im Bild Modell 1949/50

Das Motorrad diente in der Nachkriegszeit als „erschwinglicher Autoersatz“. Die Motorräder sollten möglichst robust, zuverlässig und einfach konstruiert sein. Der Journalist Ernst Leverkus nannte entsprechende Modelle „Westerwaldmotorräder“ und führte als Beispiele die Ardie B 250, BMW R 24, NSU 251 OSL, Triumph BDG, Victoria KR 25 und Zündapp DB 201 an. In der DDR entsprachen die MZ-Maschinen noch bis 1990 diesem Profil eines zweckmäßigen Motorrads. Die 1938 von DKW eingeführte Hubraumklasse von 125 cm³ setzte sich seinerzeit schnell als Standard für kleinere Motorräder durch. In der Nachkriegszeit wurden Maschinen dieser Klasse infolge der beschränkten Möglichkeiten häufig überbelastet, für schwere Transporte oder größere Urlaubsreisen verwendet. In Deutschland brachte nach 1945 erstmals Maico 1949 eine 150-cm³-Maschine heraus, bald darauf zogen andere Hersteller wie Riedel, Adler, Ilo, Fichtel & Sachs und Dürkopp nach. Mit zunehmendem Wohlstand wurden auch Motorräder mit noch größerem Hubraum erschwinglich; die ab 1952 gebaute NSU Max wurde eines der populärsten Motorräder der 250er-Klasse. Gleichzeitig profilierte sich das Kleinkraftrad als kleines Motorrad mit 50 cm³. 1955 wurde NSU mit einer Jahresproduktion von 70.214 Motorrädern, 228.369 Mopeds und 45.747 Fahrrädern seinerzeit größter Zweiradhersteller der Welt.
Bis 1957 in der Bundesrepublik Deutschland und 1989 in der DDR gab es in Deutschland mehr Motorräder als Pkw. In dieser Bevorzugung unterschieden sich die deutschen Verhältnisse deutlich von denen in den USA und den westeuropäischen Nachbarländern. 1958 führte Ducati eine Variante der desmodromischen Ventilsteuerung ein. Konstruiert wurde diese bis heute gebaute Zwangssteuerung von dem Italiener Fabio Taglioni.
In den 1960er-Jahren verringerte sich in der Bundesrepublik Deutschland die Motorradnachfrage und -produktion im Zeitalter des Wirtschaftswunders beständig; das Motorrad als reines Transportmittel war weitgehend vom inzwischen erschwinglichen vollwertigen Pkw abgelöst worden. Um 1969 wurden die niedrigsten Produktions- und Zulassungszahlen von Motorrädern verzeichnet. Die bundesdeutsche Motorradindustrie lag am Boden, viele Hersteller gab es bereits nicht mehr. Nur BMW stellte noch – mit vierstelligen Produktionszahlen – Motorräder mit großem Hubraum her.
In der DDR entwickelte sich der Motorradsektor abweichend. Infolge einer unzureichenden Versorgung mit Pkw bei gleichzeitig recht attraktiven und besser verfügbaren Zweiradmodellen vergrößerte sich dieser Sektor immer weiter; MZ wuchs zu einem der weltweit größten Motorradhersteller, und Simson zum größten Hersteller von Kleinkrafträdern Deutschlands. Dabei wurden die Anfang der 1950er-Jahre dominierenden Marktverhältnisse aus 50er, 125/150er und 250er Hubraumklasse bis 1990 beibehalten. Die Produktion von Viertakt-Maschinen, die ausbaufähig für größeren Hubraum gewesen wären, wurde 1961 aus politischen Gründen beendet.

### 1969 bis heute

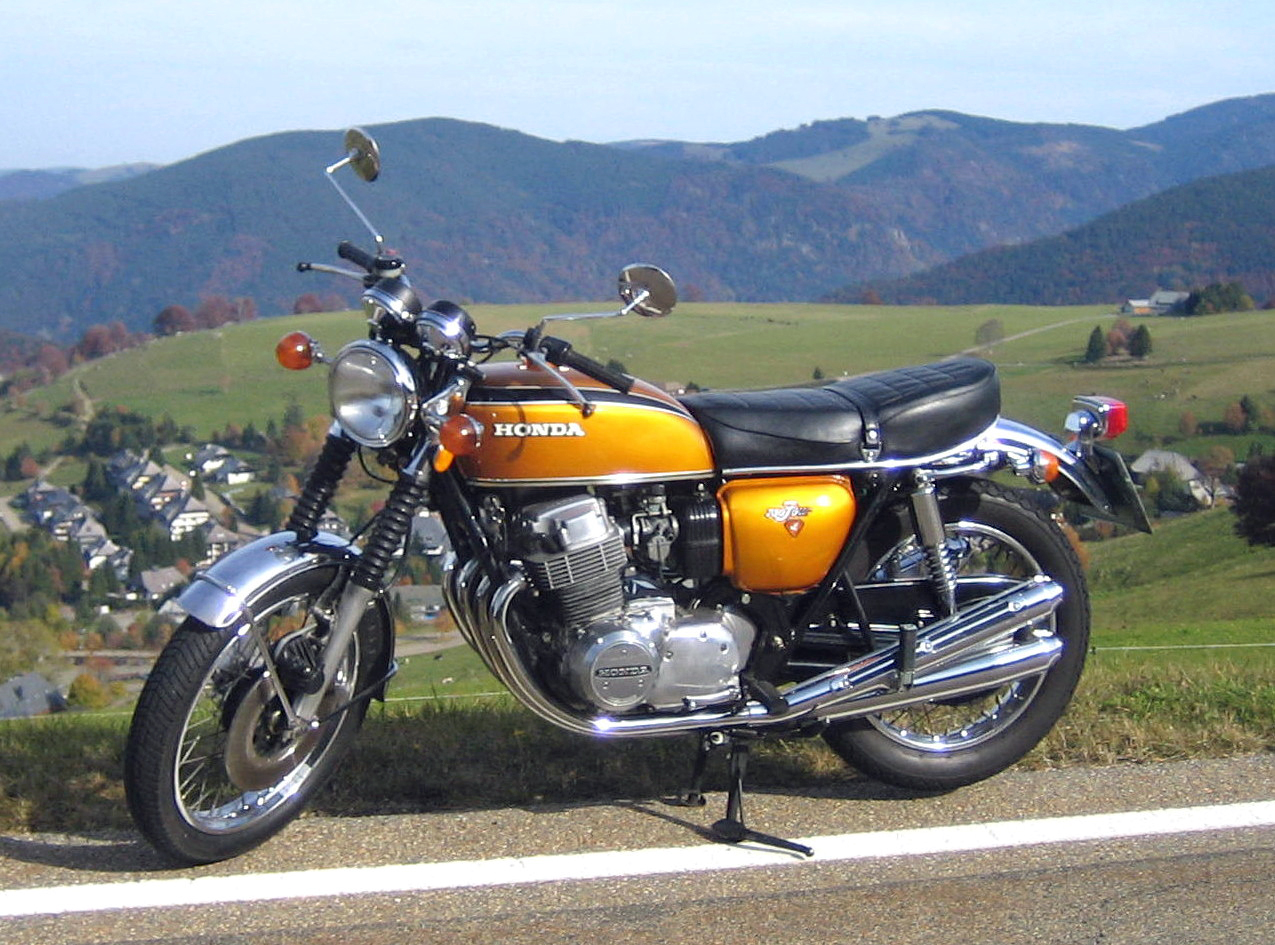
Honda CB 750 Four

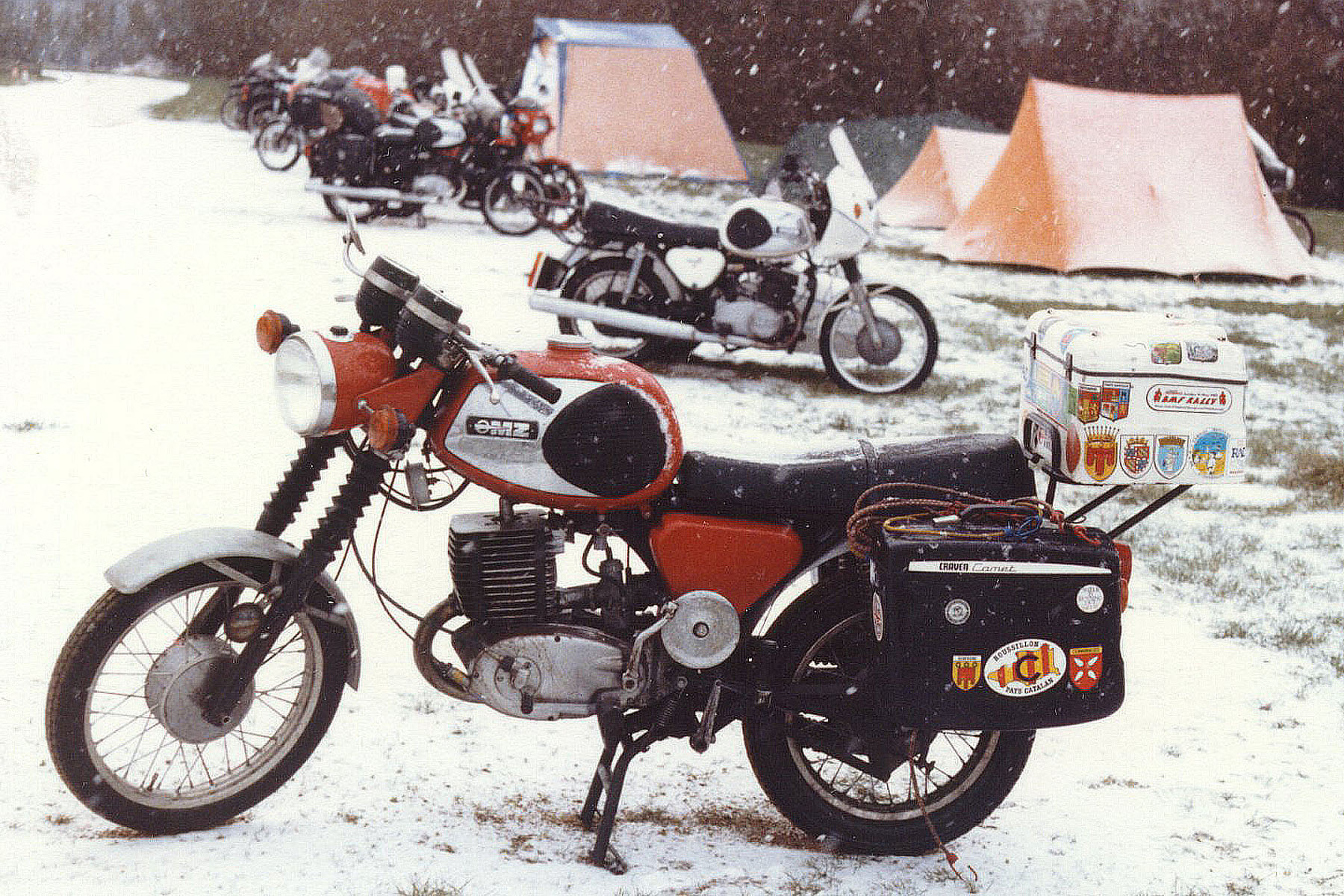
MZTS 250/1 (244 cm³, 1976–1981, über 140.000 Stück produziert)

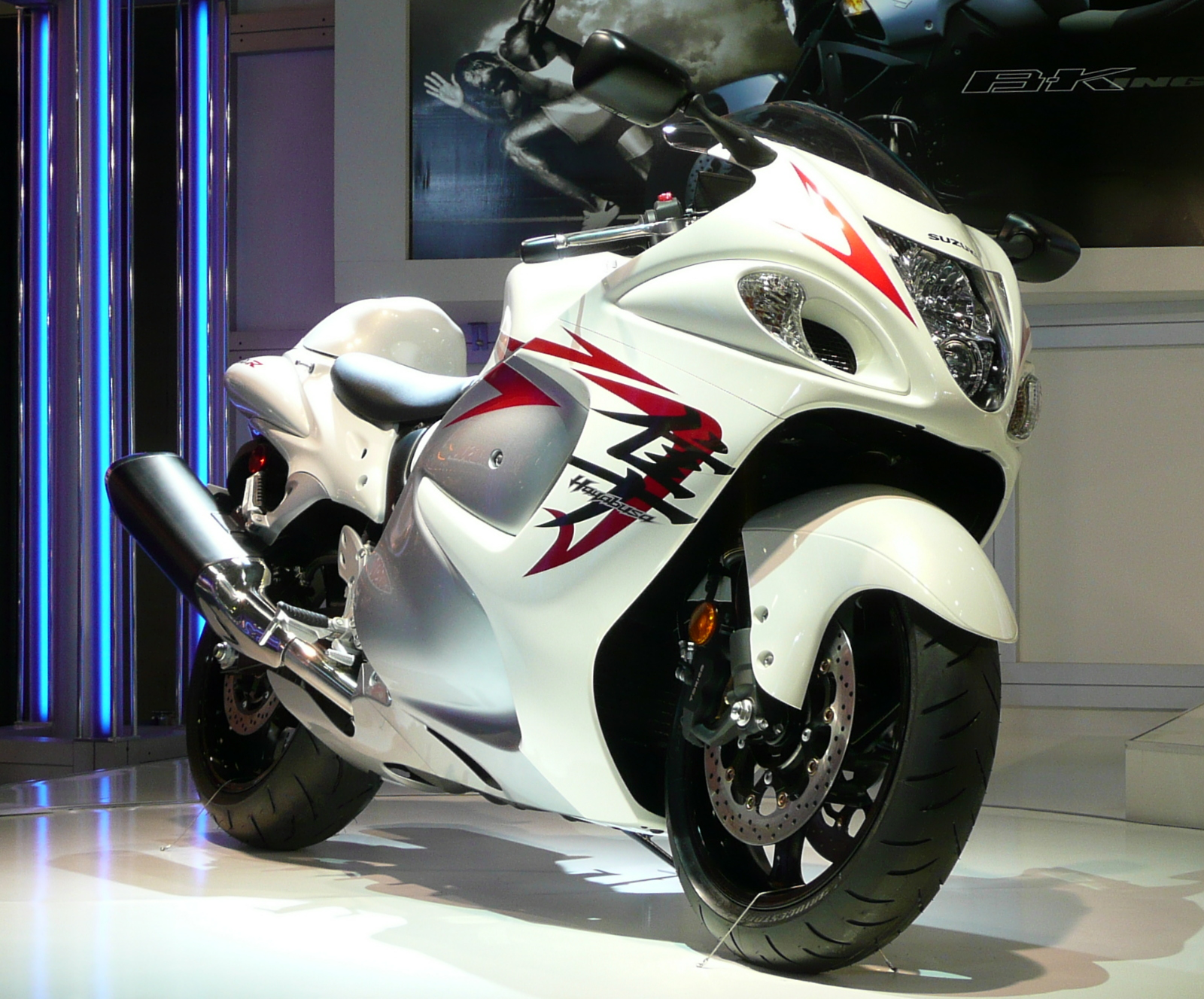
Suzuki Hayabusa

Die japanische Motorradindustrie stellte 1972 jährlich über 3,5 Millionen Motorräder her, während im selben Jahr Deutschland einen Tiefstand von nur 198.221 zugelassenen Motorrädern aufwies. Honda wurde Weltmarktführer; das Kleinmotorrad Honda Super Cub war das weltweit meistgebaute Kraftfahrzeug. Den japanischen Herstellern gelang es, dem Zweirad eine neue Bedeutung als „Sport-, Hobby- und Freizeitgerät“ zu geben.
1969 stellte Honda mit der CB750 Four ein richtungweisendes Motorrad mit einem quer eingebauten Vierzylinder-Viertaktmotor und hydraulisch betätigter Scheibenbremse am Vorderrad vor, 1972 folgte die Kawasaki 900 als das erste moderne Superbike.
1976 lieferte Van Veen bei der OCR 1000 die erste elektronische Zündung.
1980 bot Kawasaki bei der Z1000 Fuel Injection die erste elektronisch geregelte Saugrohreinspritzung bei einem Serienmotorrad an.
Im selben Jahr gab es bei Harley-Davidson den ersten Zahnriemenantrieb auf Primär- und Sekundärseite.
1981 stellte Honda die CX 500 Turbo vor, das erste Serienmotorrad mit Abgasturbolader.
1985 stellte Suzuki mit der GSX-R 750 das erste kompromisslos aus dem Rennsport abgeleitete Serienmotorrad vor und definierte damit die Klasse der Supersportler.
1988 gab es bei BMW das erste Antiblockiersystem für Motorräder als Option und 1992 erstmals eine Traktionskontrolle bei der Honda Pan European.
1999 erschien das erste über 300 km/h schnelle Serienmotorrad, die Suzuki Hayabusa 1300, 2006 das erste Dreirad mit Schwenk-Mechanismus (Leaning Multi Wheeler), die Piaggio MP3. 2007 brachte Honda bei seiner Gold Wing einen Motorradairbag und 2014 die KTM AG bei ihrer 1190 Adventure die Motorcycle Stability Control (MSC) eine elektronische Stabilitätskontrolle von Bosch.

## Entwicklung der Bauarten
In der Anfangszeit der Motorradentwicklung gab es nur eine Kategorie, das Motorfahrrad. 1902 entstanden die ersten für einen bestimmten Zweck gebauten Motorräder, die Rennmotorräder, sowie 1903 die Motorräder mit Beiwagen. 1909 erschienen erste Geländemotorräder, um 1914 erste Trialmaschinen. Im Laufe der Jahre erfuhren Straßenmotorräder technische Veränderungen, sodass spezifische Bezeichnungen entstanden. Im Laufe des 20. Jahrhunderts entstanden immer wieder spezielle Bauformen.

### Kleine Motorräder
Mofas (Motorfahrrad), Mopeds (Motorpedalfahrzeug), Mokicks und Kleinkrafträder sind motorisierte Zweiräder, die eine geringe Leistung und eine geringere Fahrerlaubnisvoraussetzung haben. Mopeds und Mofas sind mit Pedalen ausgerüstet, genau wie Fahrräder mit Hilfsmotor. Einer der bedeutendsten Hersteller war Kreidler, der den heute noch gültigen Weltrekord für Kleinmotorräder bis 50 cm³ hält. 1977 wurde der Niederländer Henk van Kessel auf einer Kreidler Black Arrow mit einem Mittelwert von 221,586 km/h auf dem RW 50 bei Apeldoorn gemessen.
Sehr kleine Motorräder, sogenannte Pocket Bikes, sind in Deutschland nicht für den Straßenverkehr zugelassen.

### Motorradgespann

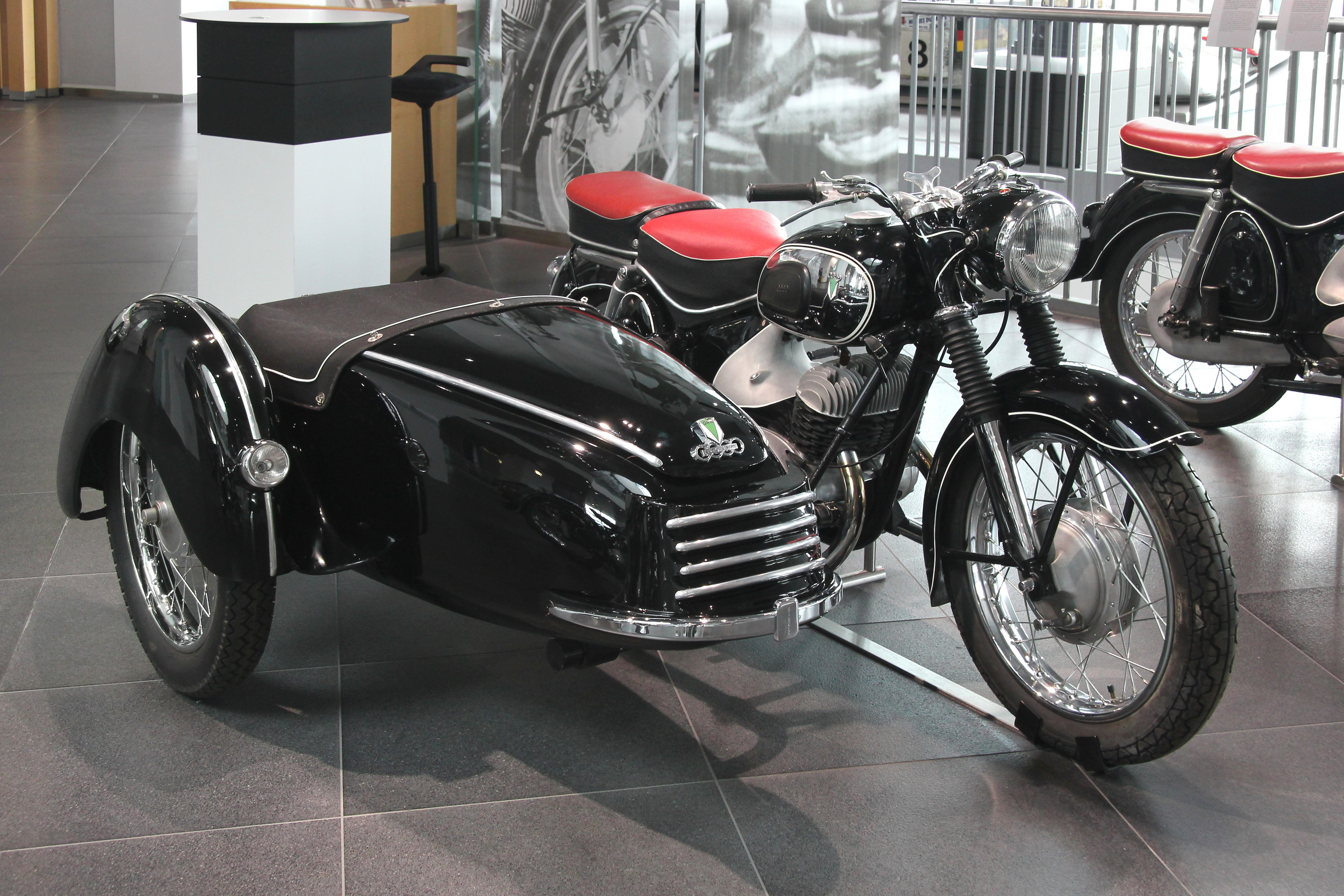
DKW-Gespann von 1956 im museum mobile in Ingolstadt

Motorradgespanne bestehen aus einem Motorrad und einem seitlich angebrachten Beiwagen, auch Seitenwagen genannt. Sie haben üblicherweise drei Räder, typischerweise in asymmetrischer Anordnung.

### Quad
Quads zählen nicht zu Motorrädern, auch wenn Motoren und Bedienungselemente ähnlich sind und Hersteller aus dem Motorradbau kommen. In Deutschland können sie mit dem Autoführerschein gefahren werden, im Gegensatz zu Trikes, für die alle, die ihren Autoführerschein nach dem 19. Januar 2013 erworben haben, einen Motorradführerschein benötigen.

## Typen von motorisierten Zweirädern

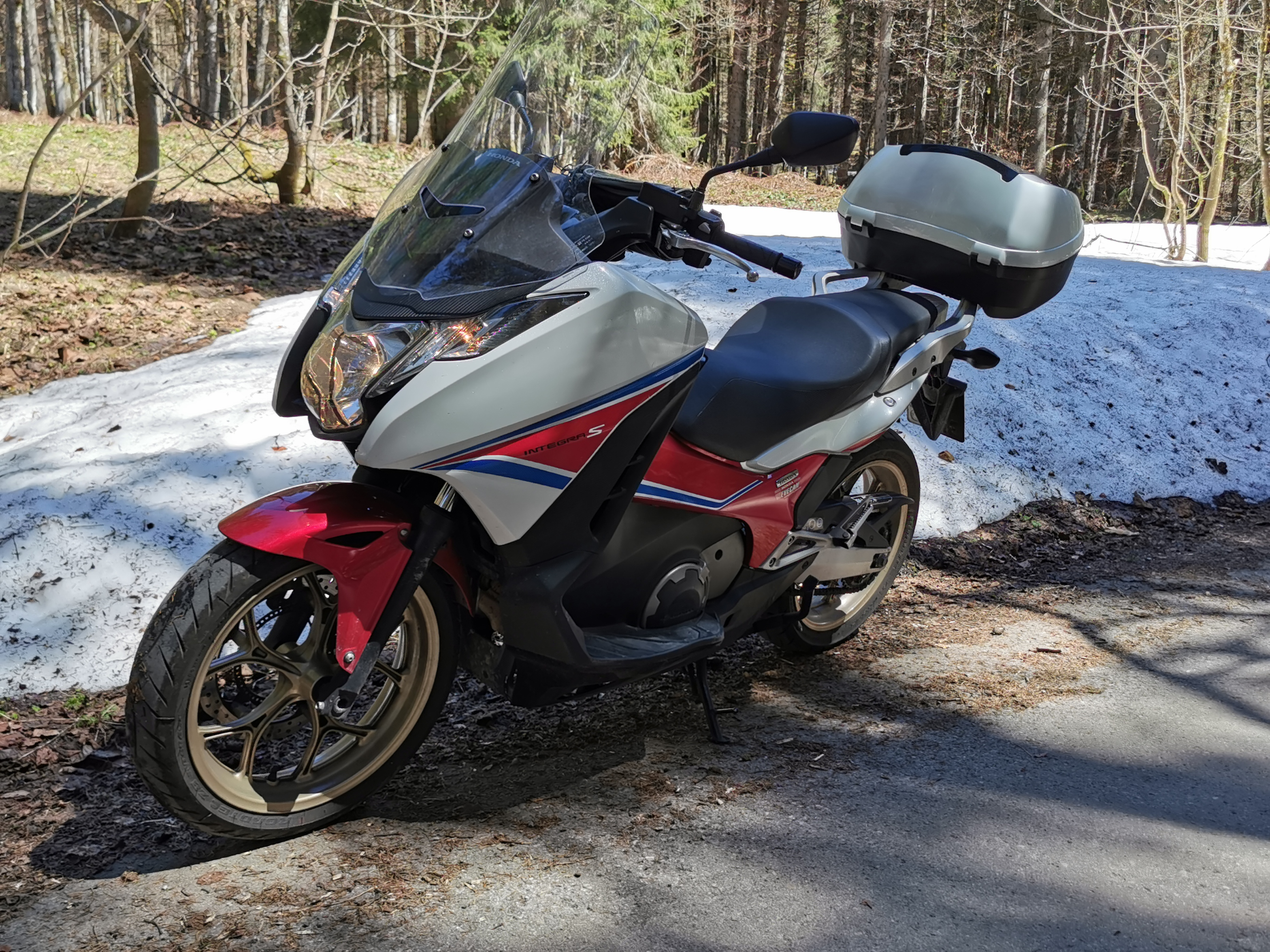
Maxiroller Honda NC700D Integra 745 cm³ Hubraum, max. Drehmoment 68 Nm, max. Leistung 40 kW (54 PS), ABS und Trittbrettern (Baujahr 2015).

## Verkehrsrecht

### Begriffsbestimmung

#### Europäische Union
Nach der Richtlinie 2002/24/EG vom 18. März 2002 und der Verordnung über die Zulassung von Fahrzeugen zum Straßenverkehr (Fahrzeug-Zulassungsverordnung) werden zweirädrige oder dreirädrige Kraftfahrzeuge in folgende EG-Fahrzeugklassen unterteilt:
- Krafträder: zweirädrige Kraftfahrzeuge mit oder ohne Beiwagen, mit einem Hubraum von mehr als 50 cm³ im Falle von Verbrennungsmotoren, und/oder mit einer bauartbedingten Höchstgeschwindigkeit von mehr als 45 km/h.
- Leichtkrafträder: Krafträder mit einer Nennleistung von nicht mehr als 11 kW und im Falle von Verbrennungsmotoren mit einem Hubraum von mehr als 50 cm³, aber nicht mehr als 125 cm³.
- Kleinkrafträder: zweirädrige Kraftfahrzeuge oder dreirädrige Kraftfahrzeuge mit einer bauartbedingten Höchstgeschwindigkeit von nicht mehr als 45 km/h und folgenden Eigenschaften:
a) zweirädrige Kleinkrafträder: mit Verbrennungsmotor, dessen Hubraum nicht mehr als 50 cm³ beträgt, oder mit Elektromotor, dessen maximale Nenndauerleistung nicht mehr als 4 kW beträgt.
b) dreirädrige Kleinkrafträder: mit Fremdzündungsmotor, dessen Hubraum nicht mehr als 50 cm³ beträgt, mit einem anderen Verbrennungsmotor, dessen maximale Nutzleistung nicht mehr als 4 kW beträgt, oder mit einem Elektromotor, dessen maximale Nenndauerleistung nicht mehr als 4 kW beträgt.

Die länderspezifischen alten Fahrerlaubnisklassen behalten bis 19. Januar 2033 ihre Gültigkeit. In Deutschland sind dies die alten Klassen 1, 1a oder 1b bzw. 3 (muss vor dem 1. April 1980 erteilt worden sein) sowie Klasse A (beim DDR-Führerschein).

#### Deutschland
Die alte Norm DIN 70010 vom April 1978 bezeichnete Krafträder als „einspurige Kraftfahrzeuge mit zwei Rädern. Durch das Mitführen eines Beiwagens wird die Eigenschaft als Kraftrad nicht berührt“. Und „Motorräder sind Krafträder, die mit Knieschluß gefahren werden und keine Tretkurbel haben“. Bei Motorrollern fehlt der Knieschluss. „Liegt der Hubraum unter einer vom Gesetzgeber festgelegten Größe, so werden sie Kleinkrafträder genannt.“

#### Schweiz
Dieser Artikel behandelt die Sonderbestimmungen für den Führerausweis und die mit diesem dokumentiert
Motorräder sind gemäß Art. 14 VTS einspurige Motorfahrzeuge mit zwei Rädern, mit oder ohne Seitenwagen. Darin eingeschlossen sind Kleinmotorräder (zwei bzw. dreirädrige mit einer bauartbedingten Höchstgeschwindigkeit von 45 km/h sowie Elektro-Rikschas) sowie Motorschlitten, nicht aber Motorfahrräder wie Mofas.
Inhaber eines Führerausweises der Kategorie A sind berechtigt, Motorräder zu lenken (Art. 3 Abs. 1 VZV). Die Fahrberechtigung kann eingeschränkt werden auf solche mit einem Hubraum von nicht mehr als 125 cm³ und einer Motorleistung von höchstens 11 kW (Führerausweiskategorie A1, Art. 3 Abs. 2 VZV). Neulenker bekommen, sofern sie das Alter von 25 Jahren nicht erreicht haben, die Kategorie A beschränkt (Art. 15 Abs. 2 VZV), die Motorleistung darf 35 kW nicht übersteigen und das Verhältnis von Motorleistung und Leergewicht darf 0,20 kW/kg nicht übersteigen.

### Fahrerlaubnis oder Fahrberechtigung
Zum Motorradfahren auf öffentlichen Straßen, Plätzen und Wegen ist eine ausreichende Fahrerlaubnis (je nach Motorleistung) erforderlich. In der EU, EWR und in der Schweiz sind es die Klassen
- A – unbeschränkt, ab dem 24. (D) bzw. 25. (CH) Lebensjahr oder nach zwei Jahren Besitz der Klasse A2 (D, A) bzw. A beschränkt (CH)
- A2 – ab dem 18. Lebensjahr; max. 35 kW und max. 0,2 kW/kg Leergewicht.

Bezeichnung in der Schweiz: „A (beschränkt)“ – beschränkt, ab dem 18. Lebensjahr; max. 35 kW und nicht mehr als 0,2 kW/kg Leergewicht (seit 1. April 2016); nach zweijährigem Besitz kann, klaglose Fahrpraxis vorausgesetzt, mit einer praktischen Prüfung in die unbeschränkte Klasse A aufgestiegen werden.
- A1 – ab dem 16. Lebensjahr; max. 11 kW, max. Leistungsgewicht 0,1 kW/kg Leergewicht

Deutschland: Nach der Fahrerlaubnisregelung vom 19. Januar 2013 fällt die Geschwindigkeitsbeschränkung auf 80 km/h weg
Schweiz: 16 und 17-jährige Lenker: das Motorrad darf höchstens 50 cm³ bei Fremdzündungsmotoren oder 4 kW bei anderen Motoren aufweisen.
Offene dreirädrige Fahrzeuge (mit symmetrischer Radanordnung, d. h. kein Gespann) werden allgemein als Trike bezeichnet:
- In der EU gilt: Bis 15 kW wird ein Führerschein der Klasse A1 benötigt, über 15 kW-Klasse A,[24] jedoch mit dem Mindestalter von 21 Jahren.[25]
- In der Schweiz gilt ein Trike als ein dreirädriges Motorfahrzeug, somit sind Fahrer der Kategorie B berechtigt, Trikes zu führen.

### Verhalten im Stau

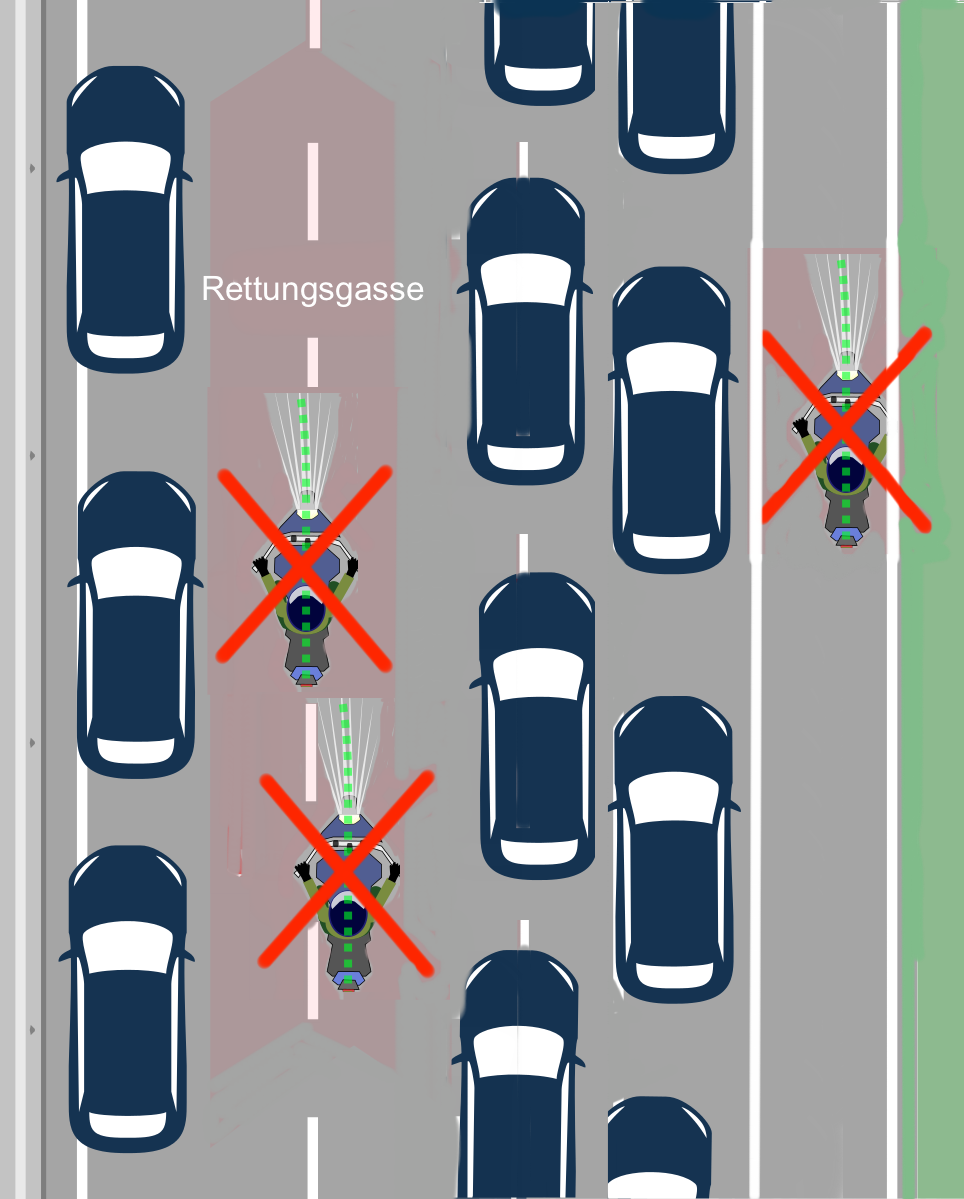
In Deutschland dürfen Motorradfahrer bei Staubildung weder die Rettungsgasse noch den Standstreifen benutzen.

In Deutschland ist das Hindurchschlängeln zwischen stehenden oder im Kolonnenverkehr fahrenden Fahrzeugen verboten. Auf Autobahnen darf weder im linken Randstreifenbereich überholt werden, noch dürfen Seitenstreifen oder Rettungsgasse benutzt werden. Anders als für Rad- und Mofafahrer, die vor roten Ampeln mit mäßiger Geschwindigkeit rechts überholen dürfen (§ 5 Abs. 8 StVO), gibt es für Motorradfahrer im Stau keine Privilegien. Sie müssen wie jedes andere Fahrzeug auf ihrer Position verbleiben.
Verstöße hiergegen werden jedoch in der Praxis kaum verfolgt. Die Polizei dulde das Durchfahren von Staus allerdings nur aus Sachzwängen, weil es die völlige Ausnahme sei, dass ein Polizist auf dem Motorrad hinterherfahre, um die Personalien des Täters festzustellen, und die Feststellung des Halters über das Kennzeichen nicht ausreiche, weil es in Deutschland keine Halterhaftung gebe. Nach einer Umfrage des Instituts für Zweiradsicherheit im Jahre 2009 gaben 75 % der befragten Motorradfahrer an, durch den Stau zu fahren. Zur Begründung wird auf die besondere Situation des Motorradfahrers verwiesen, dessen schützende Funktionskleidung im Stau im Hochsommer einen Hitzestau verursachen könne. Dazu komme die im Stand aufsteigende Hitze des Motors, der sich meist unmittelbar unter dem Fahrer befindet. Ständiges Ausbalancieren des Einspurfahrzeugs im Stau bei Stop-and-Go-Fahrten sei sehr anstrengend und ermüdend. Motorradfahrer, die im Stau stehen, seien den Abgasen der Fahrzeuge um sie herum, insbesondere von den rechts fahrenden Lkw, die ihre Abgase zur linken Seite ausstoßen, schutzlos ausgeliefert.
Kommt es durch verbotenes Durchschlängeln zu einem Unfall, trifft den Motorradfahrer regelmäßig eine zivilrechtliche Mitschuld.
Eine beim Petitionsausschuss des Deutschen Bundestages eingereichte Petition, mit der eine Legalisierung des Durchfahrens von Staus erreicht werden sollte, blieb ohne Erfolg. Am 17. März 2016 teilte der Petitionsausschuss mit, das Problem sei im Bund/Länder-Fachausschuss StVO/Ordnungswidrigkeiten im Jahre 2009 mit Ländervertretern beraten worden, die den Vorschlag mit großer Mehrheit abgelehnt hätten. In den ersten Minuten nach einem Unfall müssten Rettungsgasse und Standstreifen für die Rettungsdienste zur Bergung und Versorgung von verletzten Personen frei bleiben. Zu einer abstrakt-generellen Freigabe von nicht befahrbaren Flächen gebe es keinen Anlass. Sei absehbar, dass sich die Verkehrslage nicht entspanne, könne die Polizei vor Ort Rettungsgasse und Standstreifen im Einzelfall zur Benutzung freigeben. Bei langen Staus bestehe zudem die Möglichkeit, den Motor abzustellen und das Motorrad mit dem Ständer im Stand zu halten.
Die wenigen Studien zur Verkehrssicherheit von „Durchschlänglern“ zeichnen kein klares Bild. Zwar sei die Universität von Berkeley, Kalifornien, im März 2015 nach einer umfassenden Auswertung von Unfalldaten zum Ergebnis gekommen, dass das im US-amerikanischen „Lane Splitting“ genannte langsame Durchfahren des Staus für Motorradfahrende sechsmal sicherer sei, als sich hinten anzustellen. Frühere Studien aus den USA und Europa konnten hinsichtlich des Unfallrisikos jedoch so gut wie keine Unterschiede feststellen.
Der ADAC befürwortet weiterhin eine Änderung der Straßenverkehrsordnung. Er favorisiert die Freigabe der Standspur für Zweiradfahrer statt einer Nutzung der Rettungsgasse. Nach dem Vorschlag dürften Motorradfahrer nur an stehenden Fahrzeugen, nicht schon bei zähfließendem Verkehr, mit geringer Geschwindigkeit (20 km/h) und gebotener Vorsicht vorbeifahren und müssten die Autobahn bei Stau an der nächsten Anschlussstelle verlassen. Ausreichender Seitenabstand sei zur Vermeidung kritischer Situationen mit anderen Verkehrsteilnehmern unerlässlich.
In den meisten anderen Ländern (zum Beispiel Frankreich, Niederlande und Italien) ist das Durchschlängeln im Stau ebenfalls nicht erlaubt, wird jedoch, ähnlich wie in Deutschland, in der Regel nicht strafrechtlich verfolgt. In der Schweiz haben die Motorradfahrer ihren Platz in der Fahrzeugkolonne beizubehalten, wenn der Verkehr angehalten wird (Art. 47 Abs. 2 Strassenverkehrsgesetz [SVG]).
Nach einer Information des ADAC sei Vorbeischlängeln mit Motorrädern an stehenden oder langsam fahrenden Fahrzeugkolonnen in Belgien inzwischen erlaubt. Hierbei dürfe jedoch eine Höchstgeschwindigkeit von 50 km/h nicht überschritten werden. Die Geschwindigkeitsdifferenz zwischen Motorrad und zu überholendem, langsam fahrenden Fahrzeug dürfe nicht mehr als 20 km/h betragen.
In Großbritannien ist das Durchschlängeln (sog. Filtern) legal.
In Österreich ist es Motorradfahrern seit Inkrafttreten der 20. Novelle der StVO am 22. Juli 1998 erlaubt, neben oder zwischen bereits angehaltenen Fahrzeugen vorzufahren, um sich mit ihren Fahrzeugen weiter vorne aufzustellen, wenn der Verkehr vor Kreuzungen, Straßenengen, schienengleichen Eisenbahnübergängen und dergleichen zum Anhalten gekommen ist. Sie dürfen dann neben oder zwischen den bereits angehaltenen Fahrzeugen vorfahren, wenn für das Vorfahren ausreichend Platz vorhanden ist und die Lenker von Fahrzeugen, die ihre Absicht zum Einbiegen angezeigt haben, dadurch beim Einbiegen nicht behindert werden (§ 12 Abs. 5 österr. StVO). Als ausreichender Mindestabstand wird 1,40 m angesehen. Das Vorfahren ist links oder rechts möglich. Randlinien dürfen überfahren werden, Sperrlinien und Sperrstreifen hingegen nicht. Voraussetzung ist stets, dass der Verkehr steht; ein Vorbeifahren an Autos, die sich im Schritttempo bewegen, ist verboten.
Während deutsche Quellen davon ausgehen, dass sich diese Regelung auch auf Autobahnen beziehe, wird die Regelung in österreichischen Quellen auf Autobahnstaus für nicht anwendbar gehalten. Sie sei nur für relativ kurze, überschaubare Strecken von wenigen hundert Metern gedacht; ein Stau auf der Autobahn könne sich aber hinziehen. Gesetzessystematisch spricht für diese Sichtweise, dass ein Aufstellen vor der stehenden Kolonne, wie vom Gesetz erwartet, vom Motorradfahrer nicht beabsichtigt ist; er will aus dem Stau herausfahren und nicht an der Stauspitze weiter warten.

## Bestand

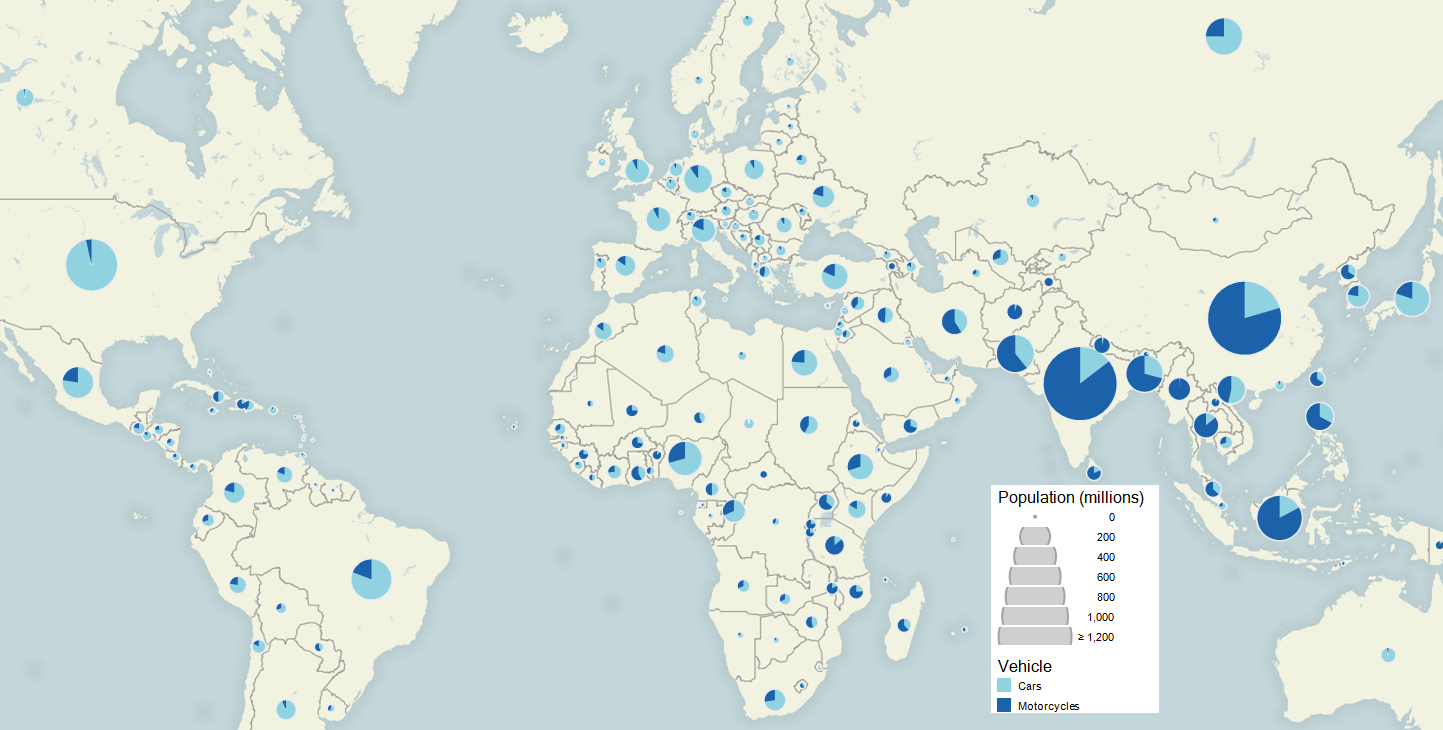
Verteilung Pkw–Zweirad weltweit (Stand 2002)

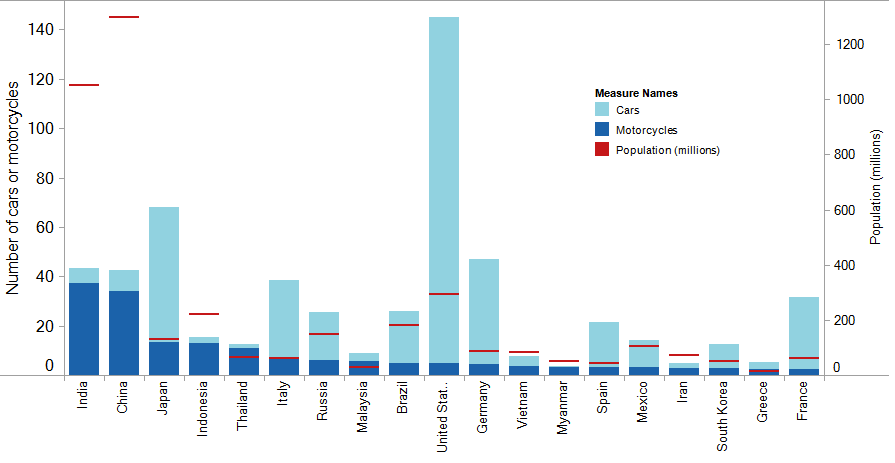
Verteilung Pkw–Zweirad in ausgesuchten Ländern (2011)

### Weltweit
Der Anteil von Motorrädern und Rollern ist unterschiedlich verteilt: 65 Prozent der über 200 Millionen weltweit motorisierten Zweiräder (Stand 2006) sind in Asien zugelassen. Im asiatischen Raum hat das Kraftrad eine höhere Verbreitungsrate als das Auto. Den höchsten Pro-Kopf-Anteil je 1.000 Einwohner hat Malaysia mit 238, gefolgt von Griechenland mit 220 und Thailand mit 174.

### Deutschland
Nachfolgende Tabelle bietet einen Überblick des Bestands an zweirädrigen Krafträdern in Deutschland jeweils zum 1. Januar des angegebenen Jahres. Hersteller mit einem Anteil von weniger als 0,5 % Marktanteil sind aus Gründen der Übersichtlichkeit unter „Sonstige“ zusammengefasst. Quellen sind die Statistiken des Kraftfahrtbundesamtes.
| Hersteller Produktionsland (a) | 2017      | 2017     | 2017                                                            | 2022      | 2022     | 2022                                                                    |
| Hersteller Produktionsland (a) | Einheiten | Anteil   | Produktionsländer (a)                                           | Einheiten | Anteil   | Produktionsländer (a)                                                   |
| ------------------------------ | --------- | -------- | --------------------------------------------------------------- | --------- | -------- | ----------------------------------------------------------------------- |
| Aprilia                        | 42.149    | ~ 1,0 %  |                                                                 | 35.615    | ~ 0,8 %  |                                                                         |
| BMW                            | 537.890   | ~ 12,9 % |                                                                 | 619.917   | ~ 13,4 % |                                                                         |
| Daelim                         | 33.014    | ~ 0,8 %  |                                                                 | 28.902    | ~ 0,6 %  |                                                                         |
| Ducati                         | 79.794    | ~ 1,9 %  |                                                                 | 102.270   | ~ 2,2 %  |                                                                         |
| Harley-Davidson                | 209.198   | ~ 5,0 %  |                                                                 | 276.262   | ~ 6,0 %  |                                                                         |
| Honda                          | 691.069   | ~ 16,6 % | 427.275 137.016 048.620 038.654 019.792 007.407 007.047 005.258 | 712.737   | ~ 15,4 % | 411.092 143.361 041.550 075.891 018.739 009.149 005.639 004.307 003.009 |
| Kawasaki                       | 353.731   | ~ 8,5 %  |                                                                 | 375.358   | ~ 8,1 %  |                                                                         |
| KTM                            | 117.660   | ~ 2,8 %  |                                                                 | 197.071   | ~ 4,3 %  |                                                                         |
| Kymco                          | 43.373    | ~ 1,0 %  |                                                                 | 50.986    | ~ 1,1 %  |                                                                         |
| MBK                            | 47.423    | ~ 1,1 %  |                                                                 | 73.634    | ~ 1,6 %  |                                                                         |
| Moto Guzzi                     | 36.180    | ~ 0,9 %  |                                                                 | 46.330    | ~ 1,0 %  |                                                                         |
| / MZ                           | 86.914    | ~ 2,0 %  |                                                                 | 97.874    | ~ 2,1 %  |                                                                         |
| Peugeot                        | 28.239    | ~ 0,7 %  |                                                                 | 30.560    | ~ 0,7 %  |                                                                         |
| Piaggio                        | 328.401   | ~ 7,9 %  | 320.098 005.655 002.648                                         | 409.973   | ~ 8,9 %  | 390.450 014.217 005.306                                                 |
| Suzuki                         | 514.311   | ~ 12,4 % | 501.141 012.049 001.121                                         | 485.646   | ~ 10,5 % | 467.787 010.252 007.607                                                 |
| Triumph                        | 71.993    | ~ 1,7 %  |                                                                 | 93.908    | ~ 2,0 %  |                                                                         |
| Yamaha                         | 564.507   | ~ 13,6 % | 514.791 023.822 018.235 004.572 001.834 001.253                 | 547.495   | ~ 11,8 % | 495.390 021.020 015.521 009.474 004.282 001.808                         |
| Sonstige                       | 375.933   | ~ 9,0 %  |                                                                 | 453.220   | ~ 9,8 %  |                                                                         |
| Insgesamt                      | 4.161.779 |          |                                                                 | 4.626.490 |          |                                                                         |

## Technik
Ein Motorrad besteht im Wesentlichen aus dem Motorradrahmen, Motor, Getriebe, Antrieb, Hinterradaufhängung mit Hinterrad, Vorderradaufhängung mit Vorderrad, Bremsanlage, Lenker, Tank und Sitzbank. Die kompakten Abmessungen eines Motorrades führen meist dazu, dass Motor und Getriebe in einem gemeinsamen Gehäuse zusammengefasst sind. Motorradmotoren werden nach Arbeitsprinzip und Bauart unterschieden.

### Verbrennungsmotor

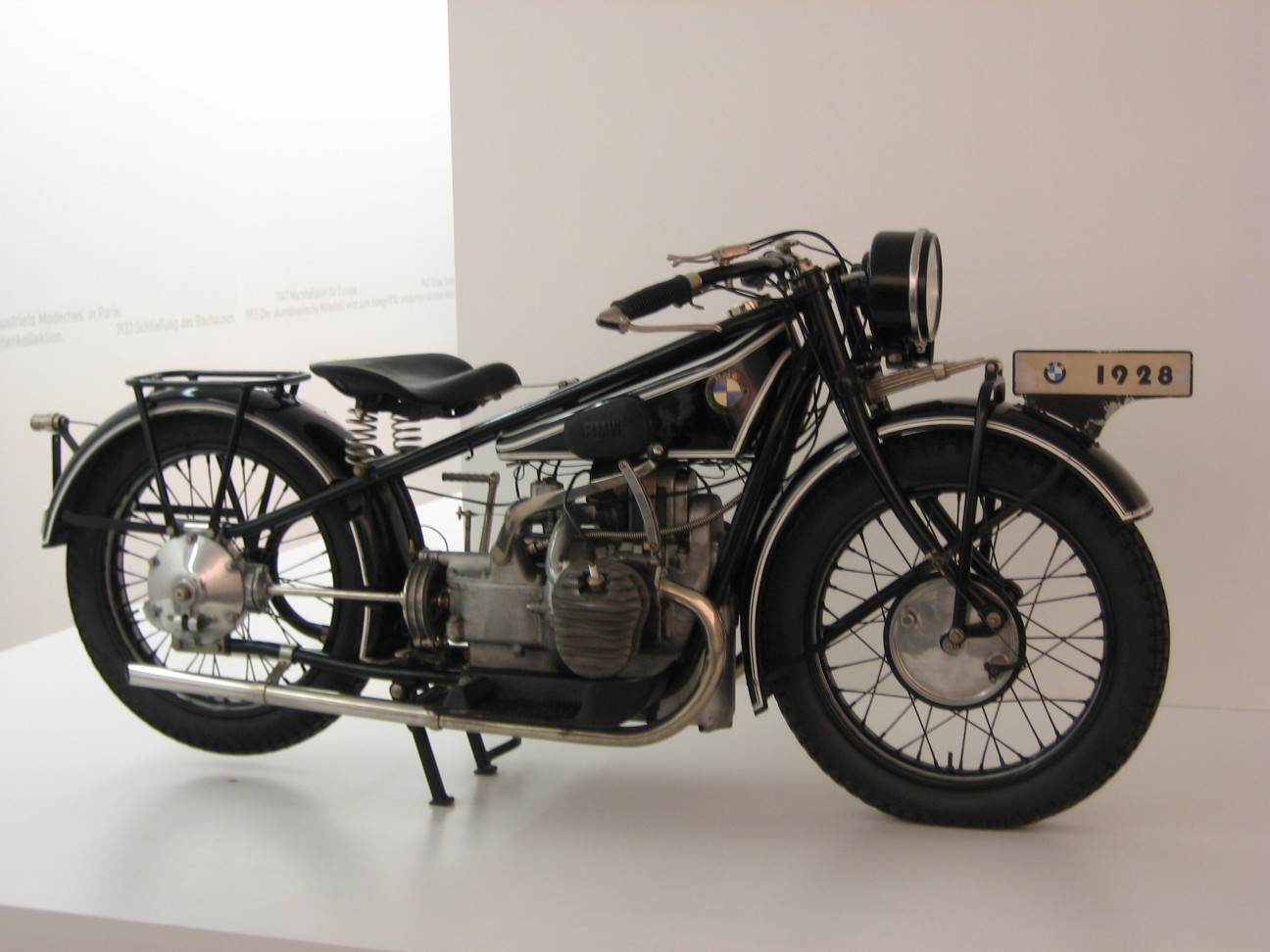
BMW R 52, 1928 mit 2-Zylinder Boxermotor

Indian Chief, Baujahr 1947 mit 2-Zylinder V-Motor

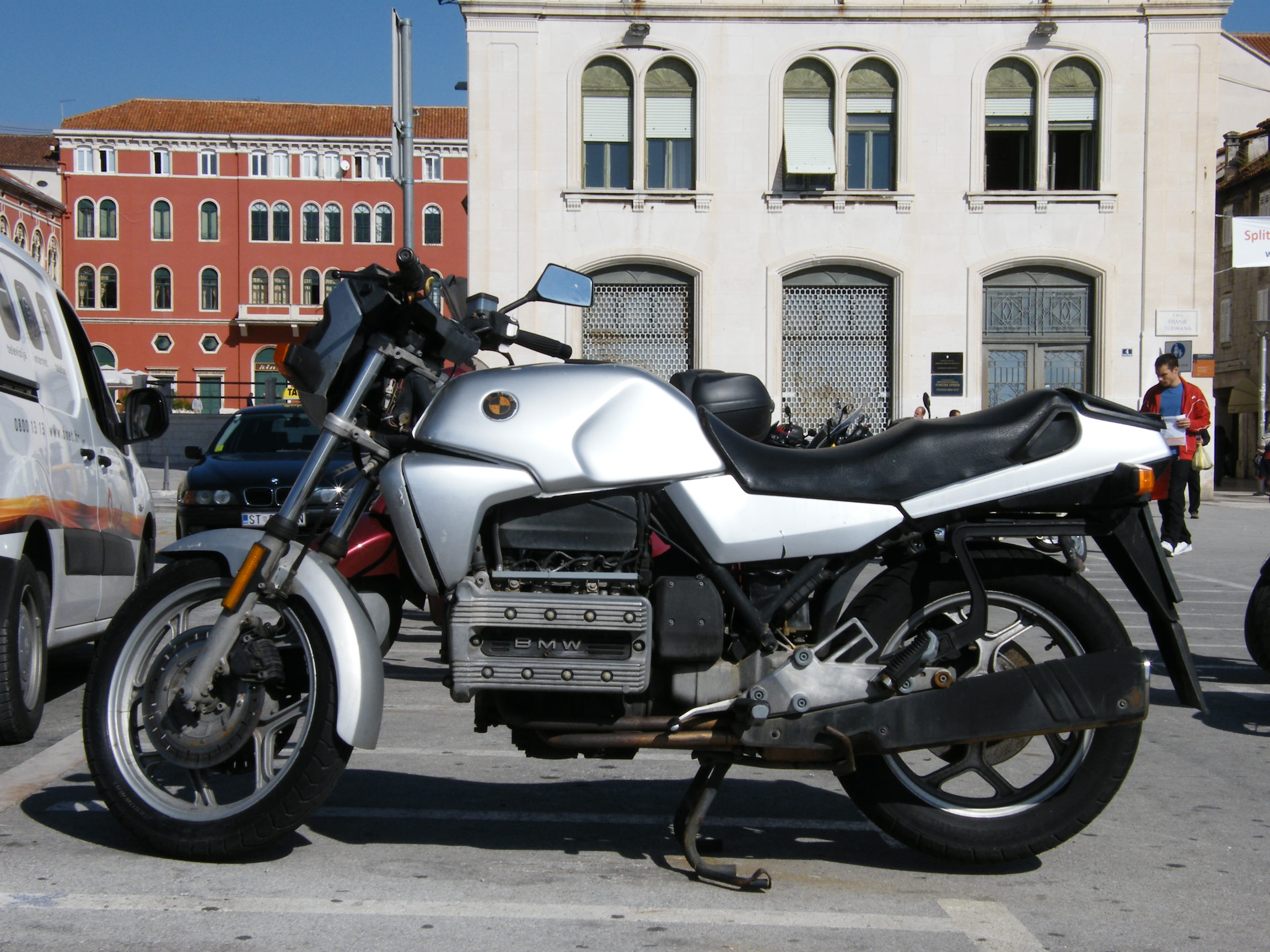
BMW K100 Flying Brick

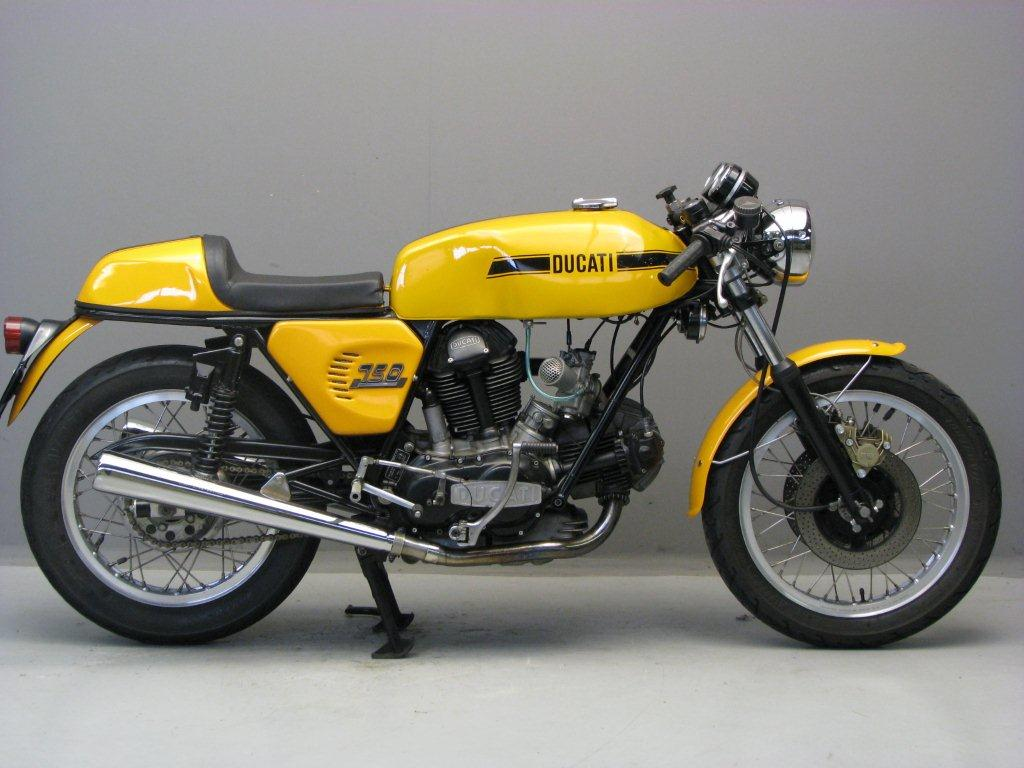
Ducati 750 S von 1975, mit L-Twin Motor

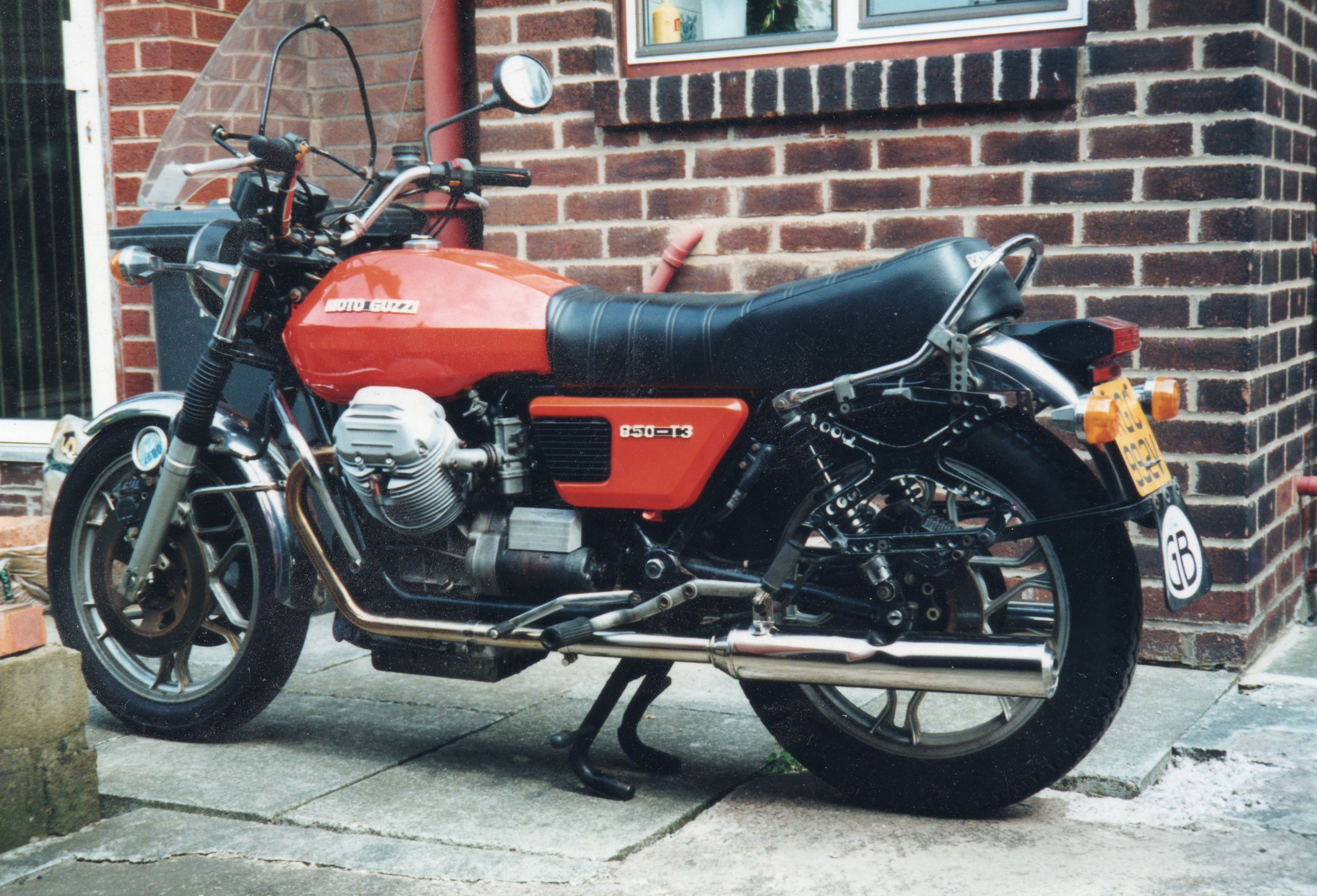
Moto Guzzi 850-3T mit 2-Zylinder V-Motor längs zur Fahrtrichtung

#### Ottomotor
Fast alle zurzeit zugelassenen Motorräder werden von Hubkolben-Verbrennungsmotoren nach dem Otto-Prinzip (Ottomotor) angetrieben. Sie lassen sich nach Taktart (Zwei- oder Viertakt), Anzahl und Anordnung der Zylinder, Anzahl und Anordnung der Ventile und deren Steuerung unterscheiden.
In der Anfangszeit hatten die Motorräder (nach dem Dampfmotor) ausschließlich Viertaktmotoren als Antriebsquelle. Erst 1908 führte Scott den Zweitaktmotor im Motorrad ein. In den 1930er-Jahren war der Zweitaktmotor bei motorisierten Zweiradfahrzeugen am weitesten verbreitet. In den 1970er-Jahren gab es Zweitaktmotoren auch in hubraumgrößeren Straßenmotorrädern, unter anderem in der Kawasaki 750 H2 und Suzuki GT 750. Durch die schrittweise Anhebung der Abgasvorschriften ging der Anteil der Zweitaktmotoren stetig zurück. Letztes käufliches Zweitakt-Motorrad war bis 2002 die Aprilia RS 250 mit dem Motor der Suzuki RGV 250 Gamma, letztes Leichtkraftrad war 2012 die Aprilia RS 125.
Heute können die Emissionsvorschriften mit wirtschaftlich vertretbarem Aufwand von Zweitaktmotoren nicht erfüllt werden. Bei neu zugelassenen Motorrädern und Leichtkrafträdern ist der Zweitaktmotor nicht mehr vertreten.
Bei Motorrädern kommen und kamen folgende Zylinderbauarten zum Einsatz:
- Einzylinder: Stehend oder liegend
- Zweizylinder: Bauarten als Reihenmotor (die Zylinder sind stehend oder leicht nach vorne geneigt in einer Reihe angeordnet), Boxermotor (die Zylinder liegen sich 180° gegenüber) oder V-Motor (die Zylinder sind in einem Winkel angeordnet). Erstes Motorrad mit V2-Motor war die Griffon von 1902, der erste Boxermotor kam von Douglas (1910).[48]
- Dreizylinder: Der erste Reihendreizylinder mit Viertaktmotor war in der Moto Guzzi Tre Cilindri (1933) eingebaut, als Zweitaktmotor in der Scott Modell 3S (1934). Heute (2014) stellen Triumph, MV Agusta, Yamaha und Benelli Motorräder mit Reihen-Dreizylindermotor her. Rennmotorräder waren mit drei Zylindern (zwei Zylinder stehend, ein Zylinder liegend: DKW-Rennmaschine von 1953 oder zwei Zylinder liegend, ein Zylinder stehend: Honda NS400R) ausgerüstet. Als Besonderheiten gelten der W-Motor – Alessandro Anzani fertigte 1906 einen W-Motor – und der Umlaufmotor von Killinger & Freund (1938).
- Vierzylinder: Üblicherweise heute als Reihenmotor, seltener als V-Motor oder Boxermotor gebaut. Erster Vierzylinder in Boxerbauweise war die Holden (1897), erste V4 war die Clément V4 (1902), der erste Reihenvierzylinder war bei FN (1904) eingebaut, auf einem Hubzapfen gab es nur die Torpedo V4 von 1909. Eine Sonderrolle nehmen Quadratmotoren ein, dabei sind zwei Reihen-Zweizylinder hintereinander in einem Gehäuse angebracht; diese Motoren haben zwei Kurbelwellen. Typische Vertreter waren die Suzuki RG 500 Gamma als Zweitakter oder die Ariel Square Four als Viertakter. Einen H-Motor gab es bei der Brough Superior Dream.
- Fünfzylinder: Als Umlaufmotor in der Millet (1892) und Megola (1921), als Reihenmotor bei der Honda-Rennmaschine mit 125 cm³ (1965), als V-Motor bei Honda RC211V (2002).
- Sechszylinder: Als Boxermotor in der Honda Gold Wing, als Reihenmotor bei Kawasaki Z1300, Benelli 750 Sei, Honda CBX und BMW K 1600; als V-Motor bei der Laverda V6 sowie als VR-Motor bei der Horex VR6.
- Siebenzylinder: Dufaux (1905).
- Achtzylinder: Curtiss V8 (1906), Galbusera V8 (1938), Moto Guzzi V8 (1955–1957), Boss Hoss (seit 1991), Morbidelli V8 (1994–1997).

#### Schiebermotor
Der schottische Hersteller Barr & Stroud entwickelte nach dem Ersten Weltkrieg einen Einzylinder-Schiebermotor nach dem System Burt-McCollum mit 350 cm³ Hubraum. Der Motor wurde in Motorrädern unter anderem von Rex-Acme (1922) und Beardmore Precision (1923) eingebaut. Ein Zweizylinder-V-Motor mit 990 cm³ Hubraum folgte und wurde kurzzeitig bei Motorrädern der Marken Grindlay-Peerless (1924) und Brough Superior (Mark I) verwendet.

#### Dieselmotor
Selten wird der Dieselmotor angeboten. In neuerer Zeit waren auch Umbauten von Motorrädern mit Dieselmotoren zu erhalten (meist Enfield India mit Einbaumotoren süddeutscher und italienischer Hersteller), bis EU-Zulassungsvorschriften hinsichtlich der Emissionen Zulassungsschwierigkeiten bereiteten. Mit Dieselmotoren entstanden die Modelle Taurus 325/Centaurus 851, Sommer-Hatz-Diesel, bis schließlich der indische Hersteller des Basismotorrads selbst eine Enfield Diesel anbot. Sommer bietet aktuell den Einzylinder-Diesel mit 516 cm³ Hubraum und 8,5 kW Leistung und Euro 4 an.

#### Wankelmotor
Der Wankelmotor wurde erstmals 1974 bei der Hercules W 2000 verwendet. Ende der 1970er bis Anfang der 1980er folgten die Suzuki RE 5, Norton TT und Van Veen OCR 1000. Seitdem gab es keine Serien-Wankelmotorräder mehr.

#### Wellenturbine
Die Wellenturbine ist bislang nur in einem Einzelstück zu finden gewesen, siehe Y2K Turbine Superbike.

### Elektromotor
Mittlerweile nimmt die Zahl der Elektromotorräder (Motorräder mit Elektromotoren), die durch kompakte Akkumulatoren mit Energie versorgt werden, zu. Im Jahr 2009 fand das erste Straßenrennen mit Elektromotorrädern auf der Isle of Man statt. Diese jährliche Veranstaltung hat sich vom ursprünglichen Organisator TTXGP getrennt und firmiert inzwischen als TT Zero.
Kurz nach dem ersten Wettkampf auf der Isle of Man kündigte der Motorradsport-Weltverband Fédération Internationale de Motocyclisme (FIM) an, im Jahr 2010 eine Elektro-Rennserie ins Leben zu rufen. Neben dem e-Power International Championship der FIM führt in Australien, Europa und Nordamerika auch TTXGP Rennserien für Elektromotorräder durch.
Siehe Elektro-Enduro.

### Hybrid-Elektroantrieb
Hybrid-Elektroantriebe werden bisher nur für Motorroller angeboten. Das weltweit erste Fahrzeug dieser Art war der Piaggio MP3 Hybrid 125. Von Motorradherstellern existieren derzeit nur erste Designstudien.

### Getriebe und Kupplung

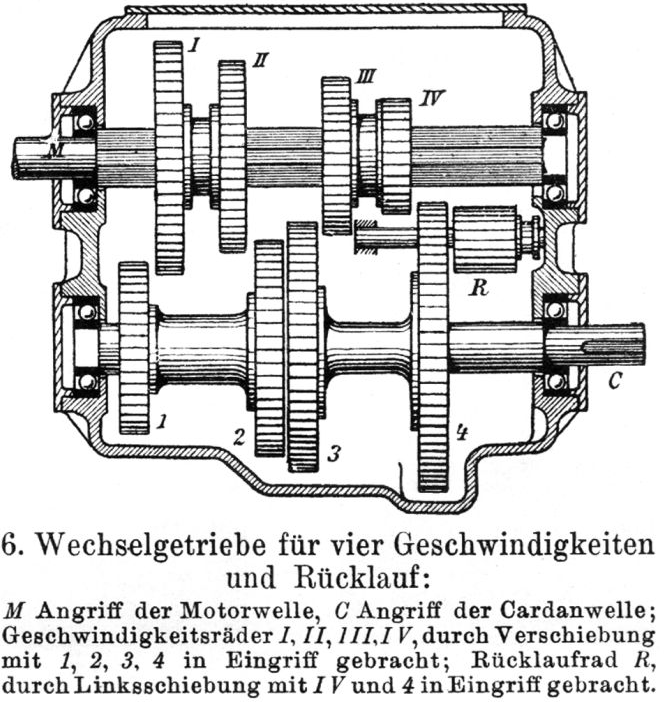
Schema Wechselgetriebe

Bei den meisten modernen Motorrädern sind Getriebe und Motor in einem gemeinsamen Gehäuse ausgeführt, sodass es nur einen Ölkreislauf gibt. Der Nachteil dieser Bauform ist hauptsächlich der höhere Verschleiß der Getrieberäder durch die Rußrückstände im Motorenöl. Das Motorenöl eines Motorrades muss daher auch in kürzeren Intervallen gewechselt werden als bei Kraftfahrzeugen, bei denen Motor und Getriebe getrennt sind, da es sonst zu übermäßigem Getriebeverschleiß kommen kann.

#### Schaltgetriebe
Üblicherweise haben Motorräder mit Schaltgetriebe Mehrscheibenkupplungen. Serienmotorräder sind üblicherweise mit Nasskupplungen ausgerüstet, die im Ölbad laufen. Einige wenige Hersteller, wie zum Beispiel Ducati, verwenden Trockenkupplungen, die eine bessere Kraftübertragung und feinere Dosierung ermöglichen. Sie erzeugen auch ein charakteristisches, klapperndes Geräusch. Allerdings sind sie heikler in Bezug auf Schäden durch das übermäßige Schleifenlassen der Kupplung. Trockenkupplungen werden wegen der fehlenden Kühlung durch ein Ölbad schnell heiß, was dazu führt, dass die Kupplung verbrennt, sofern keine ausreichende Luftkühlung gegeben ist (beispielsweise im Stop-and-Go-Verkehr).
Motorrad-Schaltgetriebe werden als sequenzielle Getriebe ausgeführt. Es kann nur in den nächsthöheren oder nächstniedrigeren Gang geschaltet werden. Ein Überspringen von Gängen wie bei der Kulissenschaltung des Autogetriebes ist nicht möglich.

#### Doppelkupplungsgetriebe
Als automatisiertes Schaltgetriebe wird vereinzelt auch bei Motorrädern ein Doppelkupplungsgetriebe eingesetzt. Ein Doppelkupplungsgetriebe ermöglicht einen vollautomatischen Gangwechsel ohne Zugkraftunterbrechung. Die Gangwahl ist, je nach Voreinstellung, manuell möglich oder erfolgt automatisiert. Als erster Hersteller bot Honda ab 2010 das Modell Honda VFR 1200 F mit einem Doppelkupplungsgetriebe (Dual Clutch Transmission DCT) an, inzwischen wird die Technik für einen Aufpreis von 1000 Euro auch in den Modellen NC750S, NC750X, VFR1200X (Crosstourer), CRF1100L (Africa Twin), NT1100 und GL1800 (Gold Wing) angeboten. Bei den mit der NC750-Reihe verwandten Großrollern NC750D Integra, NSS750 Forza und X-ADV gehört es zur Serienausstattung.

#### Automatikgetriebe
Während Motorroller überwiegend mit einem stufenlosen CVT-Getriebe ausgestattet sind, ist das Automatikgetriebe bei Motorrädern selten. Aprilia bietet seit 2008 mit der 850 Mana/Mana GT ein Automatikgetriebe, das nicht über Fliehkraftgewichte die Übersetzung steuert, sondern dem Fahrer über Stellmotoren sieben Übersetzungsstufen anbietet.

### Antriebsstrang

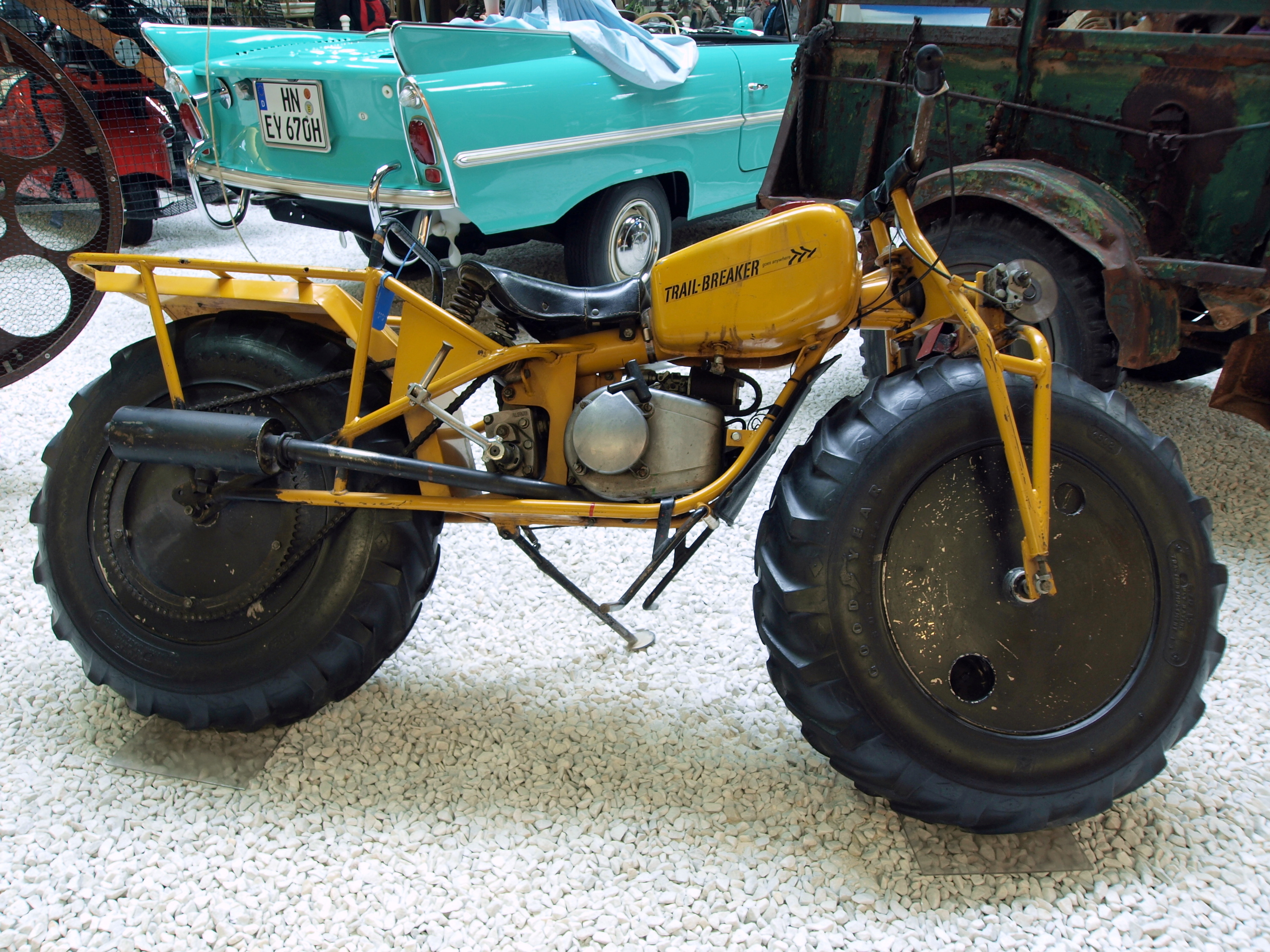
Rokon Trail-Breaker

Der Antrieb eines Motorrades wird nach der Bauweise in Vorderradantrieb, Hinterradantrieb oder Allradantrieb unterschieden.
Der Antrieb erfolgt beim Motorrad in der Regel auf das Hinterrad. Selten wurde der Vorderradantrieb – insbesondere nur bei leichten Krafträdern – verbaut, siehe: Zweirad mit Frontantrieb. Die Werner von 1897 war das erste Motorrad mit Frontantrieb. In Lizenz wurden diese „Motorfahrräder“ u. a. von der Fahrzeugfabrik Eisenach, der Cyklon Maschinenfabrik und dem Britischen Motor Syndikat gebaut. NSU baute von 1931 bis 1935 das Motosulm mit einem 63-cm³-Motor an der Gabel und Rollenkettenantrieb auf das Vorderrad. 1946 griff der französische Hersteller Solex mit der Vélosolex die ursprüngliche Idee der Gebrüder Werner mit Reibrollenantrieb wieder auf. Die Zweitaktvariante des Solex wurde bis 2012 gebaut, eine Elektroversion wird bis heute angeboten. Die Megola der 1920er-Jahre war ein Motorrad mit Umlaufmotor im Vorderrad, ähnlich wie das Einzelstück Killinger & Freund Motorrad von 1938.
Ein Sonderfall ist der Allradantrieb, der bislang im Serienmotorrad ab 1963 bei der Rokon Trail-Breaker, bei Versuchsmotorrädern (Savard, Suzuki XF4) und Wettbewerbsmotorrädern, beispielsweise 2004 in der Yamaha WR 450 F 2-Trac bei der Rallye Dakar, zum Einsatz kam.
Die Ausführung wird in Ketten-, Zahnriemen- und Wellenantrieb unterschieden. Meistens brauchen Antriebswellen Kardangelenke, man spricht dann von Kardanwelle und Kardanantrieb. In der Anfangszeit des Motorfahrrads war der Treibriemen aus Leder Stand der Technik. Bereits 1901 stellte Indian ein Motorrad mit Kettenantrieb vor, 1904 FN den Kardanantrieb. Den ersten Zahnriemenantrieb gab es 1980 von Harley-Davidson.

#### Kette
Für den Kettenantrieb eines Motorrads wird in der Regel eine Rollenkette eingesetzt. Das antreibende Element wird Kettenritzel (oft einfach nur Ritzel), das abtreibende Kettenrad oder Zahnkranz genannt. Kettenantriebe sind wartungsintensiv (Nachschmieren mit Kettenfett oder -öl und regelmäßiges Einstellen des Kettendurchhangs). Die Vorteile des Kettenantriebs liegen in seiner einfachen Bauweise und der damit verbundenen Kostenersparnis sowie der Möglichkeit, die Übersetzung einfach anpassen zu können. Nachteile sind neben dem Wartungsaufwand auch die Verschmutzung der Maschine durch das abgeschleuderte Schmiermittel sowie der abnehmende Wirkungsgrad. Der Wirkungsgrad liegt im neuen Zustand bei 92 Prozent, bei abgelaufenen Ketten im Extremfall bei 80 Prozent. Durch Kapselung (Kettenkasten) oder automatische Schmiersysteme (Kettenöler) kann der Wartungsaufwand von Kettenantrieben erheblich verringert werden.

#### Zahnriemen
Der Zahnriemenantrieb läuft leiser als der Kettenantrieb und ist weitgehend wartungsfrei. Die Lebensdauer ist etwa doppelt so hoch wie bei der Kette. Als Nachteil ist die – im Vergleich zur Kette – größere hintere Riemenscheibe sowie die breitere Bauweise zu sehen. Der Wirkungsgrad liegt etwa bei dem eines neuen Kettenantriebs. Aktuell liefern nur die Hersteller Harley-Davidson, Victory und Zero den Zahnriemen an allen Modellen.

#### Kardanwelle

Kardanwelle mit Schubgelenk

Bei Motorrädern mit längs eingebautem Motor und längs liegender Kurbelwelle (zum Beispiel bei Boxer- und V-Motoren) ist eine ebenfalls längs liegende Welle das einfachste Mittel für die Weiterleitung des Drehmoments nach hinten. Erst am Hinterrad wird mit einem Kegelradgetriebe die Drehachse von längs nach quer umgelenkt. Die entsprechende Welle ist am Motorrad eine Kardanwelle (Welle mit Kardangelenk). Der Längenausgleich (u. a. federungsbedingt) wird mit einem Schubgelenk in der Mitte der Kardanwelle ermöglicht. Mit zwei Gelenken reduziert sich der Wirkungsgrad auf unter 90 Prozent.
Motorräder mit quer liegender Kurbelwelle benötigen für einen Kardanantrieb zwei Kegelradsätze: neben dem am Hinterrad noch einen weiteren am Getriebeausgang. Beispiele dafür sind Modelle von Yamaha (XS750, XS850, XS1100, XJ650, XJ750, XJ900 und V-Max) und Kawasaki (Z1000ST und Z1300).
Aktuell bietet nur Moto Guzzi bei allen Modellen den Kardantrieb an – früher waren es auch BMW und MV Agusta. Als erster japanischer Hersteller baute Honda 1974 bei der Gold Wing einen Sekundärantrieb mit Gelenkwelle. Insbesondere bei Tourenmodellen hat sich der Kardanantrieb bewährt.

##### Vorteile
Die Vorteile einer Kardanwelle gegenüber einer Antriebskette oder einem Zahnriemen sind die Wartungs- und Verschleißfreiheit, hohe Betriebssicherheit und geräuscharmer Lauf.

##### Nachteile
Nachteile der Kardanwelle sind zum Beispiel das höhere Gewicht und durch Lastwechsel bedingte Aufstellmomente. Die als Gegenmaßnahme eingebaute Drehmomentabstützung erhöht das Gewicht des Kardanantriebs, macht das Motorrad jedoch besser fahrbar. Zur Minimierung des Aufstellmoments setzen sowohl BMW mit dem Paralever als auch Moto Guzzi mit CARC (Cardano Reattivo Compatto) auf eine einseitige Momentabstützung der Schwinge. Kawasaki hat beim Modell 1400 GTR einen Kardanantrieb mit einer als Tetralever bezeichneten beidseitigen Momentabstützung vorgestellt, der das Aufstellmoment ebenfalls stark verringert. Bei älteren BMW-Motorrädern (Gummikuh) kann das Aufstellmoment als zusätzliche Fahrtechnik angewandt werden. Während der Kurvenfahrt ein wenig am Gas zu bleiben ist wichtig, um ein frühes Aufsetzen des kurveninneren Zylinderkopfs zu vermeiden.
Während beim Kettenantrieb eine Übersetzungsänderung relativ einfach durch Austausch von Ritzel und/oder Kettenblatt realisiert wird, ist dies beim Kardanantrieb mit wesentlich höherem Aufwand (Montage von Kegel- und Tellerrad) verbunden.
Die Produktion eines Kardanantriebs ist teurer als die eines Kettenantriebs.

### Lenkung
Bei der Lenkung eines Motorrads werden drei Systeme unterschieden:
- Steuerkopflenkung (wird am meisten verwendet)
- Radnabenlenkung und
- Achsschenkellenkung.

#### Steuerkopflenkung
Bei der Steuerkopflenkung übernimmt eine drehbare Vorderradführung am Lenkkopf die Lenkbewegung auf das Rad. Üblicherweise wird das Rad in einer Gabel geführt, die Federung und Dämpfung übernimmt. In der Anfangszeit waren Motorradgabeln ungefedert, erst 1907 setzten sich verschiedene gefederte Konstruktionen durch. Bis in die 1940er-Jahre waren Blattfedergabel und Trapezgabel die meistgebauten Konstruktionen, in den 1950er-Jahren war auch die Earles-Gabel eine bekannte Bauart. Die Teleskopgabel ist seit den 1960er-Jahren die weit überwiegende Bauart.

#### Radnabenlenkung

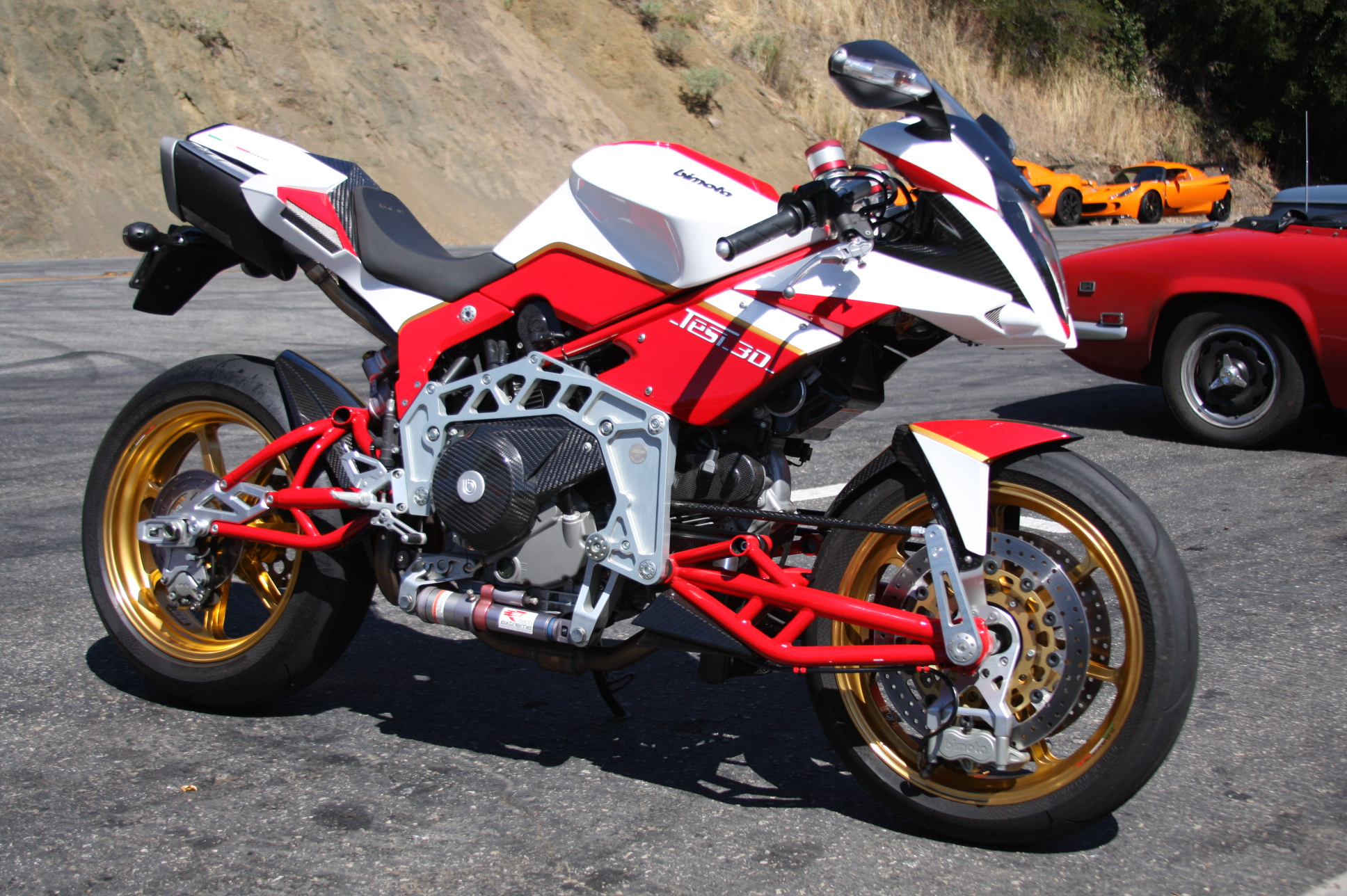
Radnabenlenkung der Bimota Tesi 3D

Die Radnabenlenkung ist eine ungewöhnliche und selten eingesetzte Bauform. Bei ihr liegt die Lenk- oder Drehachse in der Radmitte. Der größte Vorteil dieser Konstruktion gegenüber der Teleskopgabel ist der wesentlich größere Bremsnickausgleich. Ältere Ausführungen hatten jedoch Nachteile bei der Fahrstabilität. Bei aktuellen Modellen wie zum Beispiel der Bimota Tesi 3D beklagt die Fachpresse diese Nachteile nicht mehr. Die Radnabenlenkung kann im weitesten Sinne zur Gruppe der Achsschenkellenkung gerechnet werden.

#### Achsschenkellenkung
Die Achsschenkellenkung ist eine ebenfalls ungewöhnliche und selten angewandte Bauart der Vorderradführung. Die erste Achsschenkellenkung in Serie wurde beim Modell Yamaha GTS 1000 (1993–1997) verbaut. Konstruktionsbedingte Probleme verhinderten bisher eine weitere Verbreitung dieser Bauform bei Motorrädern; wegen der höheren Verwindungssteifigkeit und weil Abstände und Winkel individuell angepasst werden können, hat sich die Achsschenkellenkung für Motorradgespanne jedoch als eine gute Lösung erwiesen.

### Hinterradaufhängung
Bei der Hinterradaufhängung des Motorrads hat sich seit der Einführung der Hinterradfederung die gezogene Schwinge durchgesetzt. Die NSU Motorenwerke verwendeten erstmals 1911 serienmäßig beim Modell NSU 2 1/2 eine Hinterradschwinge mit Zentralfederung. Indian bot 1913 auf Wunsch eine Hinterradfederung an, die sich in der Käufergunst jedoch nicht durchsetzte. In den 1920er- und 1930er Jahren war eine Hinterradfederung am Motorrad selten. Ende der 1930er-Jahre kam die Geradewegfederung (a) bei verschiedenen Herstellern in Mode. Ende der 1950er-Jahre wurde die gezogene Schwinge mit zwei Federbeinen Standard. 1974 entwickelte erstmals Yamaha ein Zentralfederbein für die Schwinge an der Yamaha OW23-Rennmaschine, in den 1980er-Jahren wurde dies für die Serie übernommen.
Die Hinterradschwinge wird üblicherweise zweiarmig ausgeführt. Das erste Motorrad mit einarmiger Hinterradschwinge war 1947 die Riedel Imme. Schon ab 1946 hatte es bei dem Motorroller Vespa von Piaggio eine Einarmschwinge gegeben. Bei beiden Fahrzeugtypen war der Motor auf der Schwinge montiert. Diese Bauart heißt Triebsatzschwinge. BMW stellte 1980 mit der BMW R 80 G/S wieder ein Serienmotorrad mit einarmiger Schwinge her. Heute bieten verschiedene Hersteller von Sportmotorrädern Einarmschwingen mit Zentralfederbein an.

### Reifen
Heutige Motorradreifen sind wegen der Fahrdynamik in der Regel Radialreifen. Diagonalreifen finden sich noch bei Leichtkrafträdern, Kleinkrafträdern und Motorrollern. Die Reifengröße variiert bei Motorrädern am Vorderrad meist zwischen 110 und 120/70 und am Hinterrad zwischen 150/70 bis 200/50, jeweils auf 17 Zoll-Rädern. Anfang der 1950er-Jahre waren noch 19-Zoll-Räder bei Motorrädern der Standard, und in den 1980er-Jahren kamen 16-Zoll-Räder am Vorderrad in Mode. Diagonal-Gürtelreifen (bias belted) haben heute noch Chopper in einer 16-Zoll-Ausführung am Hinterrad, Enduros fahren mit 19- bis 21-Zoll-Reifen am Vorderrad. Die Reifenentwicklung ging vom Diagonalreifen über den Diagonal-Gürtel (1984) zum Radialreifen oder 0°-Gürtel (1986).
Für Motorräder galt in Deutschland ab 4. Dezember 2010 bei Glatteis, Schneeglätte, Schneematsch, Eis- oder Reifglätte wie für Autos die Winterreifenpflicht. Zugelassene Winterreifen für Motorräder sind im Handel jedoch nicht erhältlich. Das hat den Verordnungsgeber mit der 52. Verordnung zur Änderung straßenverkehrsrechtlicher Vorschriften bewogen, die Winterreifenpflicht für einspurige Kraftfahrzeuge mit Wirkung vom 1. Juni 2017 durch § 2 Abs. 3 a Satz 2 Nr. 2 StVO wieder abzuschaffen. Zur Begründung wurde ausgeführt:

„Bereits heute sind Winterreifen (d. h. Reifen mit M+S Kennzeichnung oder entsprechendem grobstolligen Profil) für die Mehrzahl der einspurigen Kraftfahrzeuge nicht verfügbar. Gemäß der ECE-Regelung Nr. 117 dürfen lediglich Winterreifen der Klassen C1, C2 und C3 (Reifen für Pkw und Lkw) nachdem sie einen definierten Test erfüllt haben mit dem Alpine-Symbol gekennzeichnet werden. Für Motorradreifen ist dies bislang nicht möglich. Unterliegen einspurige Fahrzeuge weiterhin der situativen Winterreifenpflicht, käme dies einem Fahrverbot bei Glatteis, Schneeglätte, Schneematsch, Eis- oder Reifglätte gleich, da es entsprechende Winterreifen für Motorräder, E-Bikes, Roller oder Mopeds nicht gibt. Mit der vorliegenden Verordnung werden einspurige Kraftfahrzeuge (Motorräder, E-Bikes etc.) von der situativen Winterreifenpflicht ausgenommen. Einspurige Fahrzeuge sind in diesem Sinne auch Krafträder mit einem Doppelrad gemäß Artikel 3 Nummer 72 der Verordnung Nr. 168/2013 des Europäischen Parlaments und des Rates über die Genehmigung und Marktüberwachung von zwei- oder dreirädrigen und vierrädrigen Fahrzeugen oder ähnliche Krafträder, sofern diese nicht mit Reifen der Klasse C1 (Pkw-Reifen) ausgerüstet sind. Gemäß einer Untersuchung des statistischen Bundesamtes über Zweiradunfälle im Straßenverkehr im Jahr 2012 (erschienen am 3. September 2013, Artikelnummer: 5462408127004) hängt die Verkehrsteilnahme und damit auch die Unfallhäufigkeit von Zweirädern wesentlich von saisonalen Einflussfaktoren ab. Schlechte Straßen- und Witterungsverhältnisse, wie sie im Winterhalbjahr oft vorliegen, halten viele der ungeschützten Zweiradfahrer ohnehin von den Straßen fern. Eine von der Bundesanstalt für Straßenwesen (BASt) im Auftrag des Bundesministeriums für Verkehr und digitale Infrastruktur (BMVI) im Jahr 2014 durchgeführte Analyse von Unfällen mit Motorrädern, die unter besonderer Berücksichtigung der vorherrschenden Witterungsbedingungen und Straßenverhältnisse durchgeführt wurde, lässt eine erhöhte Unfallhäufigkeit von Motorrädern auf winterlichen Straßen nicht erkennen. Zudem sind auch keine Verkehrsbehinderungen durch wetterbedingt ‚liegengebliebene‘ Motorräder erkennbar. Darüber hinaus liegen keine Erkenntnisse vor, ob Winterreifen die Fahreigenschaften bei einspurigen Fahrzeugen auf schnee- oder eisbedeckter Fahrbahn maßgeblich verbessern können. Das BMVI wird die Bundesanstalt für Straßenwesen beauftragen, den Einfluss von Winterreifen auf die Verkehrssicherheit von einspurigen Fahrzeugen zu untersuchen. Sollten die Untersuchungsergebnisse Erkenntnisse liefern, wie Winterreifen die Fahreigenschaften einspuriger Fahrzeuge auf Schnee, Eis oder Schneematsch entscheidend verbessern können, wird das BMVI die Aufnahme von Anforderungen an Winterreifen für diese Fahrzeuge prüfen.“

### Bremsanlage
Erste Motor-Fahrräder waren noch nicht mit einer Bremse ausgestattet; die Hildebrand und Wolfmüller (1894) hatte einen Sporn als Bremsanker. Aus der Fahrradentwicklung wurden Ende der 1895er-Jahre Klotz- und Felgenbremse für erste Motor-Fahrräder übernommen, durch die Kraftübertragung mittels Bowdenzug (1898) konnte auch auf das Bremsgestänge verzichtet werden. Erste Außenbandbremsen am Hinterrad erschienen in den 1910er-Jahren, nachdem Pedale und damit die Rücktrittbremse bei hubraumgrößeren Motorrädern verschwand. Die Außenbandbremse wurde in den 1920er-Jahren von der Trommelbremse abgelöst. Seit 1926 mussten Krafträder mit zwei voneinander unabhängigen Bremseinrichtungen versehen sein; ab diesem Datum bauten alle Hersteller auch am Vorderrad Trommelbremsen ein. (b)
1965 erschienen erste Rennmotorräder mit hydraulisch betätigter Scheibenbremse, so bei Testfahrten an der Benelli Vierzylinder sowie bei Rennen an der Norton Manx von Tom Philips. 1966 war die von Colin Lyster entwickelte hydraulisch betätigte Doppelscheibenbremse als Nachrüstsatz von Dunstall lieferbar. Das erste Serienmotorrad mit seilzugbetätigter Scheibenbremse, die MV Agusta 600, kam 1966 auf den Markt. Ray Pickrell gewann 1968 die Production-750-Klasse der Isle of Man TT auf einer Dunstall-Norton mit hydraulisch betätigter Doppelscheibenbremse. 1969 führte Honda mit der 750 Four die Scheibenbremse mit hydraulischer Betätigung bei einem Serienmotorrad ein.
Aktuelle Motorräder werden nahezu ausschließlich mit Scheibenbremsen angeboten. Trommelbremsen werden wegen der bei hoher Beanspruchung stärker nachlassenden Bremswirkung (Fading) heute nur noch bei Mofas und bei Kleinkrafträder und als Hinterradbremse bei Leichtkrafträdern geliefert. Motorräder haben hydraulisch betätigte Zwei- oder Mehrkreis-Scheibenbremsanlagen, Neufahrzeuge sind mit Antiblockiersystemen für Motorräder (ABS) ausgestattet. Seit 2016 ist dieses System für neue Motorräder ab 125 cm³ Hubraum innerhalb der Europäischen Union Pflicht. Die modernen Bremsanlagen sind zumeist als Mehrkolben-Bremsen mit schwimmend gelagertem Bremssattel ausgeführt. Die Vorderradbremse hat meistens zwei Bremsscheiben; die Hinterradbremse hat eine Bremsscheibe, die dem Antrieb gegenüberliegt.

### Elektrik und Elektronik
Bis Anfang der 1990er-Jahre waren Serienmotorräder ebenso wie Pkw überwiegend mit analogen Elektronikschaltungen ausgestattet. Im Zuge der Digitalisierung wurde die Steuerung der Komponenten zunehmend von digitalen Steuergeräten übernommen, die über verschiedene Systembusse (CAN, LIN, MOST, FlexRay, Ethernet) miteinander verbunden sind.
Moderne Motorräder haben Motorsteuerungs-, Informations- und Fahrerassistenzsysteme wie zum Beispiel Antiblockiersystem und Traktionskontrolle. In Zukunft soll der Riding Assist dafür sorgen, dass das Motorrad selbstständig fährt, ohne umzukippen. Studien von Honda und BMW wurden dazu schon präsentiert.

### Anzeige- und Bedienelemente

#### Cockpit

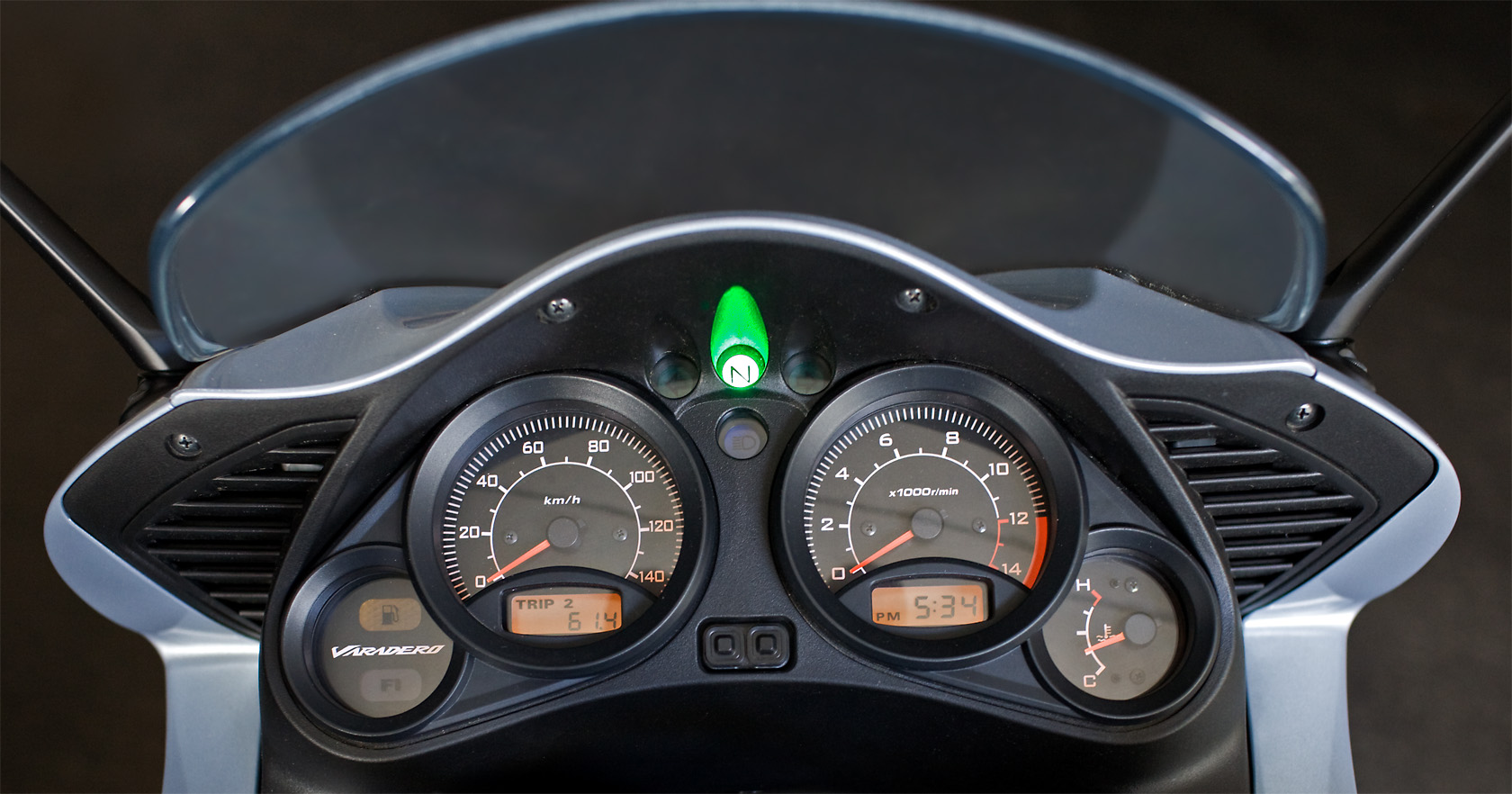
Cockpit eines Leichtkraftrades mit Reserveanzeige, Tachometer (mit Kilometerzähler), Kontrollleuchten von Blinker, Leerlauf (N) und Fernlicht, Drehzahlmesser (mit Uhr) und Kühlmitteltemperaturanzeige. Die beiden Druckschalter in der Mitte unten dienen dem Zurücksetzen des Tageskilometerzählers und zum Einstellen der Uhr.

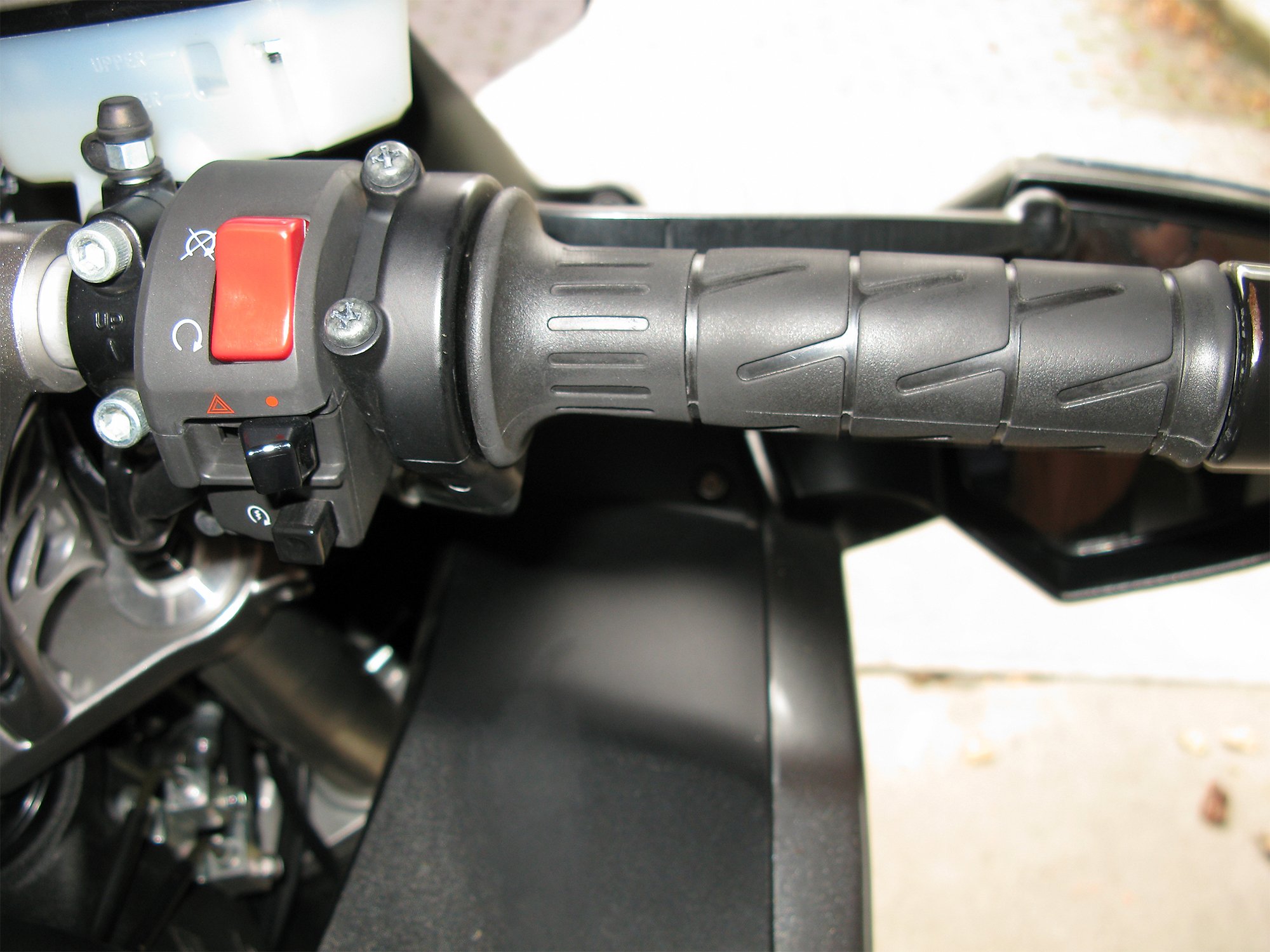
Lenkerschalter rechts an einer Kawasaki 1400GTR

Ein Motorrad muss eine beleuchtete Geschwindigkeitsanzeige haben. Bei neuen Modellen ist sie in der Regel digital. Die Anzeige der Drehzahl wird oft noch mit Rundinstrumenten oder als digitale Balkenanzeige ausgeführt. Das Gleiche gilt für die Temperatur der Kühlflüssigkeit oder des Öls. Es gibt Kontrollleuchten für Leerlauf, Blinker, Fernlicht, Öldruck, Reserve. Bei teuren Motorrädern sind viele Parameter wie Temperaturen, Zustände der elektronischen Fahrwerkseinstellung und des Reifendrucks über Multifunktionsinstrumente zugänglich. In digitalen Anzeigen für Kilometerstand und Tageskilometerstand ist häufig auch eine Uhr vorhanden.
Die Anzeigen befinden sich in der Regel vor dem Lenker. Bei großen und langen Motorrädern können sie aber auch oder ausschließlich im Tank direkt vor dem Fahrer angebracht sein. Bei großen Tourern sind auch andere Verkleidungsteile mit großen Schaltern versehen, die sich leicht mit Handschuhen auch während der Fahrt bedienen lassen. Bedient wird ein Motorrad mit Händen und Füßen, jedoch ist die Anordnung der Bedienelemente anders als beispielsweise beim Pkw. Gelenkt wird mit dem Lenker, an dem eine Vielzahl von Bedienelementen angebracht ist, die mit den Händen zu bedienen sind. Weitere Bedienelemente werden mit den Füßen betätigt.
Am weitesten verbreitet ist bei modernen Motorrädern folgende Kombination der Bedienelemente:
- Die Gangschaltung wird mit dem linken Fuß bedient, die Kupplung mit der linken Hand, das Gas mit der rechten Hand (Gasdrehgriff), ebenso wie die Vorderradbremse (Bremshebel), während die Hinterradbremse mit dem rechten Fuß bedient wird.
- Am rechten Lenkerschalter sind der Startknopf und der Notausschalter angebracht, bei neueren Modellen (ab 2003) auch der Schalter für die Warnblinkanlage.
- Am linken Lenkerschalter sind der Blinkerschalter, die Hupe und die Schalter für die Beleuchtung zu finden.
- Das Zündschloss befindet sich oberhalb oder unterhalb des Lenkkopfs und arretiert die Lenkung, wenn der Schlüssel abgezogen ist.

#### Lenker
Neben der üblichen Anordnung der Lenker-Bedienelemente gibt es andere Varianten: Bei einigen, insbesondere älteren Motorrädern, ist der Schalter für die Beleuchtung rechts angeordnet. Auch befinden sich die Blinkerschalter bei manchen Motorrädern, zum Beispiel bei einigen Modellen von BMW, getrennt links und rechts.
Je nach Ausstattung gibt es weitere Bedienelemente an den Lenkerschaltern, beispielsweise für die Verstellung der Verkleidungsscheibe, die Einstellung eines elektronischen Fahrwerks, die Justierung der Antriebsschlupfregelung und des ABS, die Funktionssteuerung des Kombiinstruments oder die Betätigung der Griff- und Sitzheizung.
Eine Entwicklung aus dem Straßenrennsport ist die Daumenbremse, die an der linken Seite des Lenkers angebracht wird. Für Serienmotorräder ist die Daumenbremse nicht zulässig (Stand: Februar 2015).

Moderne Standardfußschaltung bei Motorrädern, am Beispiel einer Sechsgang-Schaltung

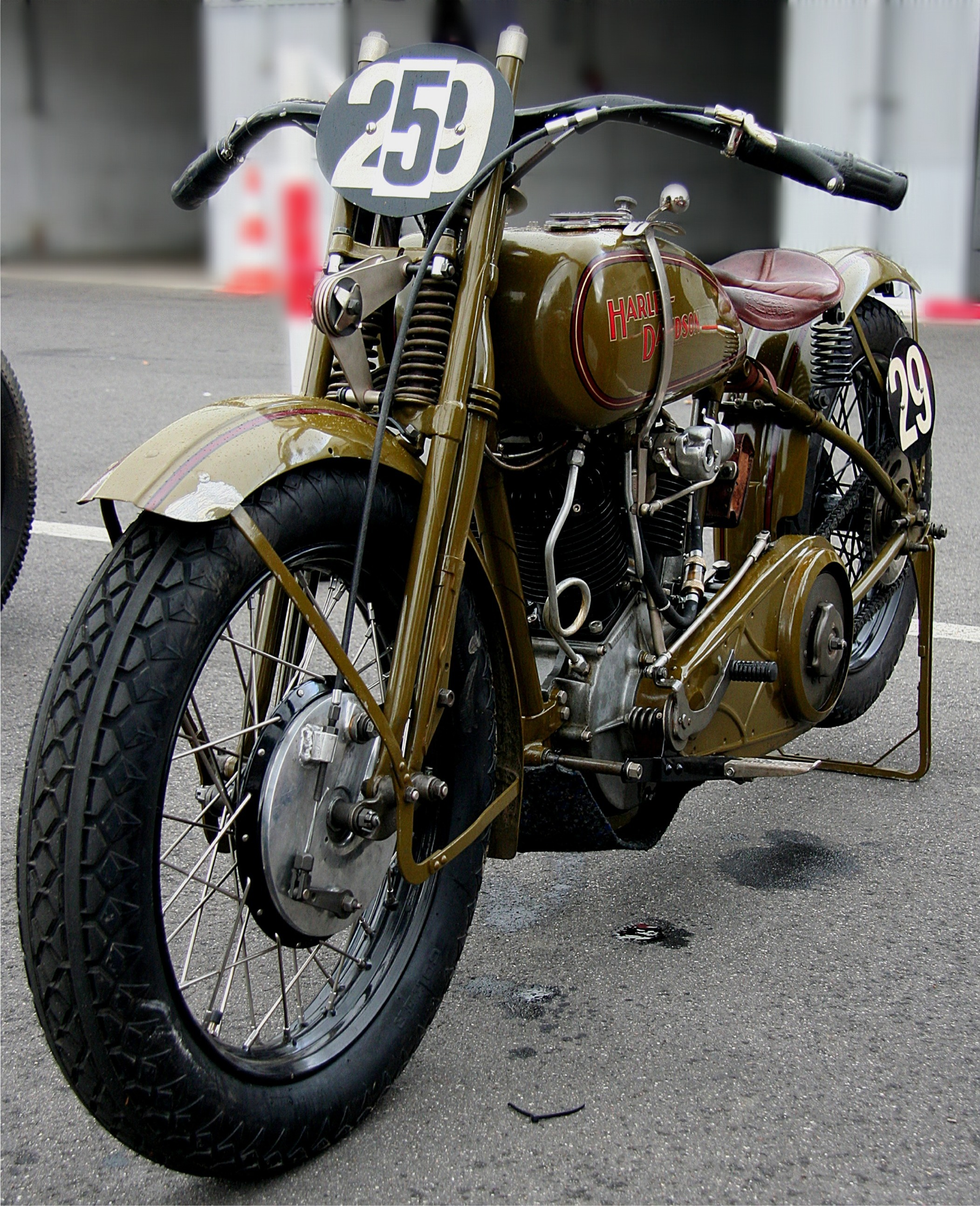
Harley-Davidson mit Handschaltung links am Tank und Fußkupplung; links am Lenker der Handbremshebel

#### Gangschaltung
Unterschiedliche Bedienungsvarianten finden sich insbesondere in der Gangschaltung. Bei modernen europäischen und japanischen Motorrädern wird der erste Gang (ausgehend vom Leerlauf) durch Druck von oben auf den linken Fußschalthebel eingelegt; die anderen Gänge werden mit stufenweisem Hochziehen des Schalthebels erreicht. Der Schalthebel federt nach einem Schaltvorgang jeweils in Mittellage zurück. Bei italienischen und englischen Motorrädern – bis in die 1970er-Jahre – befand sich die Schaltung auf der rechten Seite, der erste Gang lag oben, alle weiteren Gänge wurden nach unten geschaltet. Vereinzelt ist ein solches Schaltschema auch heute noch bei Rennmotorrädern anzutreffen.
Der Leerlauf liegt in der Mitte als „halber Schritt“ zwischen erstem und zweitem Gang. Bei Kawasaki-Motorrädern kann im Stillstand vom ersten Gang in den Leerlauf, jedoch nicht direkt in den 2. Gang geschaltet werden. Bei früheren Kawasaki-Modellen gab es Abwandlungen, bei denen der Leerlauf, eigentlich folgerichtig, „unter“ dem ersten Gang liegt.
Bei manchen Motorrädern sind Schaltwippen zum Schalten der Gänge montiert. Schaltwippen gab es bei historischen Motorrädern, um die bei den zeitgenössischen Getrieben benötigten hohen Kräfte zum Gangwechsel leichter übertragen zu können. Sie finden sich aber auch bei modernen Motorrädern mit nach hinten geneigter Sitzposition, bei denen sie eine komfortablere Bedienung ermöglichen.
Bis in die 1940er-Jahre war die Handschaltung am Tank weit verbreitet. Die Fußschaltung mit Ratschenmechanismus, 1928 erfunden, blieb meist nur sportlichen Motorrädern vorbehalten. Verschiedene Hersteller kombinierten in den 1920er bis Ende der 1930er-Jahre die Handschaltung mit einer Fußkupplung, u. a. Harley-Davidson, Henderson, Nimbus und NSU (zwei Modelle, kombiniert mit Handkupplung).
Die bei Motorrädern seltene und nur in Verbindung mit kleinen Motoren anzutreffende Drehgriffschaltung wurde ab 1946 bei Mopeds und Motorrollern eingeführt. Über einen Seilzug wird das Getriebe betätigt, der Seilzug dabei am linken drehbaren Lenkergriff auf- oder abgewickelt. Bekannte Motorradmodelle mit dieser Art Schaltung waren die NSU Quick mit Zweiganggetriebe in ihrer letzten Ausführung, die Victoria KS 125 Bi-Fix (123-cm³-Motor) und die Maico M 151 (148-cm³-Motor), beide mit Dreiganggetriebe. Hersteller von Schaltdrehgriffen wie auch anderer Bedienelemente am Motorradlenker und ganzen Lenkern war Magenwirth Technologies, Gustav Magenwirth KG, in Bad Urach.
Viele Rennmotorräder und sportliche Straßenmotorräder haben neuerdings einen sogenannten Schaltautomaten (serienmäßig oder als Nachrüstung). Bei Betätigung des Schalthebels wird ein Signal an das Steuergerät gesendet, das kurzzeitig die Zündung unterbricht. Damit wird die Last von den Getriebezahnrädern genommen und ein Gangwechsel ohne Kuppeln ermöglicht.

### Lichttechnische Einrichtungen und Spiegel
Durch § 4 Absatz 2 der Verordnung über den Kraftfahrzeugverkehr vom 5. Dezember 1925 wurde für Krafträder nach vorn eine „hellbrennende Laterne mit farblosem oder schwach gelblichem Lichte“ vorgeschrieben. Mit § 20 der Reichsstraßenverkehrsordnung vom 28. Mai 1934 wurde für Krafträder über 30 km/h Höchstgeschwindigkeit eine Beleuchtungseinrichtung vorgeschrieben, die „bei Dunkelheit die Fahrbahn mindestens 100 m beleuchtet“. Bei Gegenverkehr musste das Licht auf 25 m reduziert oder abgeblendet werden. Mit dieser Vorschrift wurde das Ende der Karbidlampe eingeleitet und die elektrische Beleuchtung Standard. Für Krafträder bis 200 cm³ Hubraum konnte ein Rückstrahler statt einer Schlussleuchte verwendet werden. Durch § 53 Absatz 1 und 4 der StVZO von 1938 wurde das Schlusslicht sowie der Rückstrahler an allen Krafträdern zwingend. Die Bauartgenehmigungspflicht für Fahrzeugteile, insbesondere der lichttechnischen Einrichtungen, erfolgte zum 1. Januar 1954. Fahrtrichtungsanzeiger, u. a. Ochsenaugen, wurden ab Erstzulassung 1. Januar 1962 Pflicht. Seit 1. Januar 1988 sind Bremsleuchten auch an Motorrädern mit einer Höchstgeschwindigkeit von mehr als 50 km/h zwingend vorgeschrieben. Des Weiteren dürfen am Motorrad eine Nebelschlussleuchte, ein Nebelscheinwerfer, und ein Zusatzscheinwerfer angebracht werden. Eine Warnblinkanlage ist bei Krafträdern nach § 53a Absatz 4 StVZO zwar nicht vorgeschrieben, wird jedoch seit 2003 bei vielen Modellen serienmäßig eingebaut.
Am 1. November 1956 wurde durch die Änderung des § 56 der StVZO für Krafträder ein Rückspiegel vorgeschrieben. Ab Erstzulassung 1. Januar 1990 ist auf der rechten Seite ein zweiter Rückspiegel erforderlich, wenn die bauartbedingte Höchstgeschwindigkeit größer als 100 km/h ist, ab Erstzulassung 17. Juni 2003 bereits für Krafträder ab 45 km/h Höchstgeschwindigkeit. Die Spiegelgröße muss die Fläche von 69 cm² überschreiten.

## Motorradfahren

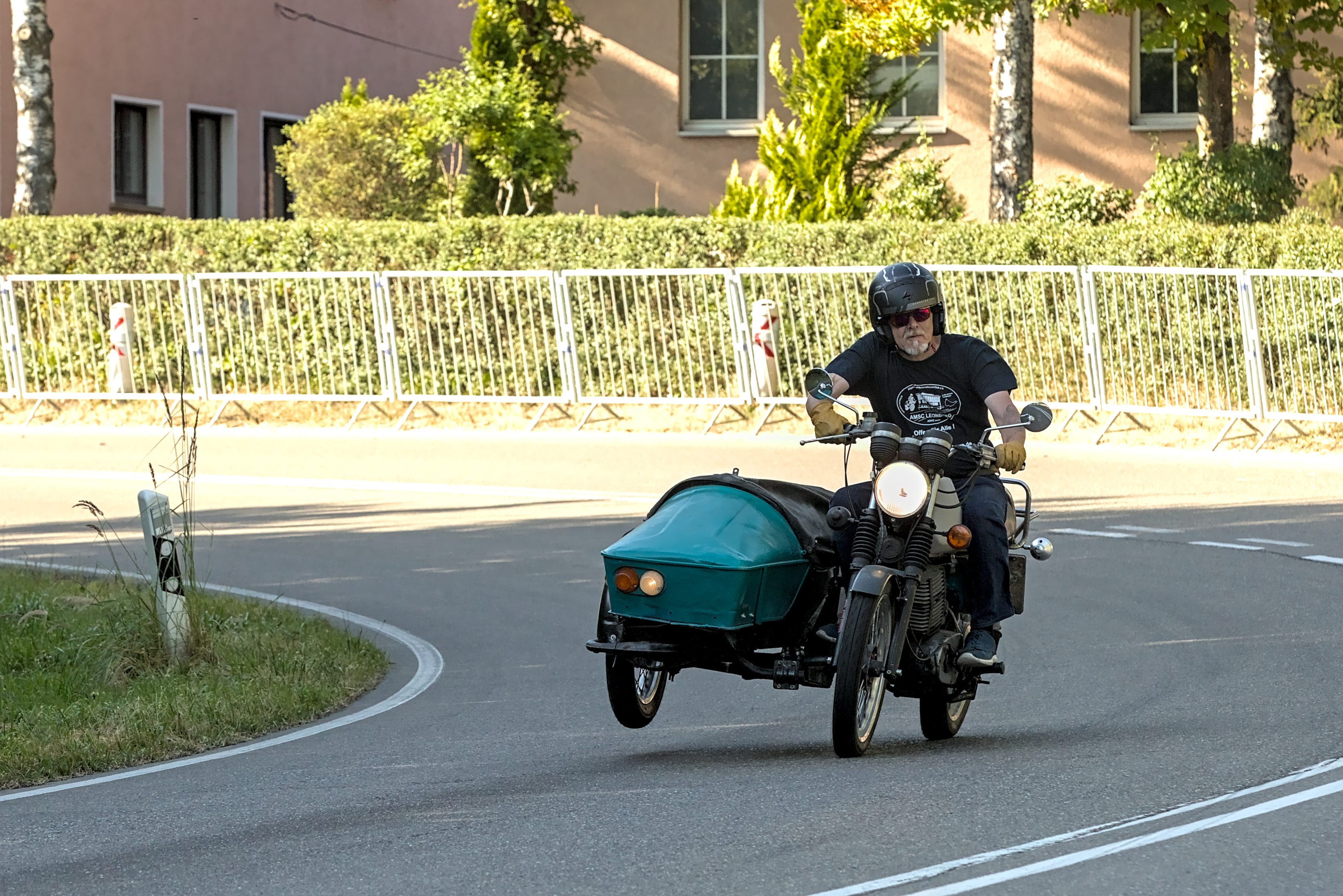
MZ ETZ 250 mit Stoye-Seitenwagen Superelastik

Motorradfahren wird als Freizeitbeschäftigung, als Sport oder zur Fortbewegung im Alltag betrieben. Dabei sind sehr unterschiedliche Fahrstile zu beobachten. In der Landwirtschaft ist das Motorrad mitunter Arbeitsgerät und in Gewerbebetrieben oder im Postwesen wird es als Transportmittel eingesetzt.
Motorradfahren ist in erster Linie eine Sache der Physik. Dabei sind die physikalischen Grundlagen zu beachten. Dies ist insbesondere wichtig bei der Kurvenfahrt und da beim Motorradfahren Stabilitätsprobleme wie Lenkerflattern (Shimmy), Lenkerschlagen (Kickback), Pendeln (Weave) und Chattering auftreten können. Es gibt zahlreiche Fahrfehler, die vermieden werden können (zum Beispiel dynamische Vorderradüberbremsung, Lowsider und Highsider). Das Fahren mit Sozius schließlich beeinflusst das Fahrverhalten beträchtlich.
Die nachfolgenden Abschnitte über das Motorradfahren stellen hauptsächlich das Fahren mit einspurigen Motorrädern dar. Beim Fahren mit mehrspurigen Motorrädern wie zum Beispiel Motorräder mit Seitenwagen oder Trikes und Quads sind andere fahrdynamische Aspekte zu beachten.

### Fahrstile
Seit den 1930er-Jahren wird neben der aufrechten Sitzposition der Kurvenfahrstil „Drücken“ beschrieben. Bei dem Fahrstil „Drücken“ (oder englische Kurventechnik) wird das Motorrad stärker in die Kurve geneigt als der Fahrer. Bei der „aufrechten“ (oder französischen) Kurventechnik bildet der Fahrer mit dem Motorrad eine Ebene, auch in Schräglage. In den 1960er-Jahren kam ein weiterer Fahrstil, das „Hanging-off“ hinzu, bei dem sich der Fahrer stärker in die Kurve neigt als das Motorrad. Während das „Drücken“ überwiegend im Geländesport angewandt wird, wird das „Hanging-off“ im Rennsport praktiziert, um die effektive Kurvengeschwindigkeit zu erhöhen. Messungen der Zeitschrift PS ergaben auf der Kreisbahn, je nach Kurvenfahrstil, bei vorgegebener Schräglage unterschiedliche Kurvengeschwindigkeiten.
|                    | Ducati Diavel | BMW S 1000 R      |
| Fahrzeugschräglage | 41°           | 47°               |
| Drücken            | 47 km/h       | 54 km/h           |
| Aufrecht           | 50 km/h       | 56 km/h (bei 46°) |
| Hanging-off        | 53 km/h       | 59 km/h           |

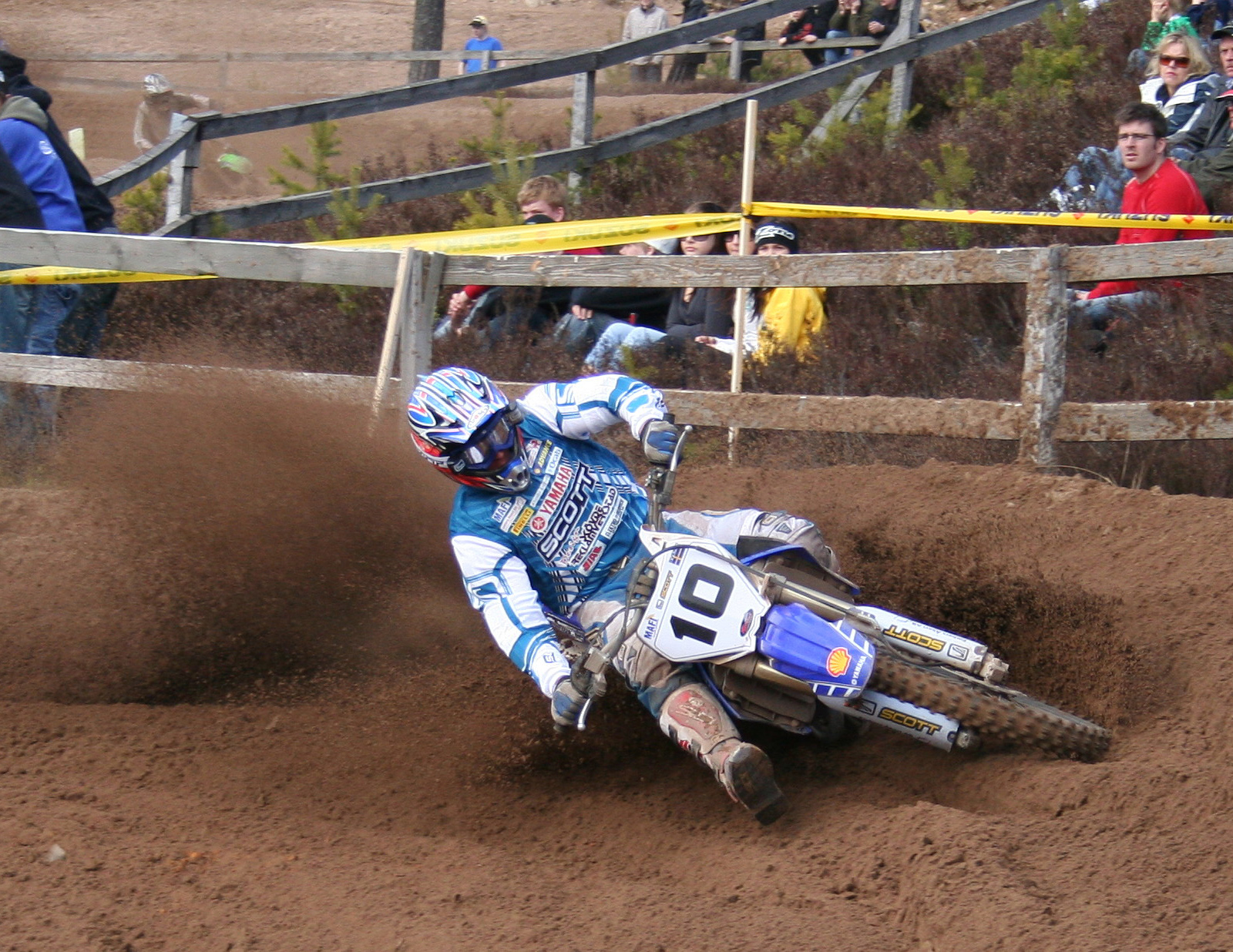
„Drücken“
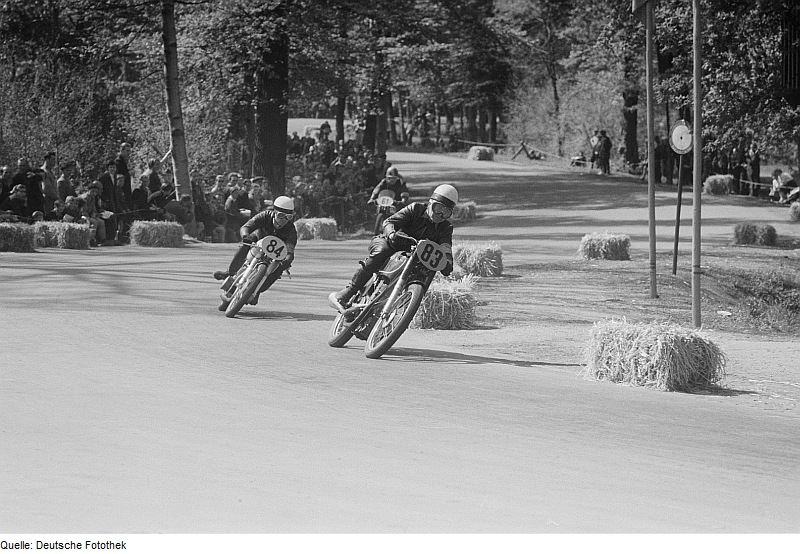
„Aufrecht“
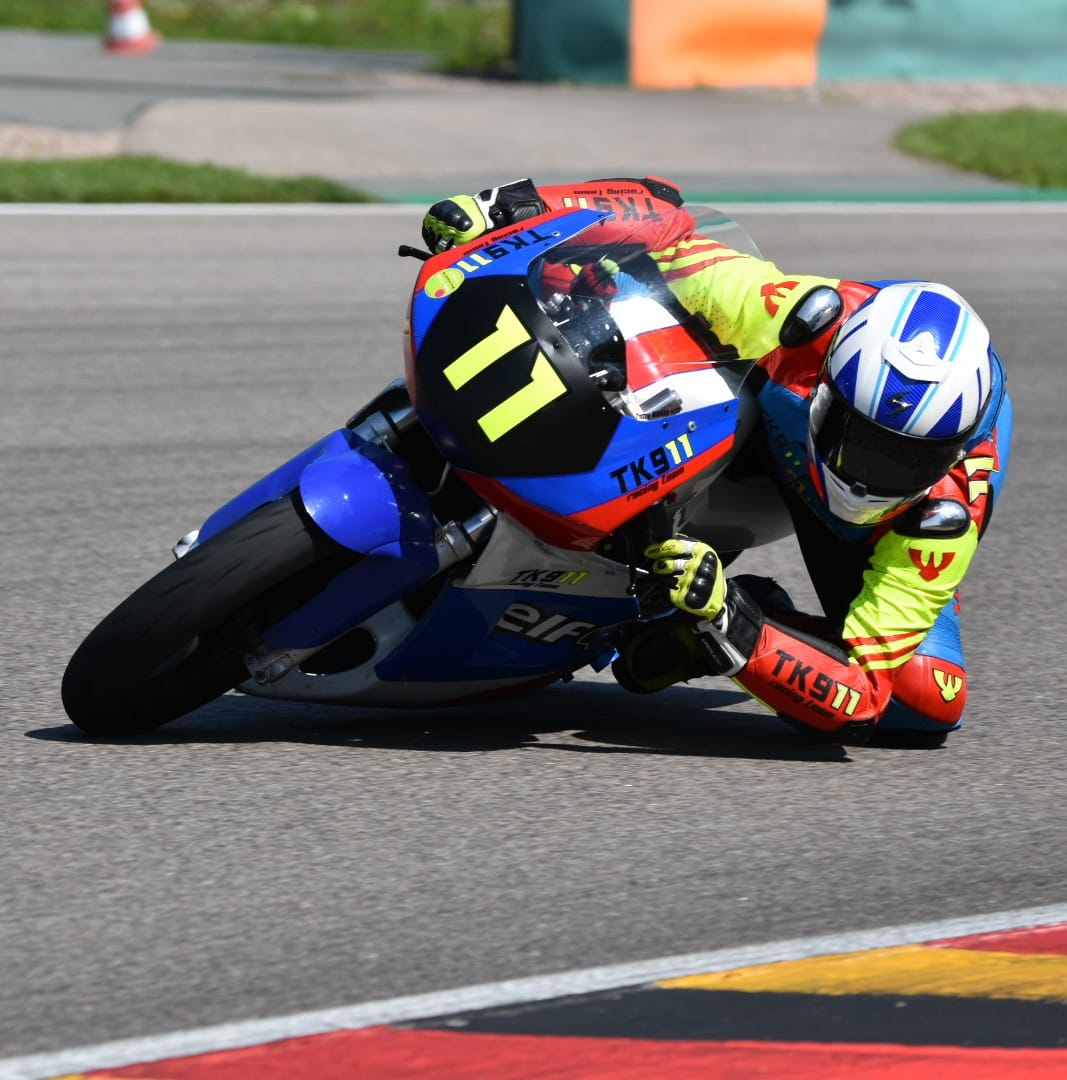
„Hanging-off“

### Physikalische Grundlagen
Das Motorrad wird durch die Kreiselkräfte der rotierenden Räder stabilisiert; im Geschwindigkeitsbereich unter etwa 30 km/h reichen die Kreiselmomente für eine Stabilisierung nicht aus. Damit stellt das Motorrad als Einspurfahrzeug mit dem Fahrer ein immanent labiles System um die Längsachse dar.
Im unteren Geschwindigkeitsbereich wird ein (langsames) Kippen des Fahrzeuges durch ausgleichende Lenkbewegungen verhindert. Zum einen wird durch den Nachlauf der Reifenaufstandspunkt des Vorderrades aus der Symmetrieebene des Fahrzeuges (X-Z-Ebene) herausbewegt, was zur Folge hat, dass der Systemschwerpunkt über der Reifenaufstandslinie gehalten werden kann, um Rollbewegungen zu vermeiden. Zusätzlich wirken durch die eingeleitete Kurvenfahrt Fliehkräfte am Motorrad, die ebenfalls der Rollbewegung des Motorrades ins Kurveninnere entgegenwirken. Für ideal schmale Reifen spürt der Fahrer in der Motorradebene keine Querkraft. Als Rollen wird dabei eine Drehung um die X-Achse um den Winkel {\displaystyle \lambda } bezeichnet.
Aus den Gleichungen für die Kreiselmomente lässt sich ableiten, dass eine Rollbewegung in Fahrtrichtung nach links ein Lenkmoment in dieselbe Richtung verursacht. Das unterstützt die erforderliche Lenkkorrektur durch den Fahrer. Die aus dieser Lenkbewegung entstehende Fliehkraft wirkt seiner Ursache (der Rollbewegung) entgegen (nach rechts) und richtet das Motorrad wieder auf.
Gleichungen der Kreiselmomente auf das Motorrad:
{\displaystyle M_{\mathrm {x} }=\Theta _{\mathrm {rot} }\cdot \omega _{\mathrm {y} }\cdot \omega _{\mathrm {z} }}
{\displaystyle M_{\mathrm {z} }=-\Theta _{\mathrm {rot} }\cdot \omega _{\mathrm {y} }\cdot \omega _{\mathrm {x} }}
mit
{\displaystyle \Theta _{\mathrm {rot} }} : Massenträgheitsmoment des Laufrades um die Radachse;
{\displaystyle \omega _{\mathrm {x} }} : Rollwinkelgeschwindigkeit;
{\displaystyle \omega _{\mathrm {y} }} : Raddrehgeschwindigkeit;
{\displaystyle \omega _{\mathrm {z} }} : Lenkgeschwindigkeit senkrecht zur Fahrebene
Daraus wird ersichtlich, dass eine Lenkgeschwindigkeit nach links ein Rollmoment nach rechts bewirkt.

#### Kurvenfahrt
Die Kurvenfahrt unterscheidet sich beim einspurigen Fahrzeug von derjenigen zweispuriger Fahrzeuge. Während ein Auto stets bestrebt ist, eine Wankbewegung zum Kurvenäußeren auszuführen, muss beim Motorrad eine gegenteilige Neigung (durch die Wirkung der Zentripetalkraft) für einen stabilen Fahrzustand hergestellt werden. Motorräder neigen sich beim Kurvenfahren daher zum Kurveninneren, wobei der Winkel zwischen Fahrbahnsenkrechte und Motorradsymmetrieebene ({\displaystyle \lambda }) im Rennsport bis zu 62° betragen kann. Typischerweise bewegt sich die Abweichung von der Fahrbahnnormalen im normalen Straßenverkehr im Bereich {\displaystyle \lambda } von 20 bis 30°, bei sportlichen Fahrern können aber auch durchaus 50° erreicht werden.
Wichtig dabei ist, dass die Grenze des kammschen Kreises nicht erreicht wird. Tatsächlich müsste man von einem „kammschen Oval“ sprechen, da die Reifen in Querrichtung und Längsrichtung unterschiedlich starke Kräfte übertragen können.
- Stationär: Ideallinie beim Kurvenfahren

Ideallinie beim Kurvenfahren

In der unbeschleunigten Kurvenfahrt bei konstantem Kurvenradius muss der Fahrer, nachdem er den Einlenkvorgang bereits abgeschlossen hat, ein Lenkmoment aufbringen, um das Motorrad in Schräglage und auf Kurs zu halten. Dieses ist unter anderem abhängig von folgenden Faktoren:
1. Gewichtsmoment des Lenksystems um die Lenkachse (wirkt kurveneindrehend)
2. dem Moment, welches der Rollwiderstand um die Lenkachse erzeugt (ebenfalls eindrehend)
3. dem Moment der Radlast um die Lenkachse (ebenfalls eindrehend)
4. dem Moment, welches durch den Nachlauf und die Reifenseitenkräfte entsteht (ausdrehend)
5. Fliehkraftmomente am Lenksystem (ausdrehend)

Die dabei aufzubringenden Lenkmomente sind relativ klein und liegen typischerweise in der Größenordnung von 25 Nm, sind aber abhängig von nach Geschwindigkeit und Bauart des Motorrades.
Für die gefahrene Schräglage gegenüber dem Erdschwerefeld, also ohne Einbeziehung der Fahrbahnneigung, ergibt sich unter Vernachlässigung der Kreiseleffekte und der Reifenbreite:
{\displaystyle \lambda =\arctan \left({\frac {v^{2}}{g\cdot R}}\right)=\arctan \left({\frac {a_{\mathrm {y} }}{g}}\right)}
wobei
{\displaystyle v}: Gefahrene Geschwindigkeit
{\displaystyle g}: Erdbeschleunigung
{\displaystyle R}: Radius zum Momentanpol der Kurvenbewegung
{\displaystyle a_{\mathrm {y} }}: Radialbeschleunigung im erdfesten Koordinatensystem.
Durch den Rollwinkel führt die Resultierende aus sämtlichen am Schwerpunkt angreifenden Kräfte durch den Schnittpunkt der Reifenaufstandsfläche. Besonderen Einfluss haben hier die Gewichtskraft und die Fliehkraft.
Durch den Umstand, dass die Reifen nicht ideal schmal sind, wandert der Reifenaufstandspunkt durch die Schräglage aus der Fahrzeugsymmetrieebene heraus, was den reellen Rollwinkel vermindert. Die Symmetrieebene des Motorrades hat also stets einen größeren Rollwinkel, als der Winkel zwischen den resultierenden Kräften und dem Erdschwerefeld ist. Somit existiert ein physikalisch wirksamer Rollwinkel, der geringer ist als der geometrische Rollwinkel. Bei breiteren Reifen wandert der Reifenaufstandspunkt stärker aus als bei schmalen, was zur Folge hat, dass man für den gleichen Kurvenradius bei gleicher Geschwindigkeit mit breiten Reifen mehr Schräglage benötigt als mit schmalen. Allerdings beträgt der Anteil dieses Zusatzrollwinkels nur etwa 10 % des Gesamtrollwinkels.
Der theoretisch möglichen Schräglage sind durch die Reibung Grenzen gesetzt. Beträgt der Haftbeiwert {\displaystyle \mu _{H}} beispielsweise 1, ist es nicht möglich, einen physikalisch größeren Rollwinkel als 45° zu erzielen.
Das Reibungsgesetz lautet hier im Grenzfall:
{\displaystyle F_{\mathrm {Q,max} }=\mu _{\mathrm {H} }\cdot F_{\mathrm {Z} }}
mit
{\displaystyle F_{\mathrm {Z} }}: Normalkraft (Gewichtskraft)
{\displaystyle F_{\mathrm {Q,max} }}: maximal übertragbare Querkraft (Zentripetalkraft)
{\displaystyle \mu _{\mathrm {H} }}: Haftbeiwert
Das Verhältnis der Kräfte gibt also Aufschluss über den Haftreibungsbeiwert, der auch in Prozent ausgedrückt werden kann. Wenn der Haftreibungsbeiwert kleiner eins ist, ist die maximal übertragbare Querkraft und somit auch der maximale Rollwinkel geringer. Auf Rennstrecken mit entsprechenden Rennreifen kann der Haftreibungsbeiwert bei 1,9 liegen, bei sehr guten Straßenbelägen bei 1,2 und bei Eis ist er kleiner als 0,1.
- Instationär: Bei der instationären Kurvenfahrt (bei Beschleunigung in der Kurve beziehungsweise Einleiten einer Kurvenfahrt) treten weitere Effekte auf, die zum Teil starke Einflüsse auf den Fahrzustand haben können.

Bewegt sich ein Motorrad in einer Kurve, fährt es auf einem Reifenlatsch außerhalb der Symmetrieebene. Sowohl der Reifenaufstandspunkt des Vorderrades als auch der des Hinterrades sind also nicht mittig. Wirken nun Kräfte an den Reifenaufstandspunkten in Fahrtrichtung, entstehen Momente um die Symmetrieebene. Ein Bremsen am Vorderrad bewirkt dadurch ein einlenkendes Moment um die Lenkachse. Gelingt es dem Fahrer nicht, dieses Moment zu kompensieren, dreht der Lenker zur Kurveninnenseite. Dadurch richtet sich das Motorrad auf und fährt einen größeren Kurvenradius.
Aus der Verhaltensforschung ist bekannt, dass Fahrer in Paniksituationen dazu neigen, durch eine Kurvenbremsung das Motorrad in Schräglage aufzurichten; das findet sich in der Unfallstatistik wieder.
Am Hinterrad kommt dieser Effekt weniger zum Tragen, da ein Bremsen des Hinterrades ein kurveneindrehendes Giermoment erzeugt. Eine Überbremsung des Hinterrades in Schräglage ist leichter zu kontrollieren als eine Überbremsung des Vorderrades. Das Überbremsen des Vorderrades über einen Zeitraum von wenigen Zehntelsekunden in Schräglage ist vom Menschen im Allgemeinen nicht mehr auszuregeln.

#### Stabilitätsprobleme
Das Motorrad ist als Einspurfahrzeug systembedingt instabil. Neben dem Kippen des Fahrzeugs kennt man bei Serienmotorrädern drei Stabilitätsstörungen, die als Flattern, Lenkerschlagen und Pendeln bezeichnet werden.
- Lenkerflattern (Shimmy): Das Lenkerflattern bezeichnet eine Eigenschwingung des Lenksystems um die Lenkachse und liegt typischerweise im Bereich zwischen 5 und 10 Hz. Eine bekannte Anregung des Lenksystems ist Reifenunwucht am Vorderrad, die zwischen 40 und 80 km/h zum Lenkerflattern führen kann.[110] Eine weitere Ursache für das Lenkerflattern kann eine verspannte, verdrehte oder klemmende Motorradgabel sein. Die Eigenfrequenzen des Lenksystems lassen sich bei der Konstruktion gut abschätzen und können unter anderem durch Gewichte an den Lenkerenden beeinflusst werden. Beginnt ein Motorrad zu flattern, kann man durch festeres oder weniger festes Greifen des Lenkers das Trägheitsmoment des Lenksystems beeinflussen und so die Eigenfrequenz verstimmen. Ebenso verringert ein Verändern der Fahrgeschwindigkeit aus dem kritischen Bereich heraus die Flatterschwingung. Im Allgemeinen wird das Flattern als nicht kritisch angesehen.
- Lenkerschlagen (Kickback): Als Lenkerschlagen wird eine Schwingung des Lenksystems mit wenigen, sehr großen Lenkwinkelausschlägen um die Lenkachse bezeichnet. Diese Lenkbewegungen sind im Extremfall von Lenkanschlag zu Lenkanschlag möglich, sodass der Fahrer den Lenker nicht mehr halten kann und er zum Sturz kommt. „Zwingend für die Anregung des Lenkerschlagens ist ein Abheben des Vorderrades […] mit einem darauffolgenden schrägen Wiederaufsetzen.“[111] Es tritt insbesondere beim Überfahren einer Unebenheit oder kurzer Bodenwellen an modernen leistungsfähigen Sportmotorrädern auf. Lenkerschlagen lässt sich wirksam nur durch einen Lenkungsdämpfer unterbinden.
- Pendeln (Weave): Als Pendeln wird eine komplexe Schwingung des gesamten Motorradsystems im Frequenzbereich zwischen 3 und 4 Hertz bezeichnet, die oberhalb einer Geschwindigkeit von 100 km/h auftritt.[112] Dabei vollführt das Motorrad eine gekoppelte Schwingung um Gier-, Roll- und Nickachse. Mit steigender Geschwindigkeit verringert sich die Eigendämpfung des Motorrads, sodass im Extremfall das Pendeln zum Sturz führen kann. Als einziges sinnvolles Mittel, um diesen kritischen Fahrzustand zu verlassen, wird eine Herabsetzung der Fahrgeschwindigkeit empfohlen. Neben den Lenkbewegungen des Fahrers wird das Pendeln unter anderem von Fahrbahnunebenheiten und Seitenwind angeregt. Unpassende Bereifung, Unwuchten an den Rädern, ausgeschlagene Rad- und Schwingenlager, Lenkkopfspiel oder ein zu stramm eingestelltes Lenkkopflager sind ebenfalls als Faktoren für das Pendeln bekannt. Fahrzeughersteller überprüfen die Pendelneigung des Motorrads im Fahrversuch, in Stufen von 10 km/h bis zur Höchstgeschwindigkeit.[113]
- Chattering: Mit Chattering (Rattern) bezeichnet man eine Schwingung der Front- und Heckpartie im Bereich von 17 bis 22 Hz, die ausschließlich bei Rennmotorrädern auftritt. Während einer starken Bremsung können die ungefederten Massen des Vorder- und Hinterrades hin- und herschwingen.[114]

#### Fahrfehler
Dynamische Vorderradüberbremsung
Bei Bremsungen verlagert sich die Radlast des Fahrzeugs zum Vorderrad hin. Ein häufiger Fahrfehler, der oft zu schweren Unfällen führt, ist das schlagartige Ziehen am Bremshebel des Vorderrads, der zur dynamischen Vorderradüberbremsung führt. Die volle Radlastverlagerung (das volle Einfedern des Vorderrades) wird bei einer hohen Bremsverzögerung erst nach etwa 0,6 Sekunden erreicht. Erst danach kann das Vorderrad die volle (und vom Fahrer erwartete) Bremskraft übertragen. Ist die Bremskraft höher als die maximal übertragbare Bremskraft, läuft das Rad innerhalb von 0,2 Sekunden „in die Blockade“ – eine gefährliche und sturzrelevante Situation, die kaum zu korrigieren ist. Ein Antiblockiersystem verhindert die dynamische Vorderradüberbremsung bei gleichzeitig höherer Verzögerungsleistung.
Lowsider
Ein Lowsider bezeichnet den Sturz eines Motorradfahrers nach Wegrutschen der Reifen durch mangelnde Haftreibung zur Fahrbahn und eine Überschreitung der Haftgrenze. Ein Lowsider ist ein typischer Sturz auf regennasser, sandiger oder ölverschmierter Fahrbahn. Der Lowsider wird mit etwa 4 bis 8 Prozent als Unfallursache bei Motorradunfällen angesehen. Mit Fahrstabilitätsprogrammen wird versucht, die Häufigkeit dieses Fahrunfalls zu reduzieren.
Highsider
Als Highsider wird ein fahrdynamischer Ablauf beim Motorradfahren bezeichnet, der entstehen kann, wenn das Hinterrad des Motorrads in Schräglage nach einer Rutschphase (Schräglaufwinkel über 5 Grad) wieder Grip bekommt. Die danach folgende Rollbewegung führt, insbesondere im Zusammenwirken mit Gaswegnehmen, zum plötzlichen Aufrichten des Motorrades.
Wenn das Hinterrad beim Herausbeschleunigen aus einer Kurve die Haftgrenze überschreitet, wird seine Seitenführungskraft geringer und der Schräglaufwinkel größer. Falls nun der Reifen wieder Haftung bekommt, etwa durch anderen Fahrbahnbelag oder auch Gaswegnehmen, verringert sich der Schräglaufwinkel und das Motorrad wird durch die Massenträgheit beim Aufrichten in die Hinterradfederung gedrückt. Sobald es aufgerichtet ist, endet die einfedernde Kraft, und die sich schlagartig entspannende Feder kann im ungünstigen Fall den Fahrer aus dem Sitz katapultieren, was die Verletzungsgefahr im Vergleich zum Lowsider erhöht. Der Highsider tritt im Motorrad-Rennsport häufiger gegen Rennende auf, wenn der Reifen-Grip stark abbaut.

#### Fahren mit Sozius
Die meisten Serienmotorräder haben zwei Sitzplätze. Der Beifahrersitz, auch Soziussitz (lat. socius „Gefährte, Genosse, Teilnehmer“), befindet sich hinter dem Fahrersitz. Das zusätzliche Gewicht eines Beifahrers verändert das Fahrverhalten durch die Veränderung der Schwerpunktlage erheblich. Das Hinterrad wird stärker, das Vorderrad wird schwächer belastet und kann dadurch beim starken Beschleunigen eher abheben. Der veränderten Fahrwerksgeometrie durch unterschiedlich belastete Federelemente kann durch Nachstellen der Federvorspannung (hinten nahezu bei allen Motorrädern vorhanden) teilweise entgegengewirkt werden.
Der Sozius (weibl. Sozia) ist Verkehrsteilnehmer. Er muss sich entweder am vor ihm sitzenden Fahrer festhalten oder an Griffen, die am Motorrad angebracht sind. Zudem muss er die Seitenneigung des Motorrades mitvollziehen, da anderenfalls die unerwünschte Gewichtsverlagerung das Fahrverhalten negativ beeinflusst.

## Risiken
Motorradfahrer haben statistisch ein deutlich erhöhtes Unfall- bzw. Todesrisiko im Vergleich zu Pkw-Nutzern, auch wenn die Zahl der in Deutschland im Verkehr getöteten Motorradfahrer stetig sinkt. Im Jahr 2016 lag die Zahl mit 536 getöteten Personen (von insgesamt 3155 Verkehrstoten) auf dem niedrigsten Stand seit 30 Jahren.
Da in Deutschland etwa elfmal so viele Pkw wie Krafträder zugelassen sind (Jan. 2017: ca. 4,3 Mio. Krafträder, 45,8 Mio. Pkw), ist das Todesrisiko für Motorradfahrer bezogen auf den Bestand etwa viermal höher als für Pkw-Fahrer. In Anbetracht der geringeren Jahresfahrleistung – Motorrad: ca. 2.300 km/Jahr, Pkw: ca. 13.000 km/Jahr – ist das Todesrisiko bezogen auf die Fahrleistung etwa zwanzigfach höher.
Motorradfahrer und auch Rollerfahrer sind einem erhöhten Risiko für Gehörschäden wie Hörverlust und Tinnitus ausgesetzt. Der Lärm entsteht durch die Windgeräusche bei der Fahrt, Abrollgeräusche der Reifen, sowie durch den Motor selbst. Der Helm alleine schützt nur unzureichend vor hohen Schalldruckpegeln. Die Medizin (Stand: 2023) ist nicht in der Lage, Gehörschäden zu heilen. Das Tragen eines speziellen Gehörschutzes, wie zum Beispiel spezielle Ohrstöpsel für Motorradfahrer, kann dabei helfen, Gehörschäden vorzubeugen.

## Kritik

### Motorradlärm

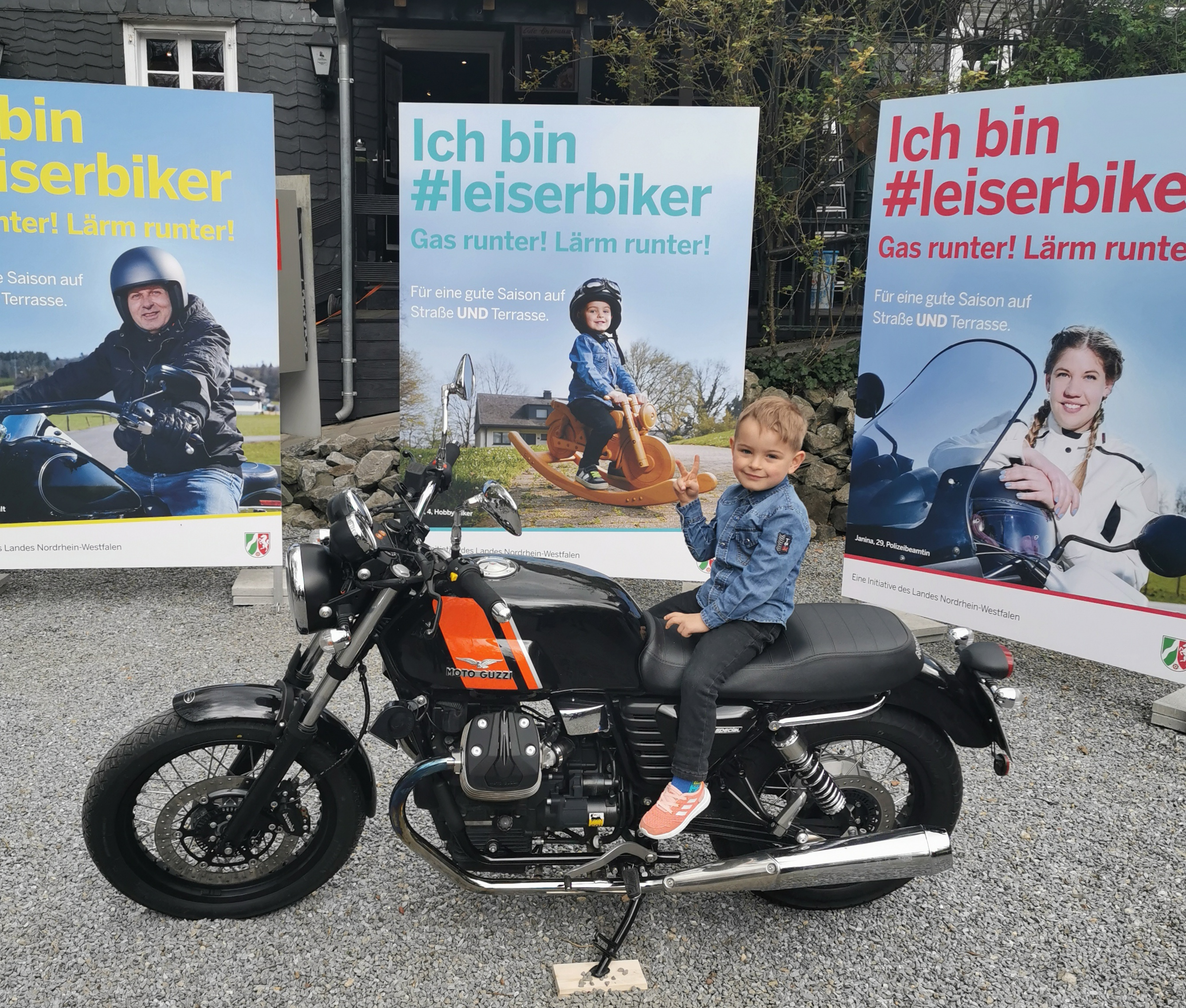
Kampagne gegen Motorradlärm in Nordrhein-Westfalen

Motorräder mit Verbrennungsmotor entwickeln je nach Fahrweise mehr Verkehrslärm als PKWs, bei denen vorwiegend die Abrollgeräusche als störend wahrgenommen werden, während beim Motorrad die Motor- und Ansauggeräusche des freiliegenden Antriebsaggregats eher zu hören sind. Auch sind die Frequenzbereiche infolge der Drehzahlen teils höher und dem menschlichen Ohr unangenehmer. Motorräder tragen jedoch durch ihre geringe Zahl nur wenig zur gesamten Lärmemission des Straßenverkehrs bei, jedoch werden Motorräder oft als „zu laut“ empfunden. Verstärkt wird dies durch Defekte oder Manipulationen an Ansaug- oder Auspuffschalldämpfern. Bei Messungen an Biker-Treffs waren unter Berücksichtigung einer Toleranz von 5 dB(A) nur etwa ein Drittel der motorisierten Zweiräder hinsichtlich des Standgeräusches nicht zu beanstanden. Die durchschnittliche Geräuschemission eines Motorrads liegt vor allem im Bereich bis 60 km/h deutlich über der eines Pkw.
Eine von der Tageszeitung taz am 4. August 2018 erstmals veröffentlichte Karte zeigte rund 170 Orte in Deutschland, an denen sich die Beschwerden über Motorradlärm häufen. Am 16. August 2018 enthielt sie aufgrund weiterer Meldungen von Betroffenen etwa 200 Orte. Viele lagen in landschaftlich attraktiven Gegenden, die bei Motorradfahrern zum Beispiel wegen kurvenreicher Strecken besonders beliebt sind.
Viele Motorräder haben Klappen im Auspuff, ohne die sie laut BMW nicht die Geräuschgrenzwerte der EU-Vorschriften für die Typzulassung einhalten würden. Die Klappen würden „zur gezielten Soundgestaltung eingesetzt“. Betroffen seien alle aktuellen BMW-Modelle mit Boxer-Motor, also unter anderem Deutschlands seit vielen Jahren meistverkaufter Typ, die R 1200 GS ab Mj. 2010 und Nachfolgemodelle, sowie die S 1000 RR, S 1000 R und die S 1000 XR einschließlich Nachfolgemodellen. Kawasaki, Yamaha und KTM bestätigten, dass sie ebenfalls Auspuffklappen verwenden. Wenn die Klappen in bestimmten Drehzahlbereichen öffnen, wird das Motorrad lauter. Sie können zum Beispiel für die Messung der Lärmemission im Rahmen der Typzulassungsprüfung geschlossen werden. Hierbei wird nur ein bestimmter Drehzahlbereich geprüft (s. Abschnitt „Lärmgrenzwerte“). BMW zufolge beeinflussen die Klappen nicht die Motorleistung.
Das Umweltbundesamt (UBA) forderte deshalb im Februar 2018, dass die EU die Geräuschprüfung bei der Typzulassung von Motorrädern und Personenkraftwagen verschärft. „Wir brauchen Lärmgrenzwerte auch für Geschwindigkeiten über 80 Kilometer pro Stunde sowie für alle Motordrehzahlen“, so UBA-Präsidentin Maria Krautzberger. Zudem müsse das zuständige Kraftfahrt-Bundesamt die Angaben der Hersteller zur Lautstärke überprüfen. Dem schlossen sich im März 2018 Umweltpolitiker der beiden größten Fraktionen im EU-Parlament, der Europäischen Volkspartei/Christdemokraten und der sozialdemokratischen S&D, an.

### Schadstoffgehalt
Der Schadstoffgehalt der Abgase von Motorrädern liegt im Mittel über dem von Pkw. Während im Pkw-Sektor die Untersuchung des Motormanagements und Abgasreinigungssystems seit 1. Juli 1969 durchgeführt wird, ist dies bei Motorrädern erst seit Erstzulassung 1. Januar 1989 zwingend. Maßnahmen zur Abgasreinigung wie ein geregelter Katalysator, im Pkw-Sektor seit 1989 Standard, ist im Zweiradbereich erst seit 2006 durch die Euro-3-Norm zwingend. Bis 2016 durften nach den Abgasnormen die Grenzwerte für Motorräder etwa doppelt so hoch liegen wie für Pkws. Aktuell sind die tolerierten Werte beim Motorrad immer noch etwas höher als bei Pkws.

## Streckensperrungen
In Deutschland sind einige Straßen und Gebiete aus unterschiedlichen Gründen für den Motorradverkehr gesperrt. Die Maßnahmen reichen von Nachtfahrverboten (üblich zwischen 20–22 Uhr bis 06 Uhr) über Sperrungen an Sonn- und Feiertagen (u. a. Schauinsland), Nachmittagssperrungen (u. a. Kesselbergstraße, 15 Uhr bis 22 Uhr) bis zu Vollsperrungen. Die Gründe dafür sind hohe Unfallzahlen unter Motorradfahrern sowie Lärmschutzgründe u. a. für Wohngebiete. Gebirgsstrecken sind wegen ihrer Kurven bei Motorradfahrern besonders beliebt; gerade in den Bergen sind durch die Schallausbreitung besonders große Gebiete durch den Lärm betroffen.

## Lärmgrenzwerte
Erste Geräuschgrenzwerte zur Verminderung des Straßenverkehrslärms durch Motorräder wurden in der Straßenverkehrs-Zulassungs-Ordnung (StVZO) vom 1. Januar 1938 festgeschrieben. 85 Phon als Stand- und Fahrgeräusch galten als Grenzwert für alle motorisierten Kraftfahrzeuge. Das Fahrgeräusch wurde bei einer Geschwindigkeit von 40 km/h in 7 Meter Entfernung von der Fahrbahn gemessen. Seit 1966 wird in Dezibel gemessen, abgekürzt dB(A). Richtlinie 70/157/EWG vom 6. Februar 1970 legte erstmals europaweit Grenzwerte (ohne Motorräder ausdrücklich zu erwähnen) fest und koppelte sie an den technischen Fortschritt.
Die Richtlinie 78/1015/EWG vom 23. November 1978 legte den europaweiten Grenzwert von 86 dB(A) für Motorräder über 500 cm³ Hubraum fest. Die Messungen wurden nun bei einer Geschwindigkeit von 50 km/h und 7,5 m Entfernung von der Schallquelle durchgeführt. Das nationale Recht für Deutschland legte 1980 jedoch den Grenzwert auf 84 dB(A) fest. Durch die Änderung der Richtlinie 78/1015 vom 18. Dezember 1986 wurden für Krafträder über 175 cm³ Hubraum die Grenzwerte zum 1. Oktober 1988 auf 82 dB(A) und zum 1. Oktober 1993 auf 80 dB(A) reduziert.
Seit dem 1. Januar 2016 gelten für neue Fahrzeugtypen verschärfte Messbedingungen und teilweise verschärfte Grenzwerte. Für größere Motorräder ist es bei einem Grenzwert von 80 dB(A) geblieben. Für Krafträder bis 80 cm³ Hubraum sind 75 dB(A), für Krafträder zwischen 80 cm³ und 175 cm³ Hubraum sind 77 dB(A) zulässig. Das neue EU-Messverfahren nach ECE R 41 verbietet eine Testzykluserkennung. Die Erfüllung der Geräuschvorschriften wurde insbesondere im Bereich von 20 bis 80 km/h verschärft (Grenzwerterfüllung in allen Betriebsarten). Allerdings muss die Einhaltung nicht von einer Behörde, sondern nur von den Herstellern selbst bescheinigt werden. Die Tests müssen auch nicht tatsächlich durchgeführt werden; eine schriftliche Versicherung, dass die Modelle die Norm einhalten, genügt. Über 80 km/h wird weiterhin nicht getestet. Nicht abbaubare, sondern verschweißte dB-Eater sowie die äußerliche Kennzeichnung der Geräuschwerte sind obligatorisch. Vom TÜV Süd wurden im Rahmen eines Messprogramms im Auftrag des baden-württembergischen Verkehrsministeriums bei einzelnen, serienmäßigen Motorrädern über 100 dB(A) gemessen, wenn die neuen Prüfbedingungen leicht angepasst wurden, um sie praxisnäher zu gestalten.

## Freiwillige Selbstbeschränkung der Hersteller
Motorräder haben gegenüber Pkw zwar einen höheren Luftwiderstandsbeiwert, jedoch eine geringere Stirnfläche und ermöglichen dadurch hohe Geschwindigkeiten mit geringerer Motorleistung. So erreichen einige Motorräder wie zum Beispiel BMW S 1000 RR, Kawasaki ZZR 1400 und Suzuki Hayabusa 1300 Geschwindigkeiten über 300 km/h. Im Vergleich zu Pkw gibt es ein Drittel mehr Motorräder als Autos, die über 250 km/h schnell sind.
Um möglichen gesetzlichen Regelungen entgegenzuwirken, unterwarfen sich die Motorradhersteller im Jahr 2000 einer freiwilligen Selbstverpflichtung. Weltweit halten seit dem Modelljahr 2001 Serienmotorräder ein Geschwindigkeitslimit von 299 km/h ein, und die Tachometeranzeige endet bei 300 km/h.
1999 endete die freiwillige Selbstbeschränkung der Motorradhersteller auf 74 kW (100 PS) in Deutschland von 1978, nachdem die Europäische Union im Vorjahr beschlossen hatte, entgegen ehedem angedrohter Leistungsbeschränkung durch den Bund, gemeinschaftsweit Motorräder ohne Leistungsbeschränkung zuzulassen. Zwischenzeitlich entdrosselten viele Händler auf beispielsweise 121 kW (164 PS).

## Motorräder in Film und Fernsehen

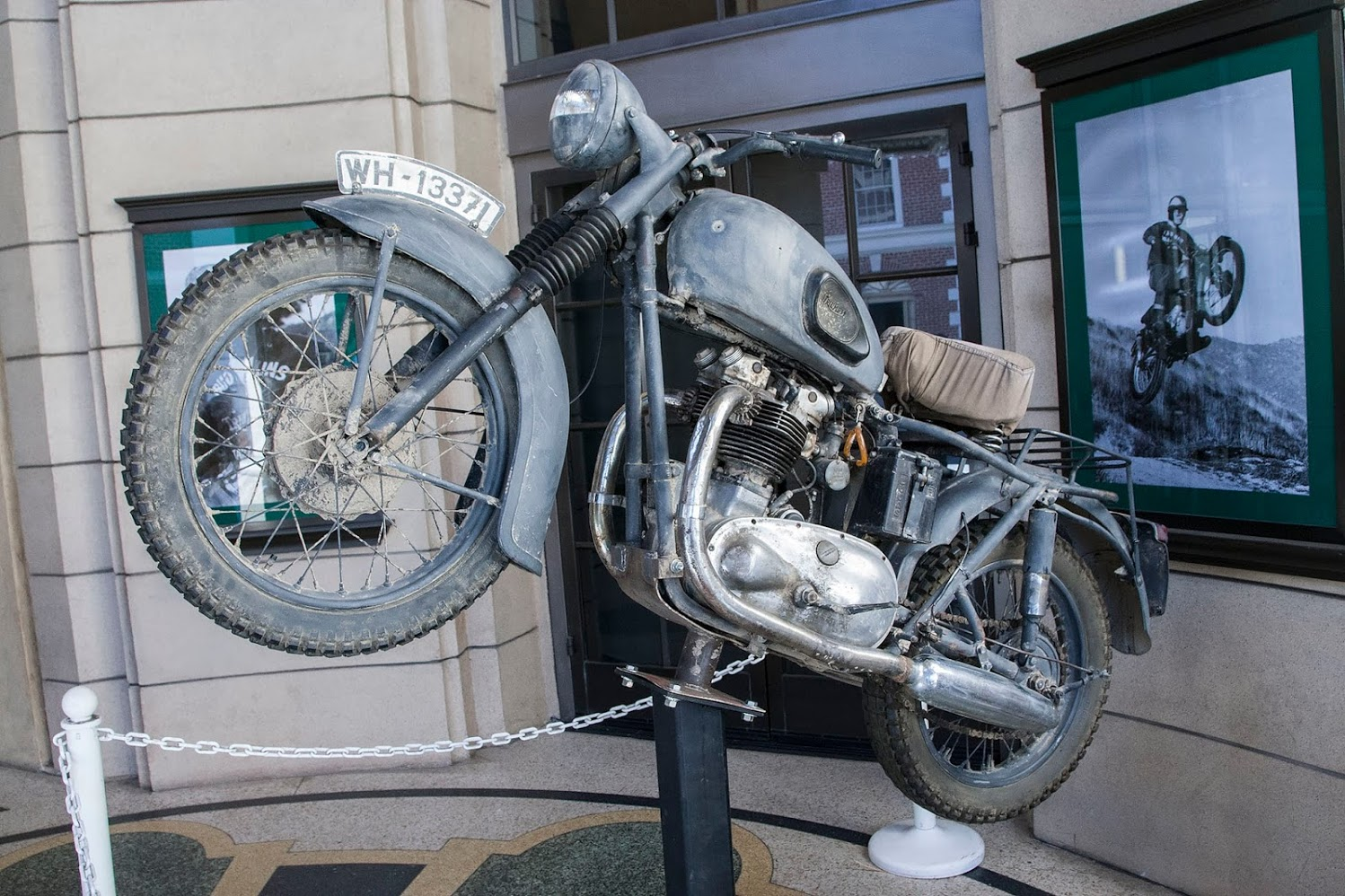
Triumph TR6 Trophy, Steve McQueens präparierte Stuntmaschine aus „Gesprengte Ketten“

In frühen Hollywood-Filmproduktionen handelt es sich, wenn Motorräder zu erkennen sind, überwiegend um amerikanische Motorräder. So sind in Produktionen der 1930er-Jahre ausschließlich Indian-Motorräder zu erkennen, im Film State Trooper (1933) auch Harley-Davidson. In den 1950er- und 1960er-Jahren waren Motorräder ein zentrales Motiv in vielen Hollywood-Filmen, unter anderem in jenen mit James Garner, Steve McQueen oder James Stewart.
- 1953 Während der cineastischen Aufarbeitung des Hollister Bash durch den Film The Wild One fährt der Hauptdarsteller Marlon Brando eine Triumph Thunderbird
- 1963 flüchtet US-Captain Virgil Hilts (Steve McQueen) auf einer gestohlenen Triumph TR6 in dem Hollywood-Klassiker „The Great Escape“ (Deutscher Titel „Gesprengte Ketten“) in einer langen, spektakulären und vorwiegend nicht gedoubelten Szene vor (ebenfalls auf Motorrädern) verfolgenden Nazis.[155]
- 1969 Durch den Film Easy Rider mit Peter Fonda und Dennis Hopper erlangte Harley-Davidson Kultstatus durch das Modell Captain America
- 1973 Clint Eastwood fährt als Polizei-Inspektor „Dirty“ Harry Callahan im Film „Calahan“ eine Moto Guzzi V750 (damals in einer US-amerikanischen Produktion ungewöhnlich, zumal der Film in San Francisco spielt, wo das SFPD bis heute niemals Moto Guzzi fuhr).
- 1981 Im James-Bond-Film „In tödlicher Mission“ gibt es eine spektakuläre Verfolgungsjagd (gedreht von Willy Bogner) mit zwei Yamaha XT 500 auf einer Skipiste, über eine Skisprungschanze und durch die Bobbahn von Cortina d’Ampezzo.[156]
- 1982 Im Film Ein Offizier und Gentleman fährt der Hauptdarsteller Zack Mayo (Richard Gere) eine Triumph Bonneville
- 1986 In dem US-Blockbuster Top Gun fährt Tom Cruise eine Kawasaki GPZ 900R Ninja, damals eines der schnellsten Serienmotorräder der Welt. Berühmt wurde die Szene, in der der Filmheld mit seiner Kawasaki neben einem startenden Düsenjäger mithält.
- 1987 God Rides a Harley, ein mit dem Genie Award ausgezeichneter Dokumentarfilm von Stavros C. Stavrides
- Der Tatort-Kommissar Horst Schimanski hatte eine BMW R 100 GS in der Version Paris-Dakar,[157] mit der er unter anderem in der Folge Tatort: Bis zum Hals im Dreck (Folge 244) in den Urlaub fuhr.[158]

Auch in zahlreichen aktuelleren Filmen werden Motorräder als Zeichen von Aufsässigkeit und Nicht-Angepasstheit eingesetzt. Dazu zählen etwa:
- Der Film Die Reise des jungen Che (2004) thematisiert die Südamerikareise von Che Guevara auf einer Norton Modell 18.
- In dem 2005 gedrehten Abenteuerfilm Mit Herz und Hand (Originaltitel: The World’s Fastest Indian) stellt ein Pensionär (gespielt von Anthony Hopkins) mit einer über 40 Jahre alten modifizierten Indian Spirit, Baujahr 1920, mehrere Geschwindigkeitsrekorde auf.
- In der Hollywood-Abenteuer-Komödie Born to be Wild (u. a. mit John Travolta, Peter Fonda, Ray Liotta) von 2007 unternehmen vier Freunde eine Motorradtour mit Harley-Davidsons.
- In Indiana Jones und das Königreich des Kristallschädels (2008) spielt die Harley-Davidson des jungen Henry „Mutt“ Williams eine tragende Rolle bei der Flucht vor feindlichen Agenten.
- Der junge James T. Kirk fährt in der Neuauflage von Star Trek (2009) ein futuristisches Motorrad, bevor er bei der Sternenflotte anmustert.
- Tron: Legacy (2012): der Hauptdarsteller fährt eine (leicht modifizierte) Ducati Sport 1000. Die im Vorgänger Tron aus dem Jahr 1982 erstmals dargestellten Lichtmotorräder erlangten Kultstatus und wurden 2012 als reale Fahrzeuge gebaut.[159]
- In dem Hollywood-Blockbuster Venom (2018) nutzt der Anti-Held Eddie/Venom (gespielt von Tom Hardy) auf der spektakulären Flucht vor den ihn jagenden Söldnern eine Ducati Scrambler.[160] Die Fahrt durch das nächtliche San Francisco endet mit einem Motorradunfall, bei der Eddie schwer verletzt wird.
- In der Hollywoodproduktion John Wick: Kapitel 3 aus dem Jahr 2019 wird John Wick, dargestellt von Keanu Reeves von sechs Motorrad-Ninjas verfolgt und bekämpft. John Wick und seine Gegner fahren auf dieser sehr gewalttätigen und langen Szene jeweils auf einer modifizierten Yamaha MT-09 über die Verrazzano-Narrows Bridge in New York City.[161][162][163]

## Motorräder als Mittel zur Begehung von Straftaten
Motorräder werden insbesondere in Nordamerika und im deutschsprachigen Raum von Rockern sowie in Lateinamerika von Motochorros zur Verübung schwerer Straftaten benutzt. Dabei sind ihre Geschwindigkeit und Wendigkeit für die Flucht von besonderem Vorteil.

## Umgangssprachliche Bezeichnungen
Schweizerdeutsch und teilweise auch Schweizer Hochdeutsch sowie in grenznahen Süddeutschland heißen Motorräder Töff, ursprünglich eine lautmalerisch motivierte Benennung. Töff ist, wie Velo, ein Helvetismus und wird in der Schweiz auch in der Schriftsprache oft verwendet. Andere, teilweise nur in salopper Sprache gebrauchte umgangssprachliche Bezeichnungen sind Bike, Bock, Hobel, Ofen, Karre, Moppett (als Verniedlichung auch bei großem Gewicht – im Gegensatz zum Moped aber mit zwei p), Möp. Ein Motorfahrrad ist in der Schweiz umgangssprachlich ein Töffli, salopp auch ein Pfupf, Hödi, Schnäppi oder Schnäpperli.

### Lehrmittel
Als Lehrmittel wird Literatur für die Ausbildung verstanden, die in der Regel ein Lehrmittelverlag herausgibt.

#### Grundlagen
- Alfred Böge, Rainer Ahrberg, Klaus-Dieter Arndt, Werner Bahmann, Lutz Barfels, Jürgen Bauer, Ulrich Borutzki, Gert Böge, Wolfgang Böge, Berthold Heinrich, Arnfried Kemnitz, Peter Kurzweil, Susanna Labisch, Petra Linke, Manfred Ristau, Werner Roddeck, Johannes Sebulke, Dominik Surek, Werner Thrun, Jürgen Voss, Frank Weidermann, Wolfgang Weißbach, Heinz Wittig: Handbuch Maschinenbau: Grundlagen und Anwendungen der Maschinenbau-Technik. 21. Auflage. Springer Vieweg, 2012, ISBN 978-3-8348-2478-3, S. 1500.
- Peter Witt: Motorräder. 1. Auflage. Verlag Technik, Berlin 1989, ISBN 3-341-00657-5.

#### Fachkunde
- Rüdiger Bellersheim (u. a.): Fachkunde Motorradtechnik. Hrsg.: Haan-Gruiten. 2. Auflage. Europa-Lehrmittel, 2013, ISBN 978-3-8085-2232-5.
- Jürgen Stoffregen: Motorradtechnik. Grundlagen und Konzepte von Motor, Antrieb und Fahrwerk. 8. Auflage. Vieweg Verlag, Braunschweig 2012, ISBN 978-3-8348-1716-7.
- Vittore Cossalter: Motorcycle Dynamics. (Second Edition). 2. Auflage. Lulu Verlag, 2006, ISBN 1-4303-0861-3. (Fach- und Lehrbuch über Motorradphysik in Englisch)
- Hans Trzebiatowsky (Hrsg.): Motorräder, Motorroller, Mopeds und ihre Instandhaltung. Reprint: Bulldog Press, Limburg/Lahn 1955. Fachbuchverlag Pfanneberg, Gießen 1994, ISBN 3-9803332-4-8.

### Lexika und Monographien
- S. Ewald, G. Murrer: Enzyklopädie des Motorrads. Novara 1996. (deutsche Auflage: Weltbild Verlag, 1999, ISBN 3-86047-142-2) (Umfassende Darstellung der Marken und Modelle)
- Jerry Hatfield: Standard Catalog of American Motorcycles 1898–1981. Krause Publications, 2006, ISBN 0-89689-949-7. (Standardwerk über amerikanische Motorräder)
- Ulrich Hoffmann: Das große Lexikon der Motorrad-Technik. Heel Verlag, Königswinter 2009, ISBN 978-3-86852-090-3. (Lexikon auf dem neuesten Stand der Technik)
- Stefan Knittel: Motorrad-Lexikon. BLV Verlag, München 1981, ISBN 3-405-12226-0. (Lexikon der 1980er-Jahre)
- Thomas Krens, Matthew Drutt (Hrsg.): The Art of the Motorcycle. 2003, ISBN 0-8109-9106-3. (Kompendium der Motorradgeschichte, -kultur, -technik und des Designs)
- Erwin Tragatsch: Motorräder – Deutschland, Österreich, Tschechoslowakei 1894–1971. 2. Auflage. Motorbuch Verlag, Stuttgart 1971, ISBN 3-87943-213-9. (Das Buch stellt nahezu alle Modelle vor, die in den genannten Ländern gebaut wurden)
- Hugo Wilson: Das Lexikon vom Motorrad. Motorbuch Verlag, Stuttgart 2001, ISBN 3-613-01719-9. (Nachschlagewerk)
- Stephen Wright: The American Motorcycle. Volume 1: 1896–1914. Megden Publishing Company, 2001, ISBN 0-9603676-2-4. (Standardwerk zur amerikanischen Motorradgeschichte bis 1914)

### Weitere Literatur

#### Motorbuch Verlag
- Bernt Spiegel: Motorradtraining alle Tage. Motorbuch Verlag, Stuttgart 2006, ISBN 3-613-02501-9 (Praxisband zu Die obere Hälfte des Motorrads. Weniger Theorie, trotzdem gut verständlich auch ohne das Hauptwerk)
- Bernt Spiegel: Die obere Hälfte des Motorrads. Motorbuch Verlag, Stuttgart 2002, ISBN 3-613-02268-0 (Wichtig für den mentalen Hintergrund – hier erklärt ein Verhaltensforscher, Motorradfahrer und Instruktor die Grundlagen, Hilfen und Techniken des Fahrens)
- Gaetano Cocco: Motorrad-Technik pur: Funktion – Konstruktion – Fahrwerk. 1. Auflage. Motorbuch Verlag, Stuttgart 2001, ISBN 3-613-02127-7 (Fahrphysik anschaulich erklärt)
- Erwin Tragatsch: Berühmte Motorräder. 1. Auflage. Motorbuch Verlag. Stuttgart 2000, ISBN 3-613-02038-6. (Beschreibung einzelner Hersteller und Marken)
- Helmut Werner Bönsch: Fortschrittliche Motorrad-Technik: eine Analyse der Motorrad-Entwicklung. Motorbuch-Verlag, Stuttgart 1985, ISBN 3-613-01054-2.
- Erwin Tragatsch: Alle Motorräder – 1894 bis heute. 4. Auflage. Motorbuch Verlag, Stuttgart 1985, ISBN 3-87943-410-7. (Das Buch stellt 2500 Marken vor, die in den genannten Ländern gebaut wurden)
- Helmut Werner Bönsch: Einführung in die Motorradtechnik. 3. Auflage. Motorbuch Verlag Stuttgart 1981, ISBN 3-87943-571-5.
- Harry Niemann: Der Kniff mit dem Knie. Sportlich und sicher Motorrad fahren. 1. Auflage. Motorbuch Verlag, Stuttgart 2019, ISBN 978-3-613-04179-0.

#### Weitere Verlage
- Willi Thoelz, Joachim Fischer: Motorrad und Motorroller – Konstruktion, Bau und Betrieb, Pflege und Reparatur, Fahrtechnik und Wettbewerbe. 4. Auflage. Richard Carl Schmidt Verlag, Braunschweig/Berlin 1957. (Reprint dieser Auflage: Verlag Kleine Vennekate, Lemgo 2013, ISBN 978-3-935517-66-9)
- Frank Steinbeck: Das Motorrad. Ein deutscher Sonderweg in die automobile Gesellschaft. Franz Steiner Verlag, Berlin 2012, ISBN 978-3-515-10074-8.
- Kurt Mair: Das Kraftrad: Technik – Pflege – Reparaturen. Heel Verlag, Königswinter 2010, ISBN 978-3-86852-307-2. Reprint der 2. Auflage 1937 (Fachbuch der 1930er-Jahre)
- Willi Thoelz u. a.: Das Kraftrad – Bau und Betrieb, Pflege und Instandsetzung, Fahrtechnik und Wettbewerbe. Herausgegeben von W. Haeder. Richard Carl Schmidt & Co., Berlin 1939. (2. Auflage: 1943, neu bearbeitet von Joachim Fischer)
- Udo Janneck, Bernd L. Nepomuck: Das Schrauberhandbuch. 14. Auflage. Moby Dick Verlag, 2006, ISBN 3-7688-5230-X. (Laienverständliche Darstellung von Technik, Wartung und Instandsetzung)
- Christian Bartsch (Hrsg.): Ein Jahrhundert Motorradtechnik. VDI Verlag, Düsseldorf 1987, ISBN 3-18-400757-X. (Technikgeschichte und Monographien)
- Keith Code: Der richtige Dreh. Band II: Die Grundlagen des schnellen Motorradfahrens. 1. Auflage. California Superbike Verlag, Köln 1995, ISBN 3-924662-01-0. (Grundlagen des Motorradfahrens, populärwissenschaftliche Darstellung) (Amerikanische Originalausgabe: A Twist of the Wrist II. Acrobat Books, Venice 1993, ISBN 0-918226-31-7)
- Martin Limpf: Das Motorrad. Deutsches Museum, VDI-Verlag Düsseldorf 1983, ISBN 3-486-27571-2 (Abhandlungen und Berichte. Heft 1).